# Stadtbahn Hannover
Die Stadtbahn Hannover ist ein Verkehrssystem des öffentlichen Personennahverkehrs in Hannover. Sie entstand durch den Umbau der hannoverschen Straßenbahn zu einem Stadtbahnsystem, das Elemente von Straßenbahn und U-Bahn vereint. Betreiber der Stadtbahn ist das Verkehrsunternehmen ÜSTRA; die Infrastruktureinrichtungen gehören der infra – Infrastrukturgesellschaft Region Hannover.
Die Stadtbahn ist der bedeutendste Verkehrsträger in der Region Hannover. Werktäglich befördert sie rund 629.000 Fahrgäste (Stand 2017). Am Hauptbahnhof und sieben weiteren Stationen bestehen Umsteigemöglichkeiten zur S-Bahn Hannover, die die nähere und weitere Umgebung erschließt (siehe Nahverkehr in Hannover).

## Geschichte
Die Stadtbahn Hannover ist aus dem hannoverschen Straßenbahnnetz entstanden.

### Straßenbahn

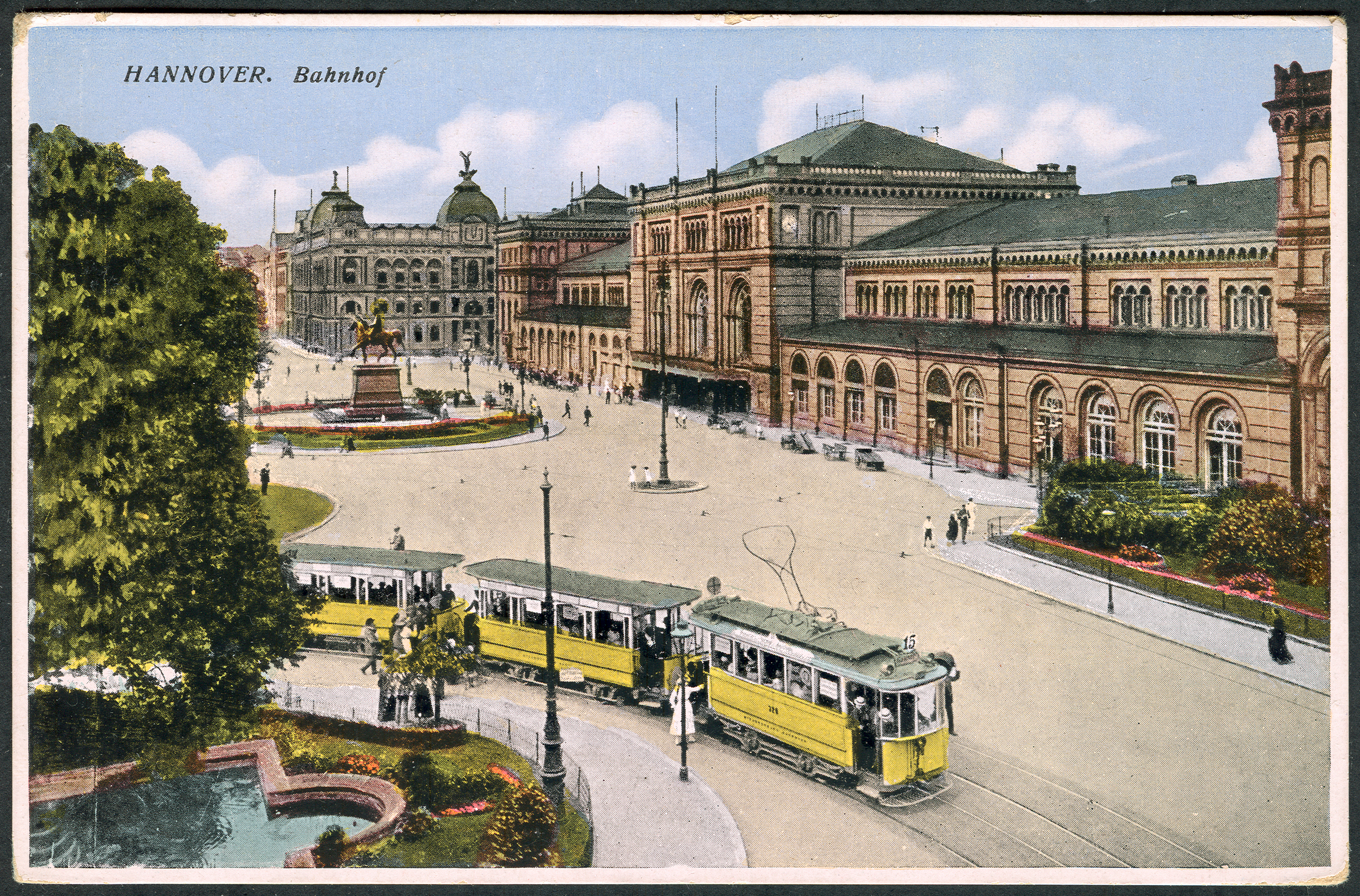
Um 1920: Dreiteiliger Zug mit offenen Plattformen am Ernst-August-Platz

1872 fuhr in Hannover die erste Pferdestraßenbahn. Zwei Gesellschaften bauten in den folgenden Jahren das Netz aus. 1892 schlossen sie sich zur Straßenbahn Hannover AG zusammen. Zwischen 1893 und 1903 wurde das Netz elektrifiziert und bis weit in das Umland ausgebaut. 1901 hatte das Streckennetz eine Länge von 163 Kilometern erreicht. Die Strecken führten u. a. bis nach Sarstedt, Hildesheim, Pattensen, Gehrden, Barsinghausen, Großburgwedel, Sehnde und Haimar.
Da die Straßenbahn Hannover AG eigenen Strom produzierte und an Gemeinden des Landkreises Hannover lieferte, firmierte die Gesellschaft ab 1921 als Überlandwerke und Straßenbahnen Hannover AG. Das Akronym dieser Bezeichnung ist auch heute Bestandteil der aktuellen Firma ÜSTRA Hannoversche Verkehrsbetriebe AG.

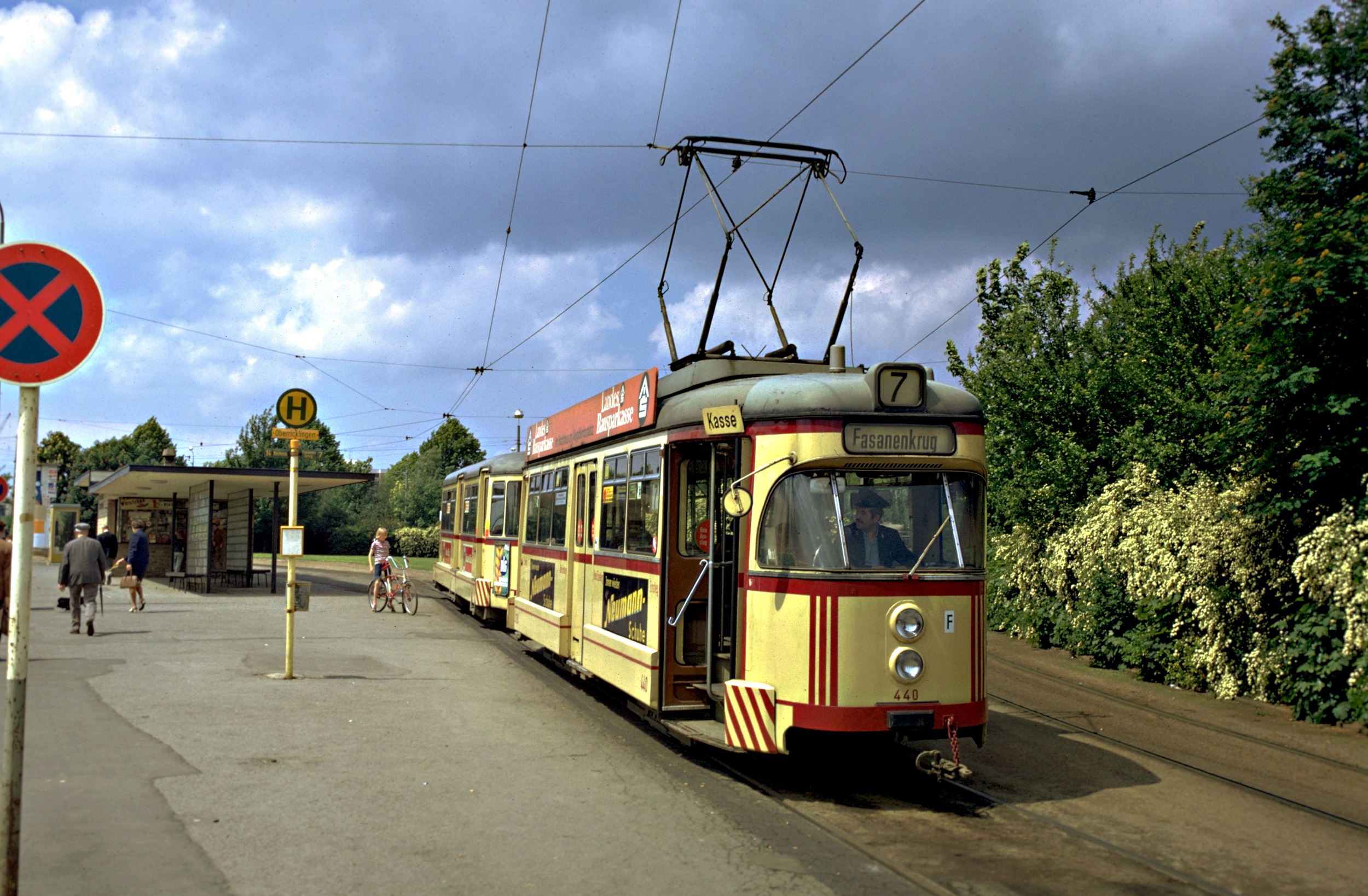
Breitraumtriebwagen mit tunnelgängigem Beiwagen am Endpunkt der Linie 7 in Oberricklingen 1973

Von den Überlandstrecken blieb nach Stilllegungen in den 1950er und 1960er Jahren die Strecke nach Sarstedt bestehen. Das Netz schrumpfte dadurch erheblich. Ab 1951 wurde der Fuhrpark mit vierachsigen Düwag-Großraumwagen und sechsachsigen Düwag-Gelenkwagen erneuert. Die Fahrzeuge wurden ab Mitte der 1960er Jahre auf Einmannbetrieb umgestellt.
Als Folge der Proteste gegen Fahrpreiserhöhungen (siehe Roter-Punkt-Aktion) wurde die bis dahin zur PreussenElektra gehörende ÜSTRA 1969 kommunalisiert und der Großraum-Verkehr Hannover wurde durch den Verband Großraum Hannover, einen Vorläufer der Region Hannover, gegründet.
Im Zuge des fortschreitenden Stadtbahnbaus wurden die meisten oberirdischen Strecken in der Innenstadt sowie deren Anschlussverbindungen ab Mitte der 1970er Jahre stillgelegt. Die letzte mit Düwag-Gelenkwagen betriebene Straßenbahnlinie 16 (Klagesmarkt – Hauptbahnhof – Königstraße – Zoo – Kleefeld/Nackenberg) fuhr bis September 1996. Ihr Ende bedeutete das Aus für die Strecke in der Goseriede zur Klagesmarktschleife. Hier lagen die Gleise abschnittsweise noch mehrere Jahre, im Klagesmarktkreisel bis nach 2000.
Auf der Zoostrecke (Thielenplatz – Emmichplatz – Zoo) gab es noch Gelegenheitsverkehr mit historischen Straßenbahnfahrzeugen. Nach der letzten Fahrt am 12. Juli 1998 wurde die Strecke stillgelegt. Noch im gleichen Jahr wurden am Thielenplatz die Weichen entfernt. 1999/2000 wurde beim Umbau der Endstation Zoo die Strecke zum Emmichplatz (seit 2019: Neues Haus) abgetrennt. Die Gleise in der Königstraße wurden nach deren Umbau entfernt, in der Hindenburgstraße verschwanden sie ab 2012.

### Erweiterung zur Stadtbahn
Seit den 1950er Jahren gab es Überlegungen, die Straßenbahn in der Innenstadt unterirdisch zu führen, um ihre Leistungsfähigkeit zu steigern und sie unabhängig vom zunehmenden Kfz-Verkehr zu machen. Die ersten Planungen sahen einen Ring unter Georg-, Bahnhof- und Kurt-Schumacher-Straße vor, der nur in eine Richtung befahren werden sollte. Alternativ wurde auch eine Variante ohne Ring aber mit höhengleichen Verzweigungen erwogen. Modellrechnungen zeigten jedoch, dass die Kapazität solcher Bauwerke nicht ausgereicht hätte. Ende der 1950er Jahre wurde ein Netz vorgeschlagen, das drei Tunnelstrecken mit den vier höhenfreien Kreuzungspunkten Steintor, Hauptbahnhof, Aegidientorplatz und Markthalle enthielt. Im Jahre 1962 wurde der Berliner Verkehrsplaner Bruno Wehner mit der Planung eines U-Bahn-Netzes beauftragt. Diese Planung lag 1964 vor, der Netzplan 64. Er sah drei sich am Kröpcke kreuzende Strecken vor: A- und B-Strecke entsprachen im Wesentlichen den später verwirklichten Strecken. Die C-Strecke sollte sich am Steintor in einen Ast in die Nordstadt und weiter nach Garbsen sowie einen Ast nach Linden-Nord und weiter nach Harenberg verzweigen. Der geplante neue Stadtteil am Kronsberg sollte über die B-Strecke erschlossen werden.
Am 23. Juni 1965 beschloss der Rat der Stadt eine U-Bahn gemäß diesem Plan zu bauen, womit das Ende des klassischen Straßenbahnbetriebes in Hannover eingeläutet wurde. Bei den Tunnelmaßen orientierte man sich an den Vorgaben des Bundesverkehrsministeriums. Danach waren die Tunnel für 2,9 m breite und 103 m lange U-Bahn-Züge auszulegen. Dabei sollten zunächst nur Tunnel im Innenstadtbereich errichtet und an die bestehenden Straßenbahnstrecken angeschlossen werden. Später sollten dann alle oberirdischen Strecken zu kreuzungsfreien, unabhängigen Bahnkörpern umgebaut werden.
Baubeginn war am 16. November 1965 am Waterlooplatz. Schon kurze Zeit später ruhten die Arbeiten wegen Finanzierungsproblemen für etwa ein Jahr. Nachdem der Bund seit 1967 Vorhaben zur Verbesserung der Verkehrsverhältnisse der Gemeinden mitfinanzierte, wurden die Arbeiten wieder aufgenommen. Die Tunnelarbeiten erfolgten überwiegend in offener Bauweise.
Der Netzplan 64 zeigte insbesondere mit der südlichen B-Strecke und der C-Strecke zwischen Kröpcke und Steintor Leistungsschwächen. Daher entwarf man einen überarbeiteten Netzplan 66, der im Endausbau vier U-Bahn-Linien vorsah:
- Linie A: Buchholz – List – Innenstadt – Ricklingen – Wettbergen, mit Abzweig am Waterlooplatz nach Badenstedt
- Linie B: Sarstedt – Laatzen – Döhren – Innenstadt – Vahrenwald – Langenhagen, mit Abzweig nach Vahrenheide – Sahlkamp – Bothfeld
- Linie C: Misburg – Roderbruch – Kleefeld – Innenstadt – Nordstadt – Stöcken – Garbsen
- Linie D: Kronsberg – Bemerode – Waldheim – Südstadt – Innenstadt – Linden – Limmer – Harenberg

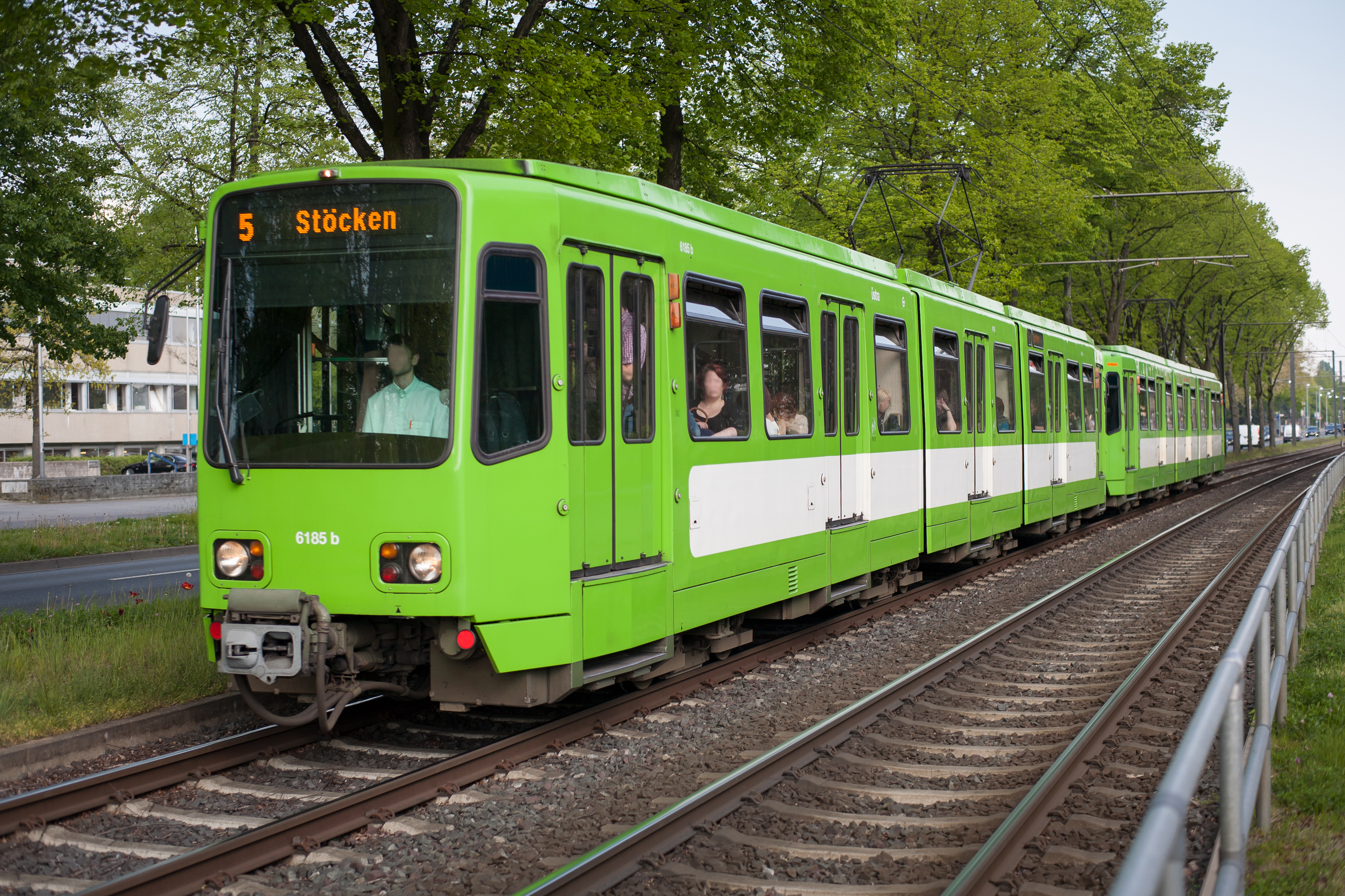
Die für die neue Stadtbahn ab 1975 eingesetzten grünen Triebwagen

Das eigens im Baudezernat der Landeshauptstadt Hannover aufgebaute U-Bahn-Bauamt war von 1967 bis zur Fertigstellung des Tunnelabschnitts C-Nord (1993) unter der Leitung von Klaus Scheelhaase für die Planung, Gestaltung und Errichtung aller Tunnelgewerke einschließlich der technischen Ausrüstung zuständig.
1972 konnten zwischen der Rampe Gustav-Bratke-Allee und der Karmarschstraße erste Testfahrten im A-Tunnel stattfinden.
Angesichts der erheblichen Kosten und der Dauer der Bauarbeiten nahm man im weiteren Verlauf von der Verwirklichung eines reinen U-Bahn-Konzeptes Abstand und entwickelte das heute bestehende Stadtbahnsystem mit Tunneln in der Innenstadt und weitgehend besonderen Bahnkörpern auf den oberirdischen Anschlussstrecken. Die erste oberirdische Neubaustrecke nach dem U-Bahn-Bau-Beschluss von 1965 wurde 1973 in Laatzen eröffnet und mit der Straßenbahnlinie 1 bedient, auf der im März 1975 auch die ersten Linieneinsätze mit Stadtbahnwagen TW 6000 gefahren wurden. Am 28. September 1975 schließlich wurde mit Eröffnung der ersten Tunnelstrecke vom Hauptbahnhof über Kröpcke, Markthalle und Waterloo zur Rampe in der Gustav-Bratke-Allee der Stadtbahnbetrieb aufgenommen. Die erste Stadtbahnlinie, die Linie 12, verkehrte mit Stadtbahnwagen TW 6000 in Doppeltraktion zwischen Hauptbahnhof und Oberricklingen.
Das innerstädtische Tunnelnetz mit den A-, B- und C-Tunnelstrecken wurde bis 1993 ohne weitere Unterbrechungen errichtet. Dabei wurden die oberirdischen Zulaufstrecken durch Vergrößerung des Gleisabstands und Verlängerung der vorhandenen Flachbahnsteige nach und nach an die Erfordernisse des Stadtbahnbetriebs angepasst.
Eine scharfe Abgrenzung zwischen Straßenbahn- und Stadtbahnbetrieb, die durch einen konkreten Unterschied definiert wäre, ist dabei nicht immer durchgängig erkennbar. So gab es Straßenbahnlinien, die mit Straßenbahnwagen Stadtbahnstrecken befuhren, und Straßenbahnlinien, die mit Stadtbahnwagen Stadtbahnstrecken mit Hochbahnsteigen bedienten. Spätestens seit 1993 eine neue Stadtbahnlinie regulär mit Stadtbahn-Einzelwagen fuhr, auf einer Straßenbahnlinie jedoch Stadtbahn-Doppeltraktionen eingesetzt wurden, war die Unterscheidung zwischen Straßenbahn und Stadtbahn hinfällig. So wurde fortan auch die letzte mit herkömmlichen Düwag-Einrichtungs-Straßenbahnwagen betriebene Linie 16 als Stadtbahn bezeichnet.
Nach Inbetriebnahme aller Tunnelstrecken im September 1993 verkehrten folgende Linien:
Linie 1: Nordhafen – Laatzen / Sarstedt
Linie 2: Hauptbahnhof – Rethen
Linie 3: Lahe – Wallensteinstraße / Mühlenberg
Linie 4: Stöcken – Roderbruch
Linie 5: Stöcken – Kirchrode
Linie 6: Haltenhoffstraße – Zoo
Linie 7: Fasanenkrug – Mühlenberg
Linie 8: Langenhagen – Messegelände
Linie 9: Alte Heide – Empelde
Oberirdisch verkehrten:
Linie 10: Limmer – Rathaus/Friedrichstraße
Linie 16: Klagesmarkt – Kleefeld/Nackenberg

### Eröffnungsdaten
Die folgende Tabelle enthält in chronologischer Reihenfolge die Eröffnungsdaten der einzelnen Streckenabschnitte, wobei die Umstellung von Straßenbahn- auf den Stadtbahnbetrieb auch als Eröffnungsdaten ausgewiesen sind:
| Datum              | in Betrieb genommene Strecken und U-Bahn-Stationen | Strecke      | Bemerkungen |
| ------------------ | --- | ------------ | --- |
| 26. September 1975 | Oberricklingen – Waterloo – Markthalle – Kröpcke A – Hauptbahnhof A | A-Süd        | erste hannoversche Tunnelstrecke |
| 4. April 1976      | [Hauptbahnhof A ] – Sedanstraße/Lister Meile – Lister Platz – Buchholz (heute: Noltemeyerbrücke) – Lahe – Fasanenkrug | A-Nord       | Dabei Verlängerung [Buchholz (heute: Noltemeyerbrücke)] – Lahe und Streckenverlegung (Neubau) Bothfeld – Kurze-Kamp-Straße            |
| 18. Juni 1976      | [Laatzen/Süd (heute Laatzen)] – Laatzen/Rethener Winkel – [Rethen/Nord (heute: Rethen/Pattenser Straße)] | B-Süd        | Straßenbahn-Vorlaufbetrieb |
| 25. September 1977 | [Am Sauerwinkel] – Mühlenberg (heute: Mühlenberger Markt) | A-Süd        | bisheriger Endpunkt Oberricklingen aufgehoben                                                                                         |
| 1. Oktober 1978    | [Nackenberg] – Medizinische Hochschule/Süd | C-Ost        | Straßenbahn-Vorlaufbetrieb |
| 27. Mai 1979       | [Schwarzer Bär] – Empelde | A-West       | Aufnahme des Stadtbahnbetriebs über A-Tunnel auf vorhandener Strecke                                                                  |
| 27. Mai 1979       | Kröpcke B – Hauptbahnhof B – Werderstraße – Büttnerstraße – Langenhagen/Berliner Platz – Alte Heide | B-Nord       | Dabei Verlängerung [Vahrenheide] – Alte Heide und Aufhebung des Endpunktes Vahrenheide                                                |
| 31. Mai 1981       | [Kröpcke B ] – Aegidientorplatz – Schlägerstraße | B-Süd        | |
| 2. September 1982  | neuer Betriebshof Döhren | B-Süd        | ersetzt den alten Betriebshof Döhren                                                                                                  |
| 26. September 1982 | [Schlägerstraße ] – Geibelstraße – Altenbekener Damm – zum TÜV (heute: Bothmerstraße) – Messegelände (heute Messe/Nord) – Grasdorf – Rethen/Nord (heute Rethen/Pattenser Straße) – Laatzen-Mitte – Rethen/Nord – Sarstedt | B-Süd        | |
| 26. September 1982 | [Aegidientorplatz ] – Kröpcke C | C-Ost        | bis auf das Gleis Richtung Marienstraße sind nun alle Gleise in der Station Aegidientorplatz in Betrieb                               |
| 30. März 1984      | [Kröpcke C ] – Steintor | C-West       | |
| 29. September 1984 | [Misburger Straße] – Roderbruch | C-Ost        | bisheriger Endpunkt Medizinische Hochschule/Süd aufgehoben, Straßenbahn-Vorlaufbetrieb mit TW 6000                                    |
| 2. Juni 1985       | [Steintor ] – Königsworther Platz – Stöcken | C-West       | |
| 24. September 1989 | [Aegidientorplatz ] – Marienstraße – Braunschweiger Platz – Nackenberg – Roderbruch – Nackenberg – Kirchrode (heute Ostfeldstraße) – Freundallee                                                                          | C-Ost        | nun sind alle vier Gleise der Station Aegidientorplatz in Betrieb, Verbindung zur Kehranlage Freundallee bis 1995 nur Betriebsstrecke |
| 29. September 1991 | [Langenhagen/Berliner Platz] – Langenhagen | B-Nord       | letzte Streckeneröffnung mit Tiefbahnsteigen (nur Haltestelle Langenhagen/Angerstraße)                                                |
| 26. September 1993 | [Steintor ] – Christuskirche – Kopernikusstraße – Haltenhoffstraße – Nordhafen | C-Nord       | |
| 26. September 1993 | [Braunschweiger Platz ] – Zoo | C-Ost        | Aufnahme des Stadtbahnbetriebs über C-Tunnel auf vorhandener Strecke                                                                  |
| 29. Mai 1994       | Rathaus/Friedrichstraße – Aegidientorplatz – Hauptbahnhof – Steintor – Linden-Nord – Limmer – Ahlem | D-West       | Aufnahme des Stadtbahnbetriebs auf vorhandener Strecke, Verlängerung [Limmer] – Ahlem                                                 |
| 28. Mai 1995       | [Braunschweiger Platz ] – Freundallee | C-Ost        | Aufnahme des Stadtbahnbetriebs über C-Tunnel auf vorhandener Strecke                                                                  |
| 24. September 1995 | [Hogrefestraße (heute: Freudenthalstraße)] – Marienwerder/Wissenschaftspark (heute: Wissenschaftspark Marienwerder) | C-West       | |
| 29. September 1996 | [Marienwerder/Wissenschaftspark (heute: Wissenschaftspark Marienwerder)] – Garbsen | C-West       | |
| 26. September 1998 | [Stadtfriedhof Stöcken] – Betriebshof Fuhsestraße (Leinhausen) | C-West       | nur Betriebsstrecke |
| 5. Dezember 1998   | [Freundallee] – Bult/Kinderkrankenhaus (heute: Kinderkrankenhaus auf der Bult) | D-Süd        | |
| 29. Mai 1999       | [Waterloo ] – [Krankenhaus Siloah (heute: Allerweg)] | A-Süd        | Spange Legionsbrücke, keine neuen Haltestellen                                                                                        |
| 29. Mai 1999       | [Mühlenberg (heute: Mühlenberger Markt)] – Wettbergen | A-Süd        | |
| 30. Mai 1999       | [Bult/Kinderkrankenhaus (heute: Kinderkrankenhaus auf der Bult)] – Bünteweg/Tierärztliche Hochschule | D-Süd        | |
| 13. Oktober 1999   | [Bünteweg/Tierärztliche Hochschule] – Bemerode/Mitte (heute: Brabeckstraße) – Kronsberg | D-Süd        | |
| 19. Februar 2000   | [Kronsberg] – Expo/Ost (heute: Messe/Ost) | D-Süd        | |
| 15. Dezember 2002  | [Kirchrode (heute: Ostfeldstraße)] – Anderten | C-Ost        | |
| 11. Juni 2006      | [Oststadt-Krankenhaus (heute: In den Sieben Stücken)] – Altwarmbüchen | A-Nord       | neue Haltestelle Lahe (heute: Paracelsusweg), bisheriger Endpunkt Lahe aufgehoben                                                     |
| 12. Dezember 2010  | [Paracelsusweg] – Schierholzstraße | A-Nord       | |
| 14. Dezember 2014  | [Schierholzstraße] – Misburg | A-Nord       | |
| 18. September 2017 | [Goetheplatz] – Hauptbahnhof/Rosenstraße – Hauptbahnhof/ZOB | D-Innenstadt | Erneuerte Strecke mit neuem Endpunkt, Aufgabe der Strecke Hauptbahnhof – Aegidientorplatz                                             |
| 10. Dezember 2023  | [Wallensteinstraße] – Hemmingen | A-Süd        | |

### Ausbau und Weiterentwicklung der Stadtbahn

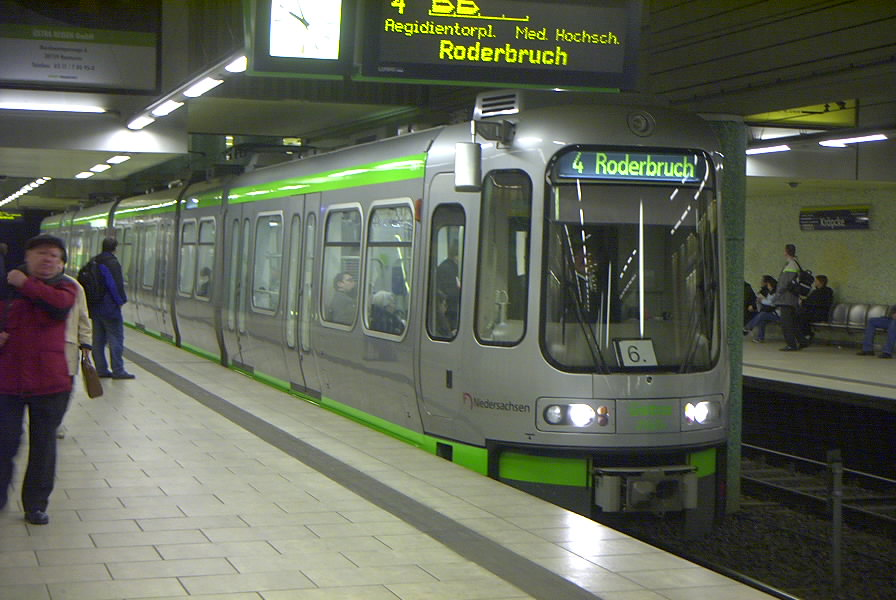
TW 2500 der Stadtbahn Hannover auf der Linie 4 in der U-Bahn-Station Kröpcke

In den 1990er Jahren haben sich die Zielvorstellungen zur Stadtbahn Hannover verändert. Auf der einen Seite erschien die Vorstellung aus den 1960er Jahren, eines Tages 2,90 m breite und 103 m lange U-Bahn-Züge einzusetzen, wofür die oberirdischen Anschlussstrecken vollständig kreuzungsfrei und auf unabhängige Bahnkörper hätten ausgebaut werden müssen, schon länger unerreichbar, auf der anderen Seite hatte sich das Stadtbahnkonzept als großer Erfolg herausgestellt. Also wurde ein neues Ziel formuliert: Die Obergrenzen für Fahrzeugabmessungen, die die BOStrab für den Straßenbahnbetrieb auf der Straße definiert, 2,65 m Breite und 75 m Länge, sollten in Zukunft ausgenutzt werden, um die steigende Nachfrage zu bedienen.
Für den Einsatz dieser Züge musste das oberirdische Netz ausgebaut werden:
- Fast alle Hochbahnsteige, die bis 1995 gebaut worden sind, hatten nur eine Länge von ca. 60 Meter. Damit waren sie lang genug für Zwei-Wagen-Züge aus TW 6000, aber zu kurz für Drei-Wagen-Züge aus TW 2000, die ab 1997 angeschafft wurden. Für den Einsatz von Drei-Wagen-Zügen aus TW 2000 wurden daher in den Folgejahren zahlreiche Bahnsteige der A-, B- und C-Strecke auf 70 Meter verlängert.

- Die 2,65 Meter breiten Fahrzeuge benötigen einen größeren Gleisabstand als die 2,40 Meter breiten TW 6000. Die Aufweitung der Gleise erfolgte jeweils im Zusammenhang mit Grunderneuerungen von Streckenabschnitten. Seit Dezember 2023 ist das gesamte Streckennetz für 2,65 Meter breite Züge freigegeben.

Drei-Wagen-Züge mit TW 2000 und TW 3000 werden inzwischen montags bis freitags auf den Linien 1, 4, 6 und 7, seit Dezember 2023 auch auf der 9 eingesetzt, in der Hauptverkehrszeit teilweise auch auf der 5.

#### Entwicklung bis zur Expo (1994–2000)
1993 war der Bau des Innenstadt-Tunnelnetzes weitgehend abgeschlossen. Nun wurde begonnen, die oberirdischen Zulaufstrecken weiterzuentwickeln. Insbesondere nachdem 1990 entschieden wurde, die Weltausstellung Expo 2000 in Hannover stattfinden zu lassen, wurde in die Infrastruktur investiert, so auch in den weiteren Streckenausbau und in neue Fahrzeuge.
1994 wurde die Strecke der Linie 10 von Limmer bis nach Ahlem verlängert. Sie wurde nun als Stadtbahnstrecke D-West begriffen, obwohl sie in der Innenstadt keinen Tunnel hatte.
Am 28. Mai 1995 wurde das Liniennetz der Stadtbahnen reformiert: Im Innenstadtbereich verkehrten nun alle Linien streckenrein nur noch auf einer der vier Grundstrecken A bis D. Bis dahin gab es auf den Linien 1 Sarstedt (B-Süd) – Nordhafen (C-Nord) und 9 Empelde (A-West) – Alte Heide (B-Nord) einen Übergang zwischen zwei Grundstrecken. Der Wechsel erfolgte bei der Linie 1 zwischen den Stationen Aegidientorplatz und Kröpcke und auf der Linie 9 jeweils hinter der Station Hauptbahnhof. Der geplante Bau der Strecke D-Süd ab Freundallee machte ohnehin über kurz oder lang eine Liniennetzänderung notwendig, damit die C-Strecke ab Aegidientorplatz nicht mit einer fünften Linie überbeansprucht worden wäre.
Die C-West-Strecke wurde um eine Zweigstrecke nach Garbsen ergänzt. Diese wurde in zwei Schritten nach Marienwerder (1995) und weiter nach Garbsen (1996) realisiert.
Der A-Tunnel wurde 1999 noch einmal ergänzt: Hinter der Station Waterloo wurde mit einer zweiten Rampe eine Direktverbindung zur damaligen Haltestelle Krankenhaus Siloah (jetzt Allerweg) in Betrieb genommen (die nach der dortigen Brücke über die Ihme sogenannte Spange Legionsbrücke). Dadurch konnte die Fahrzeit um vier Minuten verkürzt werden. Um weiterhin eine Direktverbindung zwischen der A-Süd-Strecke und Schwarzer Bär zu erhalten, wurde die Linie 17 eingeführt. Gleichzeitig wurde die A-Süd-Strecke um zwei Stationen von Mühlenberg nach Wettbergen verlängert.
Zur Anbindung des Expogeländes wurden die Pläne für den D-Tunnel wieder aktuell. Nach einer längeren politischen Debatte wurde aus zeitlichen und finanziellen Gründen jedoch auf einen Tunnelbau verzichtet und die neue D-Süd-Strecke stattdessen an die C-Strecke angeschlossen. Die Strecke wurde ausgehend von der bestehenden Wendeanlage in der Freundallee über Bemerode zum Expogelände geplant. 1995 wurde mit dem Bau begonnen, die Fertigstellung erfolgte in mehreren Schritten von 1998 bis 2000.
Von 1997 bis 2000 wurden 144 2,65 m breite und rund 25 m lange silberne Fahrzeuge des neuen Typs TW 2000 geliefert, die die 260 grünen Fahrzeuge des Typs TW 6000 rechtzeitig zur Expo ergänzten und bald danach zum Teil ersetzten. Drei-Wagen-Züge dieses Typs bieten rund 50 % mehr Kapazität als die bisherigen TW 6000-Doppeltraktionen.

#### Verlängerungen C-Ost und A-Nord (2001–2014)
2002 wurde die C-Ost-Strecke nach Kirchrode um zwei Stationen bis Anderten verlängert.
Auf der A-Nord-Strecke wurde im Juni 2006 nach mehr als dreijähriger Bauzeit die Verlängerung des Laher Astes um sechs Stationen nach Altwarmbüchen in Betrieb genommen. Dabei wurde an der Haltestelle Paracelsusweg bereits eine Abzweigung für die Strecke nach Misburg gebaut, die bis zur Fertigstellung der Strecke nach Misburg-Nord als Kehrgleis für die hier endenden Bahnen genutzt wurde.
Seit Oktober 2008 wurde die 1,6 Kilometer lange Zweigstrecke von Lahe (jetzt Paracelsusweg) nach Misburg-Nord weitergebaut. Die Eröffnung wurde mehrmals verschoben und erfolgte zum Fahrplanwechsel 2010. Nach Fertigstellung der Bauarbeiten beschwerten sich Anlieger über die von der Stadtbahn ausgehende Lärmbelästigung. Daher erfolgten Nachbesserungen an der Strecke.
Der zweite, 1,8 Kilometer lange Streckenabschnitt der Zweigstrecke nach Misburg wurde von 2012 bis 2014 gebaut. Die Strecke führt vom zwischenzeitlichen Endpunkt Schierholzstraße zum Zentrum des Stadtteils Meyers Garten. Dadurch erhielten bis zu 13.500 Anwohner und bis zu 4.000 Arbeitsplätze einen Stadtbahnanschluss.

#### Projekt ZehnSiebzehn (2015–2018)

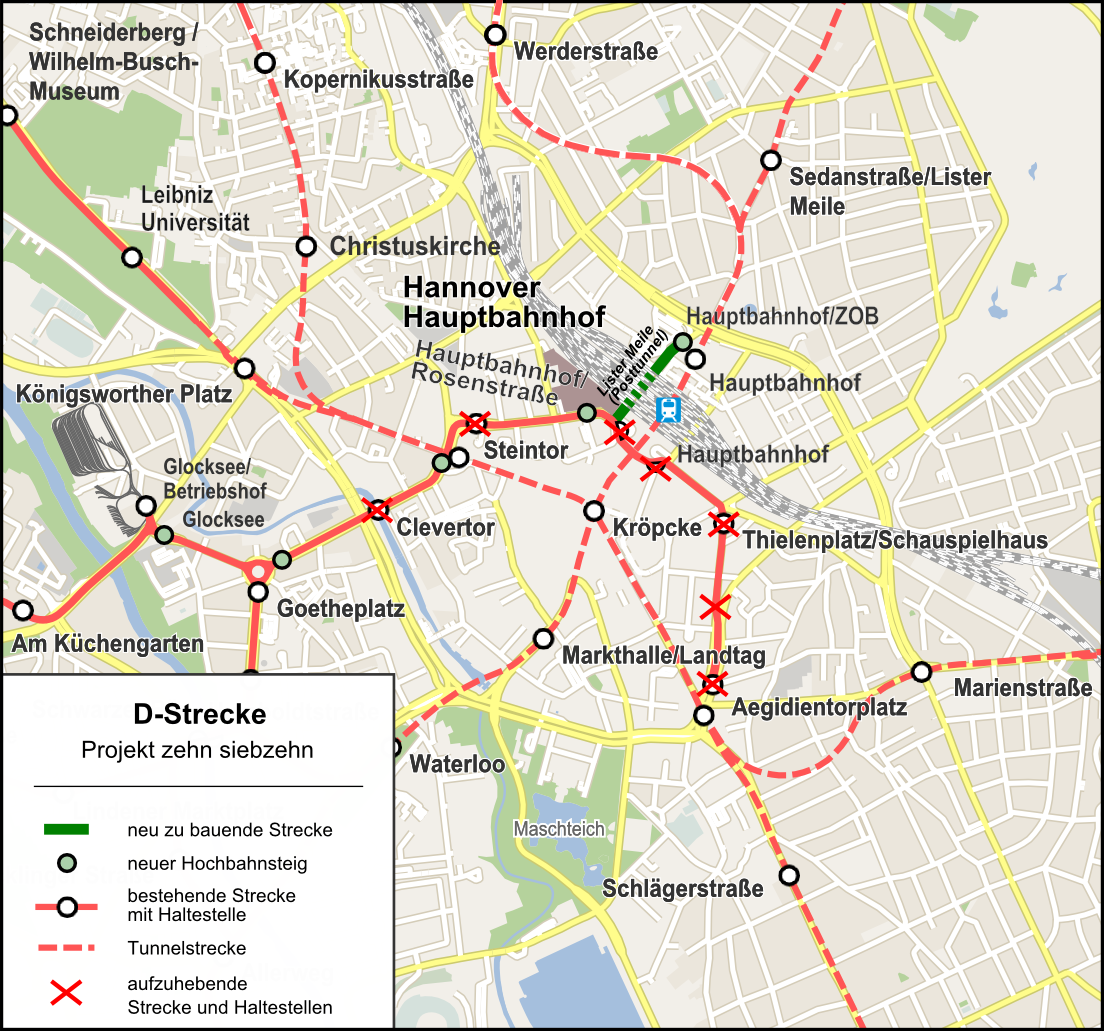
Projekt Zehn Siebzehn

Die D-Innenstadtstrecke wurde von 2015 bis 2018 ausgebaut. Bis zu ihrem Ausbau verlief sie vom Goetheplatz zum damaligen Endpunkt am Aegidientorplatz. Sie galt wegen ihres niedrigen Ausbaustandards lange als verbesserungsbedürftig: Die Strecke verfügte überwiegend über einen straßenbündigen Bahnkörper. Außer am nun stillgelegten Endpunkt Aegidientorplatz existierten keine Hochbahnsteige. An der wichtigen Haltestelle Hauptbahnhof auf dem Ernst-August-Platz sollten diese aus städtebaulichen Gründen auch nicht gebaut werden, so dass sie an der bisherigen Stelle dauerhaft nicht barrierefrei hergerichtet werden konnte. Die Umsteigebeziehungen zwischen der D-Strecke und den übrigen Stadtbahnlinien waren unbefriedigend, da lange Fußwege und das Überwinden zweier Ebenen in Kauf genommen werden müssen.
Im Nahverkehrsplan 2008 wurde zur Lösung der oben beschriebenen Probleme der Bau eines kurzen Tunnels vorgeschlagen. Die Planung für den Bau eines D-Tunnels wurde jedoch 2012 von der Region Hannover verworfen. Stattdessen hatte sie einen oberirdischen Neu- und Ausbau der D-Strecke in der Innenstadt beschlossen. Das sogenannte Projekt ZehnSiebzehn umfasste den Ausbau der Strecke von der D-West-Haltestelle Glocksee bis zur Ernst-August-Galerie, eine Neubaustrecke durch die Bahnhofsunterführung der Lister Meile, den barrierefreien Neu- und Ausbau der Haltestellen sowie die Stilllegung des Abschnitts vom Ernst-August-Platz zum Aegidientorplatz.
Vorbereitende Baumaßnahmen begannen Mitte 2015 im Bereich der Kurt-Schumacher-Straße. Am 25. Mai 2017 wurde der Abschnitt vom Hauptbahnhof zum Aegidientorplatz dauerhaft stillgelegt. Nach einer 16-wöchigen Sperre der D-Innenstadtstrecke wurde am 18. September 2017 der Neubauabschnitt von der Kurt-Schumacher-Straße zum neuen Endpunkt Hauptbahnhof/ZOB nördlich des Bahnhofs in Betrieb genommen. Der Abschnitt vom Goetheplatz bis zum neuen Endpunkt Hauptbahnhof/ZOB ist seit Dezember 2018 fertiggestellt. Die Fertigstellung des Hochbahnsteigs Glocksee (inklusive der Anlage eines besonderen Bahnkörpers in der Braunstraße) erfolgte erst 2023.

#### Streckenverlängerung Hemmingen (2019–2023)
Im Dezember 2023 wurde an der A-Süd-Strecke der Abzweig nach Hemmingen in Betrieb genommen. Bereits 1991 wurde mit den Vorplanungen für diese Strecke begonnen. Die Maßnahme stand allerdings in Zusammenhang mit der Realisierung der Ortsumgehung der Bundesstraße 3. Die Bahnstrecke sollte nach Fertigstellung der Ortsumgehung auf der bisherigen Bundesstraße durch Hemmingen führen. Der Bau der Ortsumgehung begann im Winter 2014/2015 und wurde 2020 fertiggestellt. Daher konnte erst 2019 mit den Bauarbeiten für die Stadtbahnverlängerung begonnen werden.
Mit Inbetriebnahme der Verlängerung nach Hemmingen wurde das Liniennetz auf der A-Strecke verändert. Die neue Linie 13 von Hemmingen übernahm den nördlichen Streckenast der Linie 9 zum Fasanenkrug. Die Linie 9 verkehrt nur noch zwischen Empelde und Hauptbahnhof. Außerdem wurde die Linie 17 auf einen 20-Minuten-Takt ausgedünnt, da ein überlagernder 15-Minuten-Takt betrieblich sehr schwierig und eine Takterhöhung auf einen 10-Minuten-Takt nicht rentabel sei.

#### Ausbau Laatzen (2018–2024)
Die Wendeschleife in Laatzen wurde 2018 mit einem zweiten Aufstellgleis ausgestattet. Hier wird seitdem bei Drei-Wagen-Zügen der Linie 1 der dritte Wagen ab- beziehungsweise wieder angekuppelt, was bis dahin in Rethen geschah.
Die im Bereich Rethen/Nord vorhandenen drei Haltestellenlagen wurden 2023 zu einer Haltestelle Rethen/Pattenser Straße zusammengelegt. Wegen der Anlage des neuen Hochbahnsteigs wurde die Wendeschleife in Rethen am 24. Juli 2023 stillgelegt, die bis dahin Endpunkt der Linie 2 war.
Am 3. August 2024 wurde die bis dahin in Rethen endende Linie 2 bis Gleidingen verlängert. Dazu wurde die Haltestelle Gleidingen/Orpheusweg durch eine neue Haltestelle ersetzt, die mit einem zusätzlichen Gleis zum Kehren der Linie 2 ausgestattet ist.

## Streckennetz
Das Netz der Stadtbahn Hannover erschließt fast das gesamte Stadtgebiet Hannovers. Einzelne Äste ragen in die zur Region Hannover gehörenden Städte und Gemeinden Garbsen, Isernhagen, Langenhagen, Laatzen, Ronnenberg und Hemmingen sowie nach Sarstedt in den Landkreis Hildesheim hinein.
Eigentümerin der gesamten Infrastruktur (darunter Tunnel, Gleise, Haltestellen und Park-and-Ride-Anlagen) ist seit dem 1. Juli 2001 die infra. Die Konzessionen zum Betrieb liegen bei der ÜSTRA; zwischen 2004 und 2006 war die intalliance AG für den Betrieb der Stadtbahn verantwortlich. Sowohl infra als auch ÜSTRA sind Tochterunternehmen der kommunalen Holding Versorgungs- und Verkehrsgesellschaft Hannover.

### Gleisanlagen

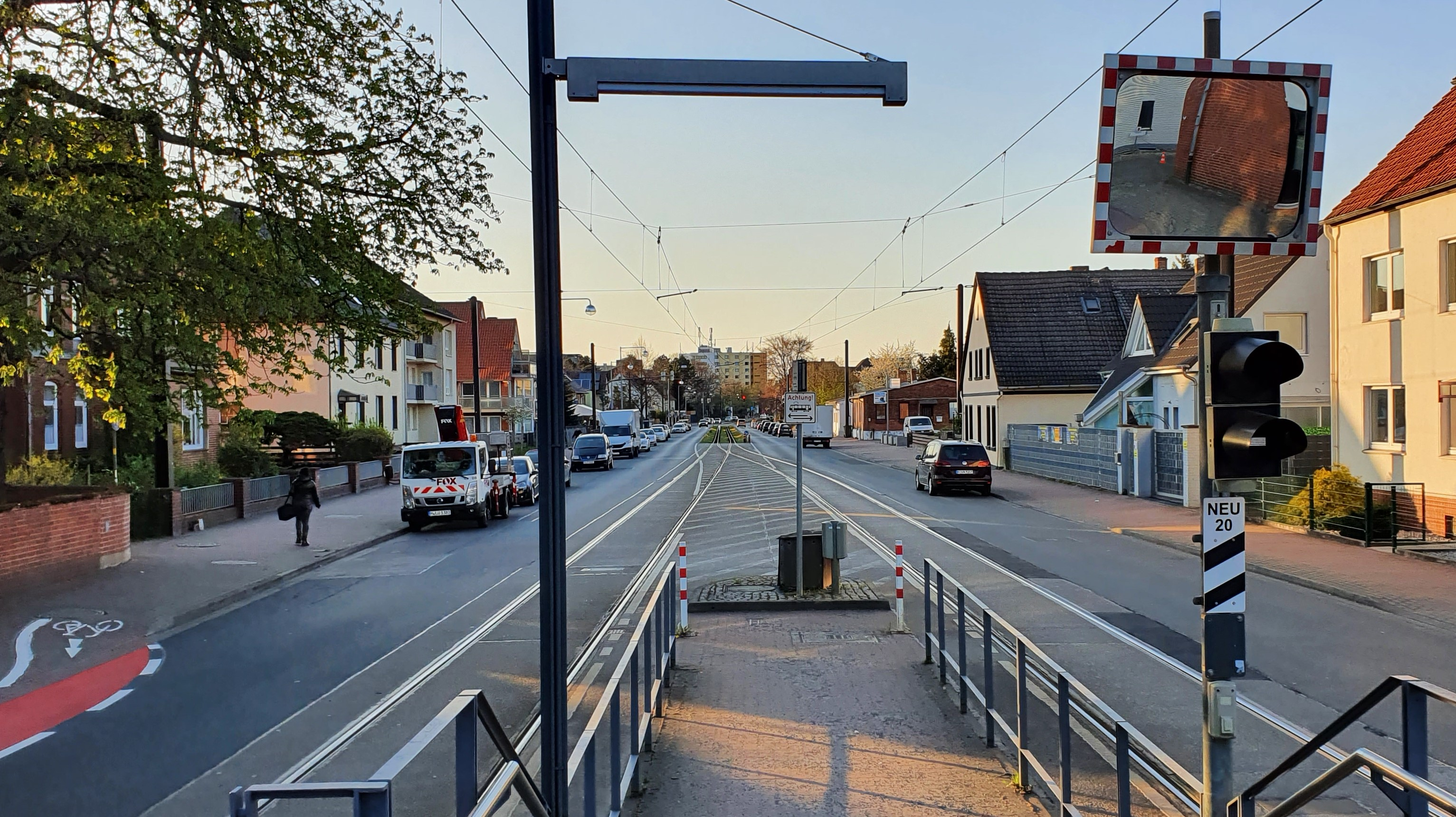
Gleisverschlingung an der Haltestelle Laatzen/Neuer Schlag mit Ampelregelung

Das normalspurige Gleisnetz ist fast vollständig zweigleisig ausgebaut. In der Haltenhoffstraße gibt es eine kurze Eingleisigkeit zwischen den Weichen vor der Endstation, und in Laatzen, zwischen den Haltestellen Laatzen/aquaLaatzium und Laatzen/Neuer Schlag, gibt es aus Platzgründen eine Gleisverschlingung, die jeweils nur in einer Richtung befahren werden kann. Im Bereich der Haltestellen ist jedoch eine Begegnung möglich.

Gleisplan (Stand: 2013)

Schematischer Gleisplan des Tunnelnetzes der Stadtbahn Hannover, aber D-Tunnel (Eintrag mit geplanten Ausbaustufen) 2012 verworfen

Das Gleisnetz hatte 2020 eine Streckenlänge von 122 Kilometern. Die Gleislänge mit Linienverkehr betrug 244,17 km, wovon 37,15 km im Tunnel verlaufen. 2023 sind es 122,6 km Streckenlänge und 250,8 km Linienlänge. Gemäß § 16 BOStrab wird unterschieden zwischen unabhängigem, besonderem und straßenbündigem Bahnkörper.
- Unabhängige Bahnkörper sind aufgrund ihrer Lage und Bauart völlig getrennt und kreuzungsfrei vom übrigen Verkehr. Auf diesen Strecken besteht eine signalgeregelte Zugsicherung, die Höchstgeschwindigkeit beträgt hier 70 km/h. Neben den Tunnelstrecken gibt es in Hannover nur an wenigen Stellen unabhängige Bahnkörper an der Oberfläche, z. B. Hildesheimer Straße zwischen Tunnelrampe und Döhrener Turm sowie im Bereich Bemerode/Kronsberg.
- Besondere Bahnkörper liegen im Verkehrsraum öffentlicher Straßen, sind jedoch durch bauliche Maßnahmen (z. B. Bordsteine) vom übrigen Verkehr getrennt. In Abständen bestehen Kreuzungsmöglichkeiten. Auf diesen Strecken wird auf Sicht gefahren, die Höchstgeschwindigkeit beträgt hier überwiegend 60 km/h, in Einzelfällen auch 70 km/h.[8]
- Straßenbündige Bahnkörper nutzen den Verkehrsraum anderer Verkehrsteilnehmer (Straße, Fußgängerzone). Hier gilt die Höchstgeschwindigkeit für den übrigen Verkehr, es wird auf Sicht gefahren. Die Verspätungsanfälligkeit der Stadtbahn ist bei dieser Bauart am höchsten und die durchschnittliche Geschwindigkeit am geringsten. Daher sollen straßenbündige Bahnkörper so weit wie möglich durch besondere Bahnkörper ersetzt werden.

Unabhängige und besondere Bahnkörper können mit Rasengleis ausgestattet werden, das neben der optischen Wirkung auch eine Lärmminderung bewirkt. Aus diesen Gründen wird bei neuen Strecken bevorzugt Rasengleis verlegt. Kreuzungen mit dem Individualverkehr wurden konsequent mit Vorrangschaltungen zugunsten der Stadtbahn ausgestattet.

### Netzstruktur

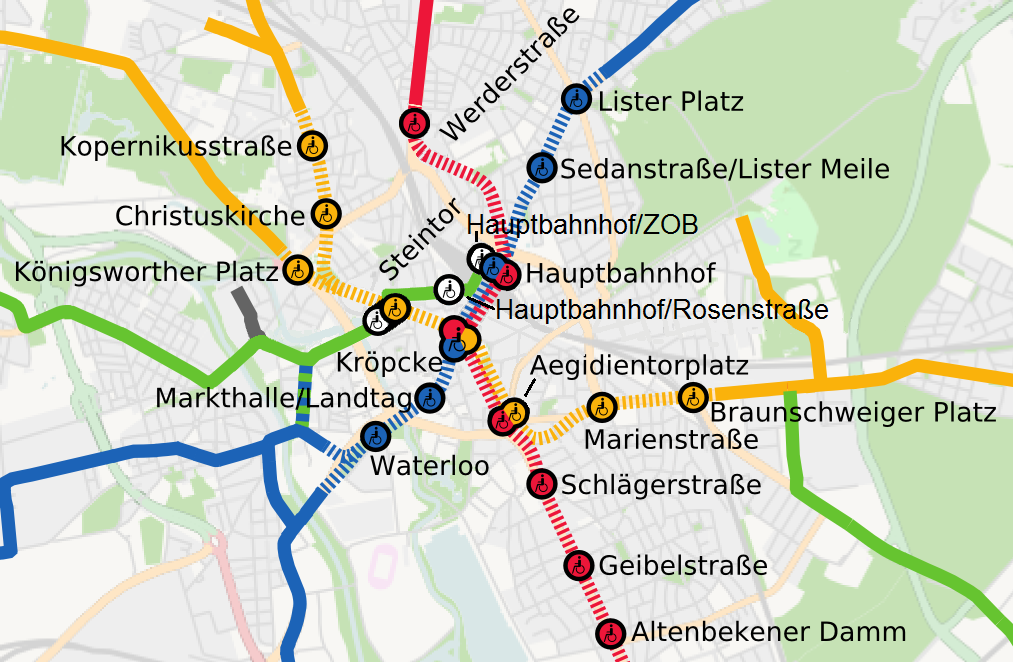
Das Streckennetz der Stadtbahn im Zentrum von Hannover

Rückgrat der Stadtbahn Hannover ist das aus drei Strecken bestehende innerstädtische Tunnelnetz. Die Strecken werden als A-, B- und C-Strecke bezeichnet und haben die Kennfarben Blau, Rot und Gelb. Ob der ursprünglich geplante vierte innerstädtische D-Tunnel noch realisiert wird, ist ungewiss. Die D-Strecke wird in der Kennfarbe Grün dargestellt.
Die Strecken verlaufen überwiegend sternförmig vom Stadtzentrum in die äußeren Stadtteile und Umlandgemeinden und fächern sich in ihrem Verlauf zum Teil in mehrere Äste auf. Die Außenäste werden nach der Bezeichnung der zugehörigen Innenstadtstrecke zusammen mit der Himmelsrichtung, in die sie führen, benannt. So trägt beispielsweise der an den A-Tunnel angeschlossene Streckenast zu den nordöstlichen Endpunkten die Bezeichnung A-Nord. Stellenweise ist die Abgrenzung der Strecken zueinander bzw. die Zuordnung einzelner Abschnitte nicht ganz eindeutig. So wird z. B. die Strecke in der Gustav-Bratke-Allee heute der A-West zugerechnet, obwohl sie zunächst zur A-Süd gezählt wurde, oder der Abzweig Freundallee war ursprünglich lediglich eine Bedarfs-Kehranlage der C-Ost, wird nun aber der D-Süd zugerechnet.
Am Hauptbahnhof können Züge über Weichenverbindungen zwischen der A- und B-Strecke wechseln, am Aegidientorplatz zwischen B- und C-Strecke. Die westliche D-Strecke ist über eine oberirdische Verbindungsstrecke durch die Humboldtstraße mit der A-Strecke verbunden. Der südliche Teil der D-Strecke ist nur mit der C-Strecke, nicht aber mit der restlichen D-Strecke verbunden. Weitere Verbindungen zwischen den Strecken gibt es derzeit nicht.

### A-Strecke

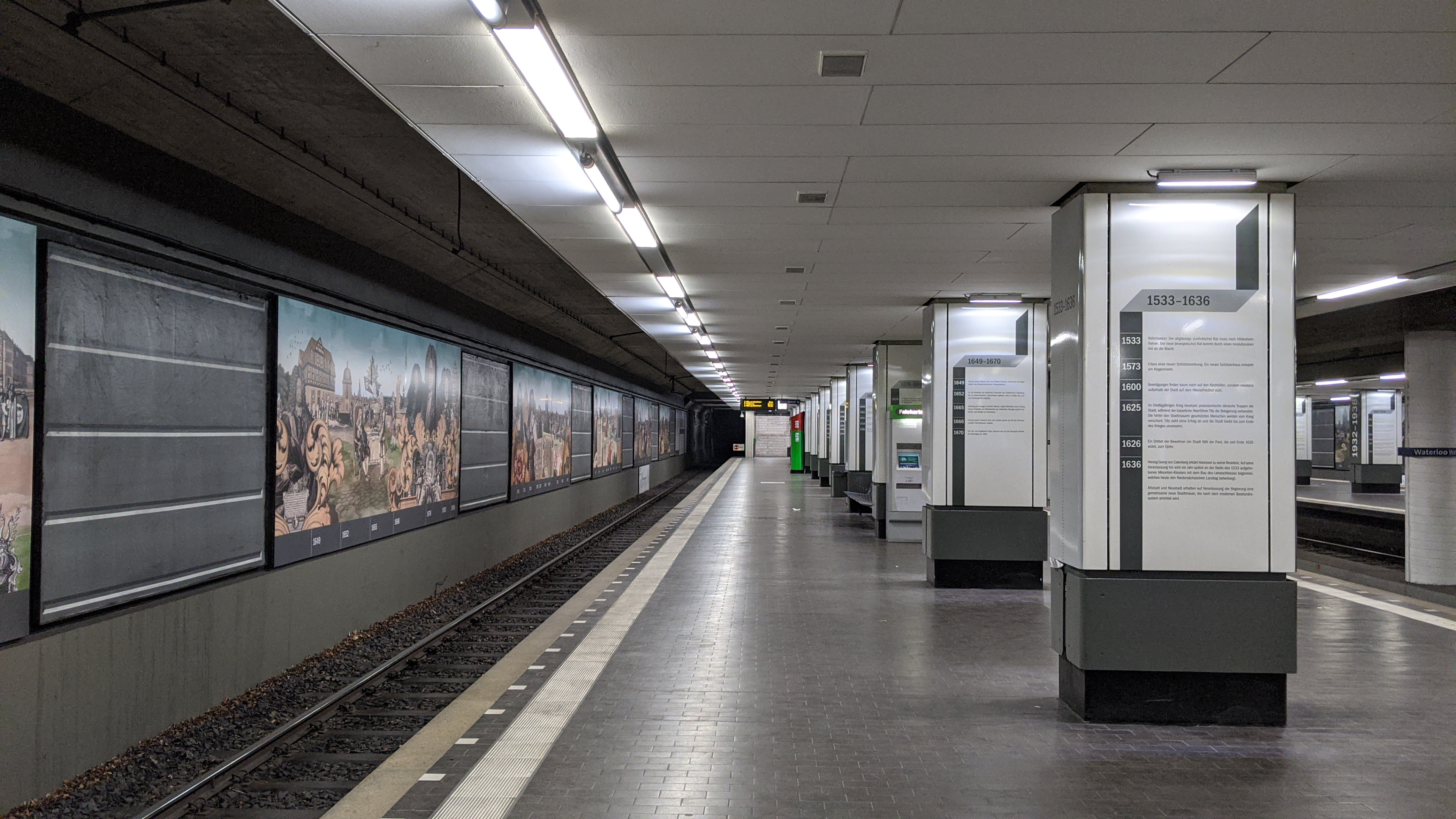
U-Bahn-Station Waterloo nach der Neugestaltung im Jahr 2014

Die A-Strecke durchquert das Stadtgebiet von Südwesten nach Nordosten. Sie ist die erste Stadtbahnstrecke Hannovers. Auf ihr verkehren die Linien 3, 7, 9 und 13, zeitweilig auch die Linie 12.

#### A-Tunnel
Der A-Tunnel verläuft zwischen den Rampen Gustav-Bratke-Allee und Legionsbrücke über die Stationen Waterloo, Markthalle/Landtag, Kröpcke, Hauptbahnhof, Sedanstraße/Lister Meile und Lister Platz zur Rampe Hammersteinstraße. Nördlich der Station Hauptbahnhof befindet sich eine zweigleisige Kehranlage, in der Stadtbahnzüge aus Richtung Kröpcke (A- und B-Strecke) wenden können. Zugleich besteht an dieser Station in beiden Richtungen die Möglichkeit, von der A-Strecke auf die B-Strecke und umgekehrt zu wechseln.
Die Bahnsteige aller Stationen des A-Tunnels liegen in Fahrtrichtung rechts, was die Option offen hielt, Ein-Richtungs-Fahrzeuge einzusetzen, die links keine Türen haben. Siehe Abschnitt Umbaufahrzeuge.

#### A-Nord

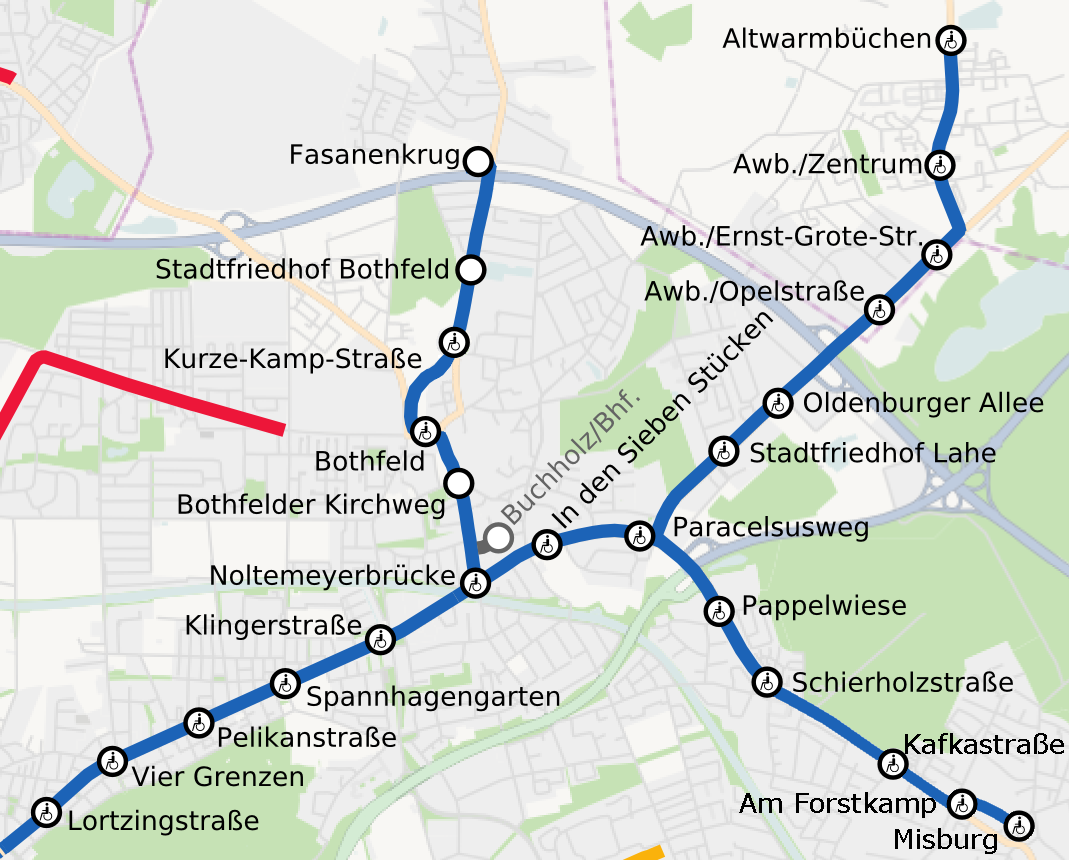
Der A-Nord-Ast mit den neuen Strecken von Lahe nach Altwarmbüchen (2006) und über Schierholzstraße (2010) nach Misburg (2014)

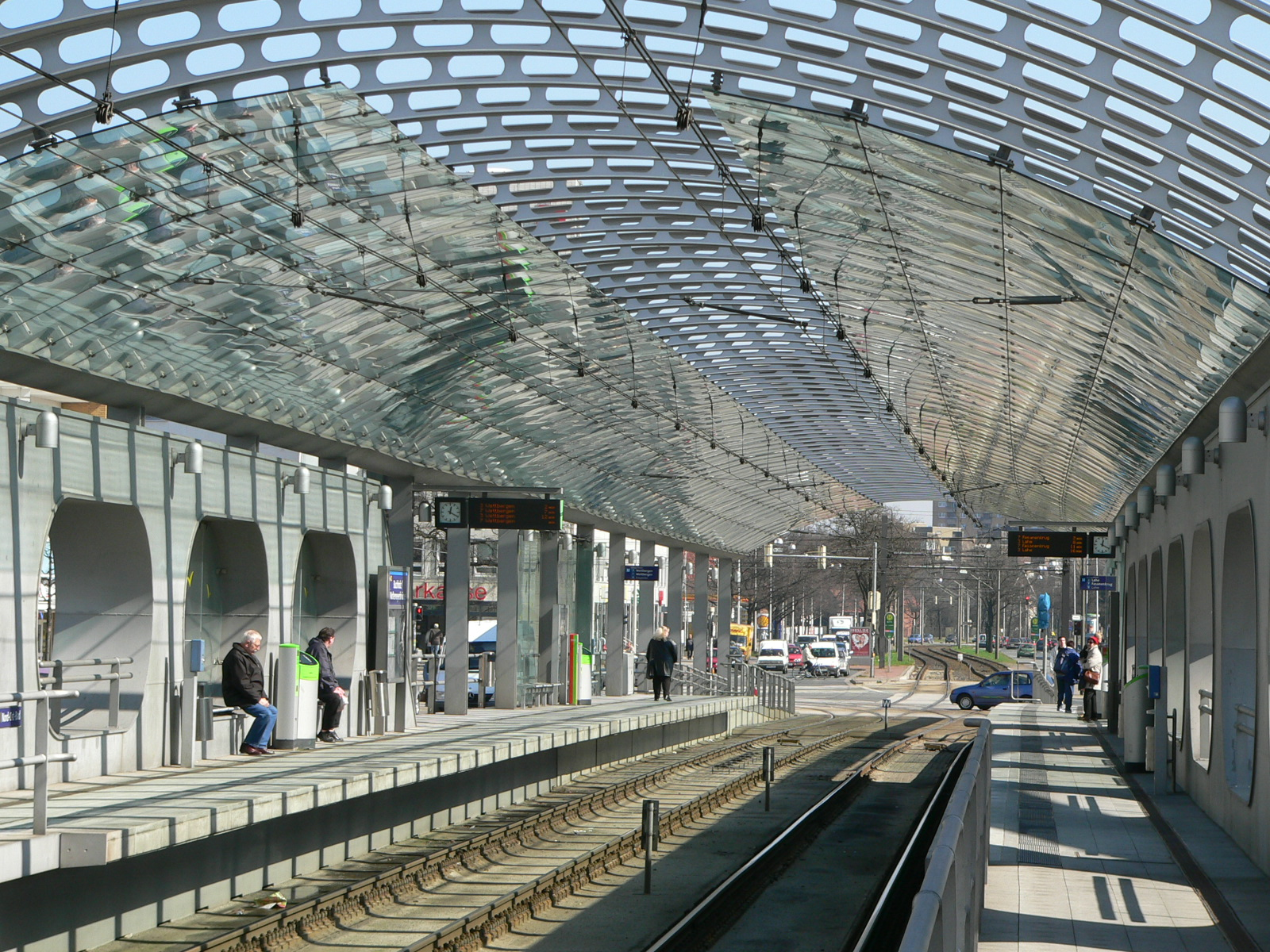
Haltestelle Noltemeyerbrücke

Die A-Nord-Strecke erschließt die Stadtteile List, Groß-Buchholz, Bothfeld, Lahe und Misburg-Nord sowie den Ortsteil Altwarmbüchen der Gemeinde Isernhagen.
Die Strecke führt auf der Podbielskistraße von der Rampe Hammersteinstraße auf besonderem Bahnkörper bis zur Haltestelle Noltemeyerbrücke, wo die Strecke zum Fasanenkrug abzweigt. Seit Oktober 2007 ist dieser Abschnitt vollständig mit Hochbahnsteigen ausgerüstet.
Die Strecke von Noltemeyerbrücke nach Lahe (jetzt Paracelsusweg) war 1976 mit der vollständigen Eröffnung des ersten Stadtbahntunnels in Betrieb genommen worden. Der vordere Teil der Strecke bis zur Pasteurallee folgt der historischen, 1955 aufgegebenen Straßenbahntrasse nach Misburg. Die alte, zunächst als Schleife geplante, dann als Kehranlage ausgeführte Endstation Lahe war die erste Haltestelle des Netzes an der Oberfläche mit Hochbahnsteig. 1992 wurde die Anlage dann doch zu einer Schleife ausgebaut. Sie wurde anlässlich der Streckenverlängerung nach Altwarmbüchen 2006 aufgegeben. Die heutige Haltestelle Paracelsusweg hat Seitenhochbahnsteige.
Hinter der Haltestelle Paracelsusweg verzweigen sich die Strecken nach Altwarmbüchen und Misburg. Die im Juni 2006 in Betrieb genommene Strecke nach Altwarmbüchen besitzt sechs mit Hochbahnsteigen ausgestattete Stationen. Die gesamte Trasse verläuft auf besonderem Bahnkörper (zum großen Teil Rasengleis) und unterquert die Bundesautobahn 2 in Höhe der Stadtgrenze. Im Anschluss an die Endhaltestelle befindet sich eine Kehranlage.
Die 3,4 Kilometer lange Strecke nach Misburg folgt der Buchholzer Straße und führt zum Zentrum des Stadtteils Meyers Garten. Die Strecke wurde 2010 zunächst bis zum zwischenzeitlichen Endpunkt Schierholzstraße eröffnet, die restliche Strecke wurde 2014 fertiggestellt. Die Endhaltestelle Misburg wurde an der Waldstraße hinter dem Misburger Rathaus errichtet und mit einem Seiten- und einem Mittelhochbahnsteig ausgestattet. Hier befindet sich eine Umsteigeanlage für drei Buslinien. Weitere Haltestellen sind Pappelwiese, Schierholzstraße und Kafkastraße (mit Seitenhochbahnsteigen) sowie Am Forstkamp (mit einem Mittelhochbahnsteig). Die Möglichkeit des späteren Einbaus einer weiteren Haltestelle Wilhelm-Tell-Straße wurde berücksichtigt.
Die Strecke von Noltemeyerbrücke bis Fasanenkrug ist noch nicht durchgehend stadtbahnmäßig ausgebaut. Auf der Sutelstraße befinden sich die Gleise im Straßenraum. Lediglich der nördliche Abschnitt zwischen Bothfeld und Fasanenkrug war 1976 abseits der Straße neu trassiert und zweigleisig ausgebaut worden. Hochbahnsteige gibt es seit 2021 nur an den Haltestellen Bothfeld und Kurze-Kamp-Straße. Die Endhaltestelle ist seit April 2025 provisorisch als eingleisige Stumpfendstelle ausgeführt. Die vorherige Schleife konnte im Kreis befahren werden, wodurch Überholvorgänge möglich waren. Seit 10. Dezember 2023 wird dieser Ast von der Linie 13 befahren. Bis Dezember 2009 war es die Linie 7, 2009 bis 2023 die Linie 9.

#### A-Süd

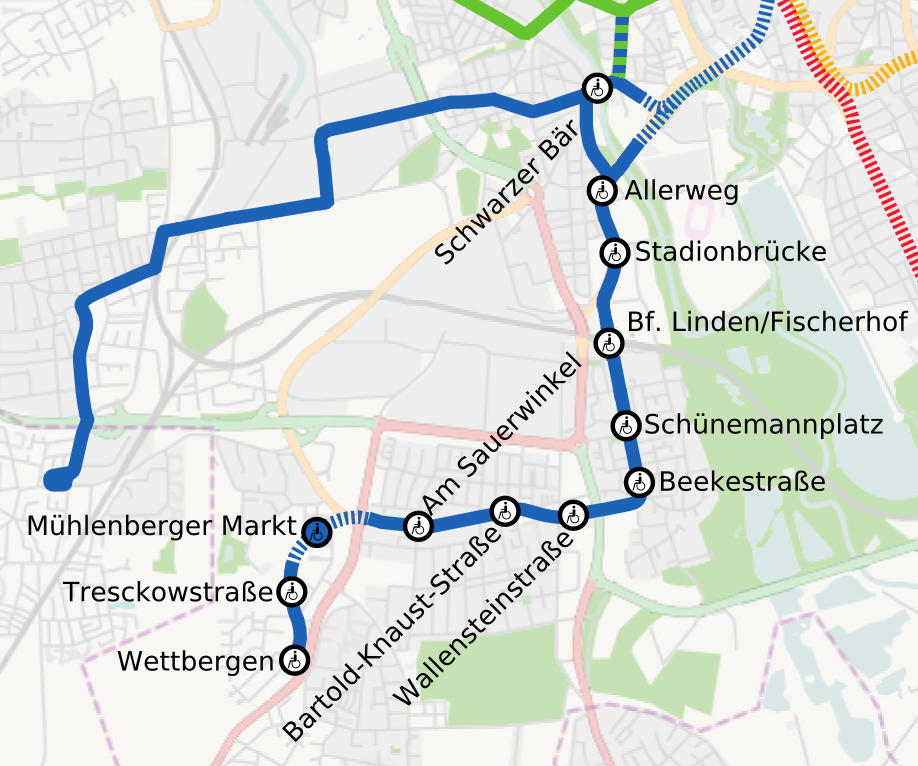
Auf dem A-Süd-Ast nahm 1975 die erste Stadtbahnlinie ihren Betrieb auf. Die 2023 eröffnete Strecke nach Hemmingen ist nicht eingezeichnet.

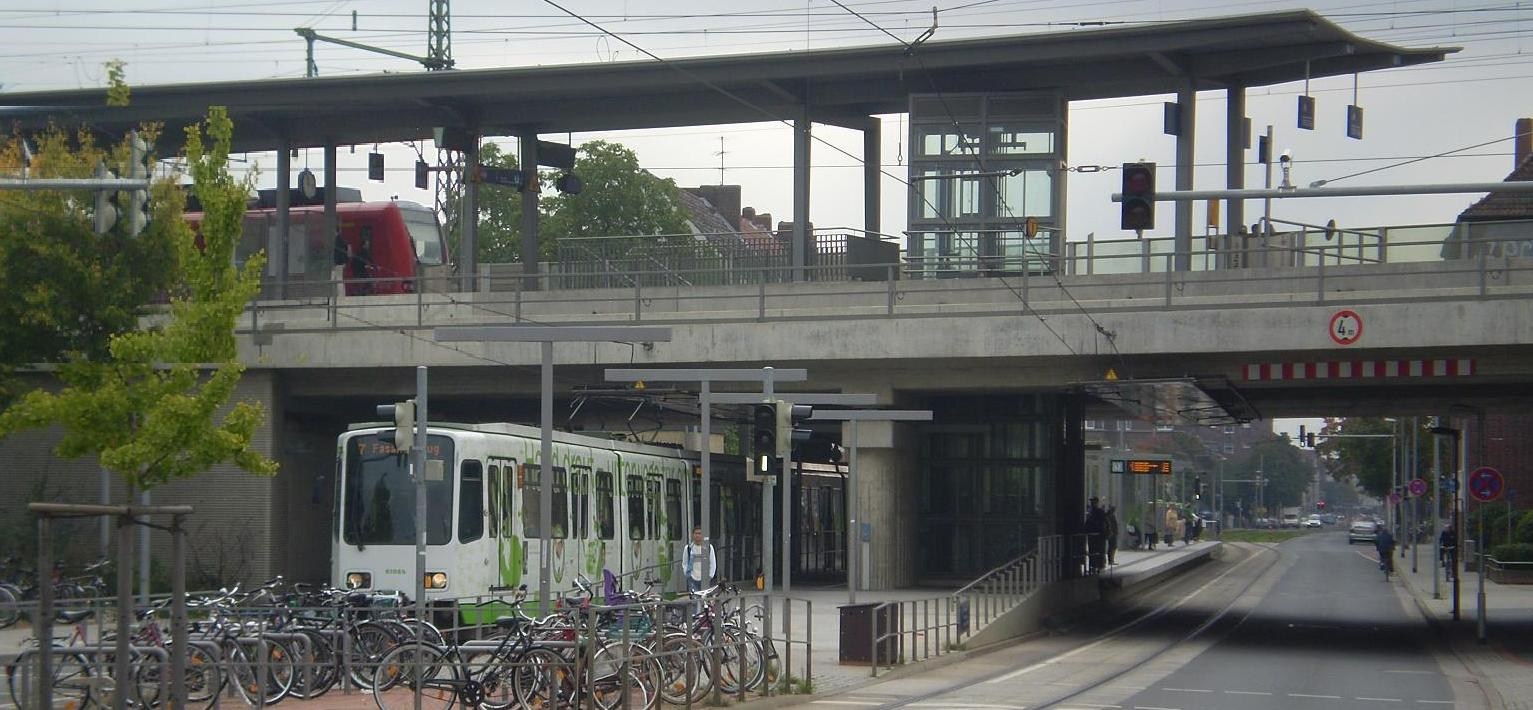
Bahnhof Linden/Fischerhof:
S-Bahn (oben); Stadtbahn-Station (unten)

Der A-Süd-Ast erschließt die Stadtteile Linden-Süd, Ricklingen, Oberricklingen, Mühlenberg und Wettbergen sowie den Stadtteil Hemmingen-Westerfeld der Stadt Hemmingen.
Von der Rampe an der Station Waterloo verläuft die Strecke auf besonderem Bahnkörper bis in den Ricklinger Stadtweg. Vor der Haltestelle Allerweg mündet die Verbindungsstrecke A–D vom Schwarzen Bären ein, auf der die Linie 17 verkehrt. Hinter der Haltestelle Stadionbrücke befindet sich eine eingleisige Kehranlage für Einsatzzüge (z. B. bei Veranstaltungen in der Heinz-von-Heiden-Arena). Dieses Kehrgleis wurde Ende 2013 mit einem Hochbahnsteig aus Stahlrohr und -gitter ausgestattet, um einen Betrieb mit dem TW 3000 zu ermöglichen, dessen Einsatz ab März 2014 vorgesehen war.
Anlässlich der Fußballweltmeisterschaft wurde im Mai 2006 die neue Verknüpfungsstation zwischen S-Bahn und Stadtbahn fertiggestellt: Auf der verbreiterten Brücke über den Ricklinger Stadtweg liegt der Turmbahnhof Linden/Fischerhof, der den früheren S-Bahnhof Linden sowie die beiden Stadtbahn-Haltestellen August-Holweg-Platz und Fischerhof/Fachhochschule ersetzt. Die Bahnsteige von Stadtbahn und S-Bahn sind durch Treppe und Aufzug miteinander verbunden.
Im weiteren Verlauf des Ricklinger Stadtwegs verläuft die Trasse bis zur Haltestelle Beekestraße im Straßenraum. Ab der Beekestraße hat die Stadtbahn einen besonderen Bahnkörper in Seitenlage. Hinter der Haltestelle Wallensteinstraße zweigt die Strecke nach Hemmingen ab. Hier besteht zudem eine eingleisige Kehranlage, die von der Linie 17 genutzt wird.
Die Strecke von Wallensteinstraße nach Wettbergen unterquert nach der Haltestelle Am Sauerwinkel in einem Tunnelabschnitt die B 217, um mit der U-Bahn-Station Mühlenberger Markt den Stadtteil Mühlenberg zu erschließen. 1999 erfolgte die oberirdische Verlängerung der Strecke von Mühlenberg nach Wettbergen. Der Gleiswechsel befindet sich vor der Endstation. Diese ist mit einem Mittel- und einem Seitenbahnsteig ausgestattet. Letzterer ermöglicht den Fahrgästen der auf diesem Gleis ankommenden Züge den direkten Umstieg in die Busse. Zugleich wurde die gesamte Strecke für den Betrieb mit TW 2000 ausgebaut. Seit Dezember 2008 verfügen alle Haltestellen des A-Süd-Astes über Hochbahnsteige. Die Linie 3 war somit die erste Linie, die für den Betrieb der künftigen TW 3000 ausgebaut wurde. Seit im Dezember 2009 die Linien 7 und 9 ihren nördlichen Streckenast getauscht hatten, war auch die Linie 7 für den Einsatz der neuen Fahrzeuge geeignet.
Im Dezember 2023 wurde nach mehr als vierjähriger Bauzeit der Streckenast nach Hemmingen eröffnet. Die Strecke ist mit sechs Mittelhochbahnsteigen ausgestattet und führt entlang der Göttinger Chaussee (Oberricklingen) und Göttinger Landstraße (Hemmingen-Westerfeld) bis zum Endpunkt Hemmingen südlich der Weetzener Landstraße. Der überwiegende Teil der Neubaustrecke verläuft auf besonderem Bahnkörper (zum großen Teil Rasengleis). Am Endpunkt liegt die Bushaltestelle zwischen den Bahnsteigen, so dass die Fahrgäste direkt in die Busse umsteigen können. Im Anschluss an die Endhaltestelle befindet sich eine Kehranlage.

#### A-West

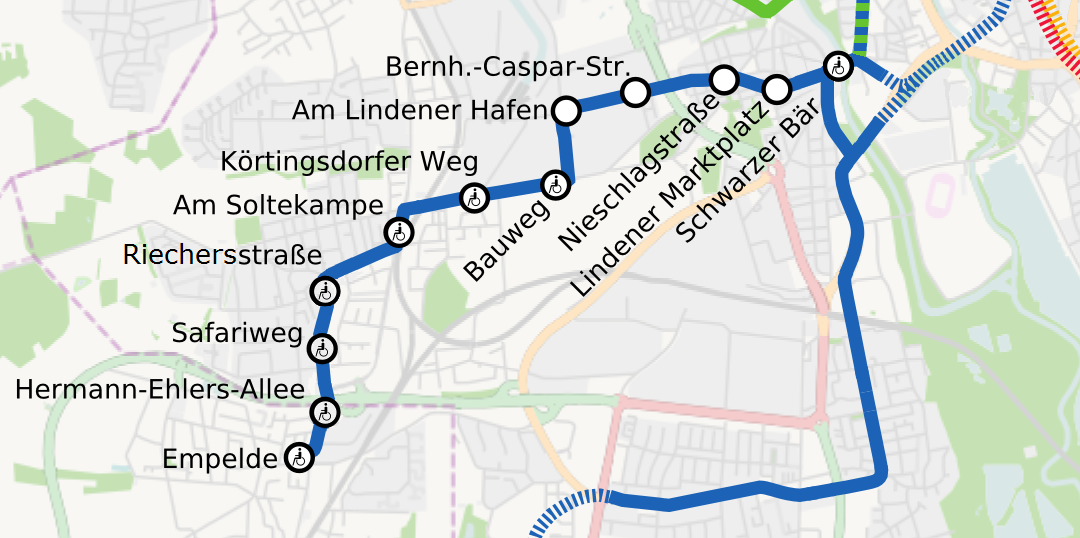
Der 1979 in das Stadtbahnnetz aufgenommene A-West-Ast liegt größtenteils im Straßenraum.

Durch den A-West-Ast (Waterloo–Empelde) werden die Stadtteile Linden-Mitte und Badenstedt sowie das zu Ronnenberg gehörende Empelde erschlossen. Er wurde 1979 an das Stadtbahnnetz angebunden. An der Haltestelle Schwarzer Bär kreuzt die Verbindungsstrecke A–D Allerweg–Goetheplatz.
Die Strecke besitzt einen niedrigen Ausbaustandard, d. h. die Gleise haben überwiegend einen straßenbündigen Bahnkörper. Abschnitte mit besonderem Bahnkörper gibt es nur zwischen den Haltestellen Bauweg und Am Soltekampe sowie vor der Endhaltestelle Empelde. Zwischen Körtingsdorfer Weg und Güterumgehungsbahn wurde 2021/2022 die Strecke auf einen eigenen Bahnkörper in Seitenlage verlegt, wie zuvor schon der Abschnitt Bauweg–Körtingsdorfer Weg. Die Strecke war noch nicht auf allen Abschnitten für den TW 2000 ausgebaut, so dass nur TW 6000 eingesetzt werden konnten. Seit Dezember 2023 werden auf der Linie 9 hauptsächlich TW 2000 eingesetzt.
Vier Haltestellen dieser Strecke besitzen noch keine Hochbahnsteige. Die Endhaltestelle Empelde ist als Schleife ausgeführt.
Im Sommer 2012 war mit dem Bau eines Hochbahnsteiges in Mittellage auf der neuen Benno-Ohnesorg-Brücke über die Ihme begonnen worden. Die ursprünglich für Dezember 2012 geplante Fertigstellung des Bahnsteigs hatte sich u. a. wegen der Insolvenz eines beteiligten Bauunternehmens um mehrere Monate verzögert und erfolgte erst am 18. September 2013. Mit dem Hochbahnsteig wurden die bisherigen Haltestellen der Linien 9 und 17 am Schwarzen Bär ersetzt.
Die auf dieser Strecke verkehrende Linie 9 gehörte mit einer Reisegeschwindigkeit von circa 22 km/h zu den langsamsten des Netzes.
An der Haltestelle Hermann-Ehlers-Allee wurde 2021 ein neuer Hochbahnsteig gebaut. Außerdem liefen seit 2021 umfangreiche Vorarbeiten rund um die Hochbahnsteige Riechersstraße (ersetzte Eichenfeldstraße), Eröffnung im Januar 2023, und Safariweg, Eröffnung im Dezember 2023.

### B-Strecke
Die B-Strecke durchquert das Stadtgebiet in Nord-Süd-Richtung. Sie wird von den Linien 1, 2 und 8 befahren sowie bei Messen mit hohem Besucheraufkommen und besucherstarken Veranstaltungen auf dem Messegelände von Verstärkungszügen, die bis 2023 als Linie 18 bezeichnet wurden. Diese Verstärkungszüge werden seit Dezember 2023 als E-Wagen geführt.

#### B-Tunnel

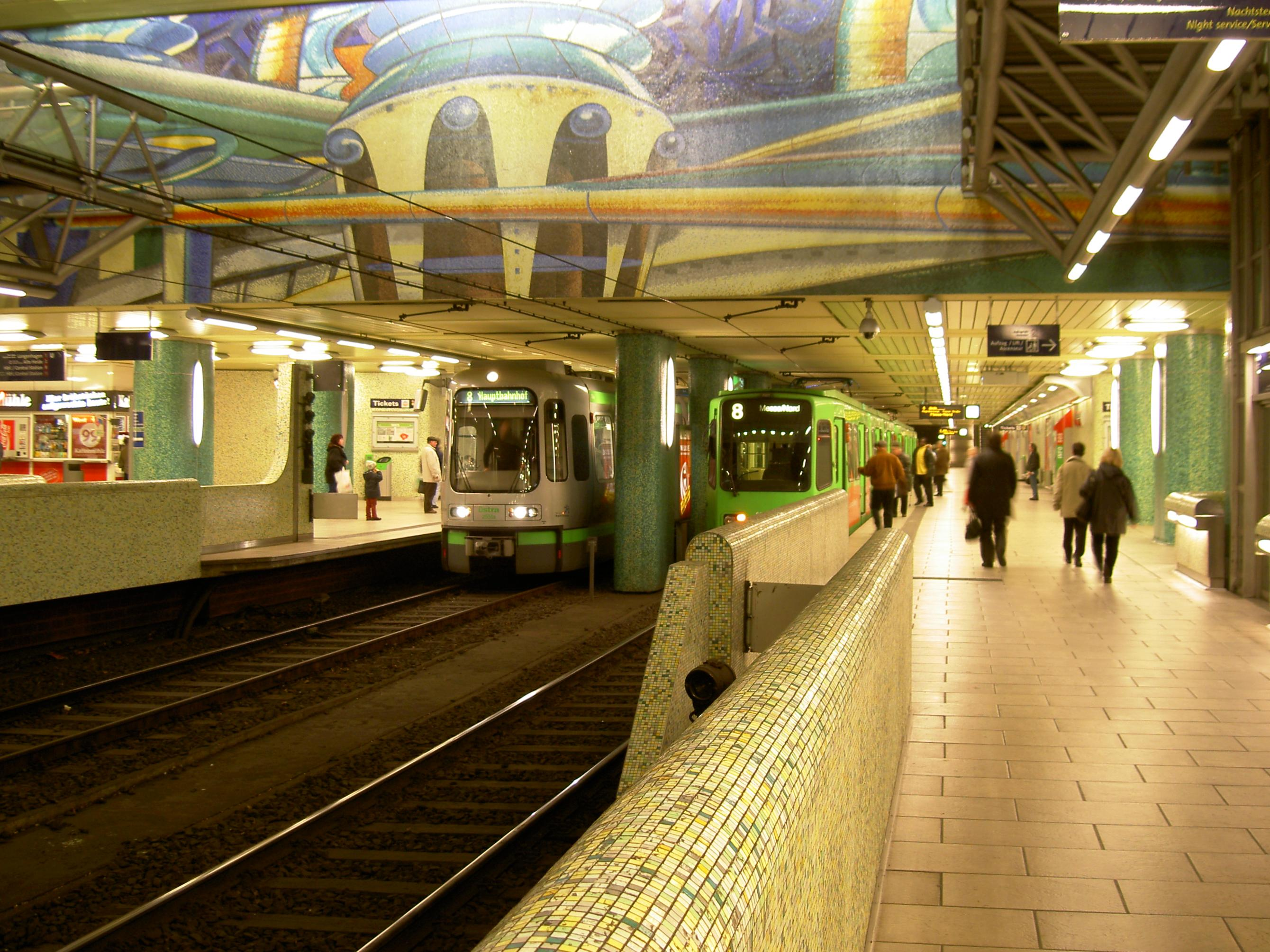
U-Bahn-Station Kröpcke, Bahnsteig B-Strecke im Jahre 2004

Der B-Tunnel verläuft von der Rampe am Vahrenwalder Platz kommend über die Stationen Werderstraße, Hauptbahnhof, Kröpcke und Aegidientorplatz (umgangssprachlich Aegi) zur Südstadt.
Der nördliche Abschnitt unter der dicht bebauten Oststadt wurde im Schildvortrieb erstellt. Der Tunnel zwischen Hauptbahnhof und Vahrenwalder Platz mit der Station Werderstraße ging 1979 in Betrieb. Wie bei der A-Strecke bei der Rampe Hammersteinstraße wurde die Rampe am Vahrenwalder Platz in den unter ihr fortgesetzten Tunnel gebaut.
1981 wurden die Stationen Aegidientorplatz und Schlägerstraße eröffnet. Aegidientorplatz war die erste U-Bahn-Station in Hannover mit einem Aufzug. Zwischen Kröpcke und Aegidientorplatz verlaufen B- und C-Tunnel parallel. Am Kröpcke liegen B- und C-Strecke übereinander, am Aegidientorplatz hingegen auf der −2- und der −3-Ebene Seite an Seite, so dass hier bequem am gleichen Bahnsteig umgestiegen werden kann. Auf der unteren Ebene fahren die Züge von beiden Gleisen stadtauswärts vom Kröpcke kommend Richtung Marienstraße (C-Strecke) bzw. Schlägerstraße (B-Strecke) und am oberen Bahnsteig stadteinwärts Richtung Kröpcke. Am Aegidientorplatz besteht für die Stadtbahnzüge die Möglichkeit des Wechsels zwischen der B-Strecke und der C-Strecke.
Im Verlauf der Hildesheimer Straße befinden sich die U-Bahn-Stationen Schlägerstraße, Geibelstraße und Altenbekener Damm. Südlich der Schlägerstraße befindet sich eine eingleisige Kehranlage. In Höhe der Elkartallee (heute Hilde-Schneider-Allee) führt die Rampe die Strecke in einen unabhängigen Bahnkörper an der Oberfläche über, der bis zum Döhrener Turm reicht. Die Rampe Elkartallee ist nicht mit einem Tunnelstutzen versehen.
Der restliche Teil des südlichen B-Tunnels mit den Stationen Geibelstraße und Altenbekener Damm wurde am 26. September 1982 in Betrieb genommen.

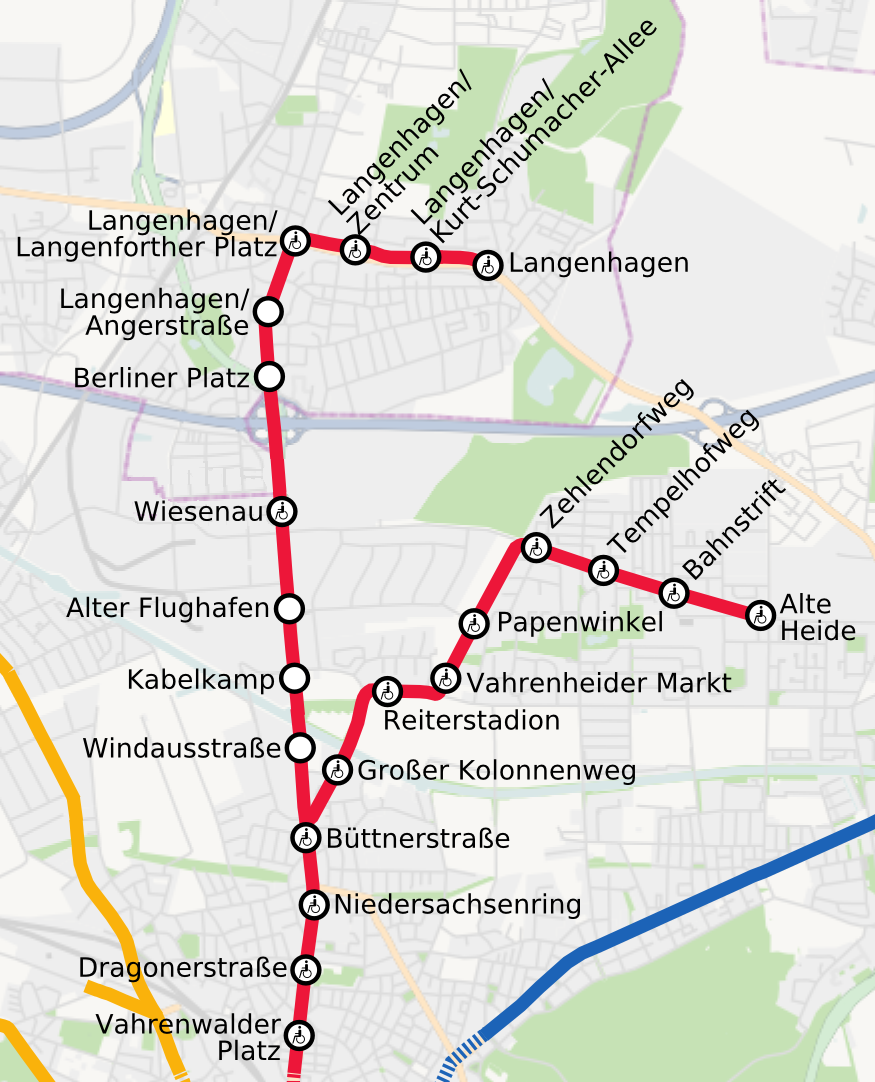
Der B-Nord-Ast ist seit 1979 Stadtbahnstrecke und vollständig auf eigenem Gleiskörper geführt.

#### B-Nord
Die B-Nord-Strecke erschließt die Stadtteile Vahrenwald, Vahrenheide und Sahlkamp sowie die Stadt Langenhagen einschließlich ihres Stadtteils Wiesenau.
Ab der Rampe am Vahrenwalder Platz verläuft die Strecke in der Vahrenwalder Straße auf eigenem Bahnkörper und ist bis zur Haltestelle Büttnerstraße mit Hochbahnsteigen ausgestattet. Im Laufe der 1980er Jahre war die Vahrenwalder Straße für die unabhängigen Stadtbahntrassen vollständig umgebaut und erheblich verbreitert worden. Auf ihr sind die Bauarbeiten 1991 mit der Eröffnung der neu gebauten Autobahnüberführung und Anschlussstelle Langenhagen der A 2 zu Ende gegangen.
Hinter der Haltestelle Büttnerstraße zweigt die mit besonderem Bahnkörper ausgestattete Strecke nach Vahrenheide und Sahlkamp ab. Diese Strecke war 1965 zwischen Großer Kolonnenweg und Vahrenheide (nahe der heutigen Haltestelle Zehlendorfweg) eröffnet worden. Mit Eröffnung der B-Nord-Strecke im Jahre 1979 wurde sie von Zehlendorfweg bis zur jetzigen Endstation Alte Heide verlängert und dabei vollständig mit Hochbahnsteigen ausgerüstet. Vor der Endhaltestelle liegt ein Gleiswechsel, so dass am Bahnsteig gewendet wird.
Auf der Vahrenwalder Straße verläuft die Trasse weiter auf besonderem Bahnkörper in Straßenmitte bis nach Langenhagen, wobei die Haltestellen noch Tiefbahnsteige aufweisen. 1991 wurde die Strecke vom Berliner Platz durch Langenhagen hindurch bis zur Theodor-Heuss-Straße verlängert. Die dabei errichtete Haltestelle Langenhagen/Angerstraße war der letzte Haltestellenneubau ohne Hochbahnsteig an einer Neubaustrecke der Stadtbahn Hannover. Ab Langenhagen/Langenforther Platz wurden bis zur Endstation Langenhagen Hochbahnsteige errichtet. Der Gleiswechsel befindet sich vor der Endhaltestelle.

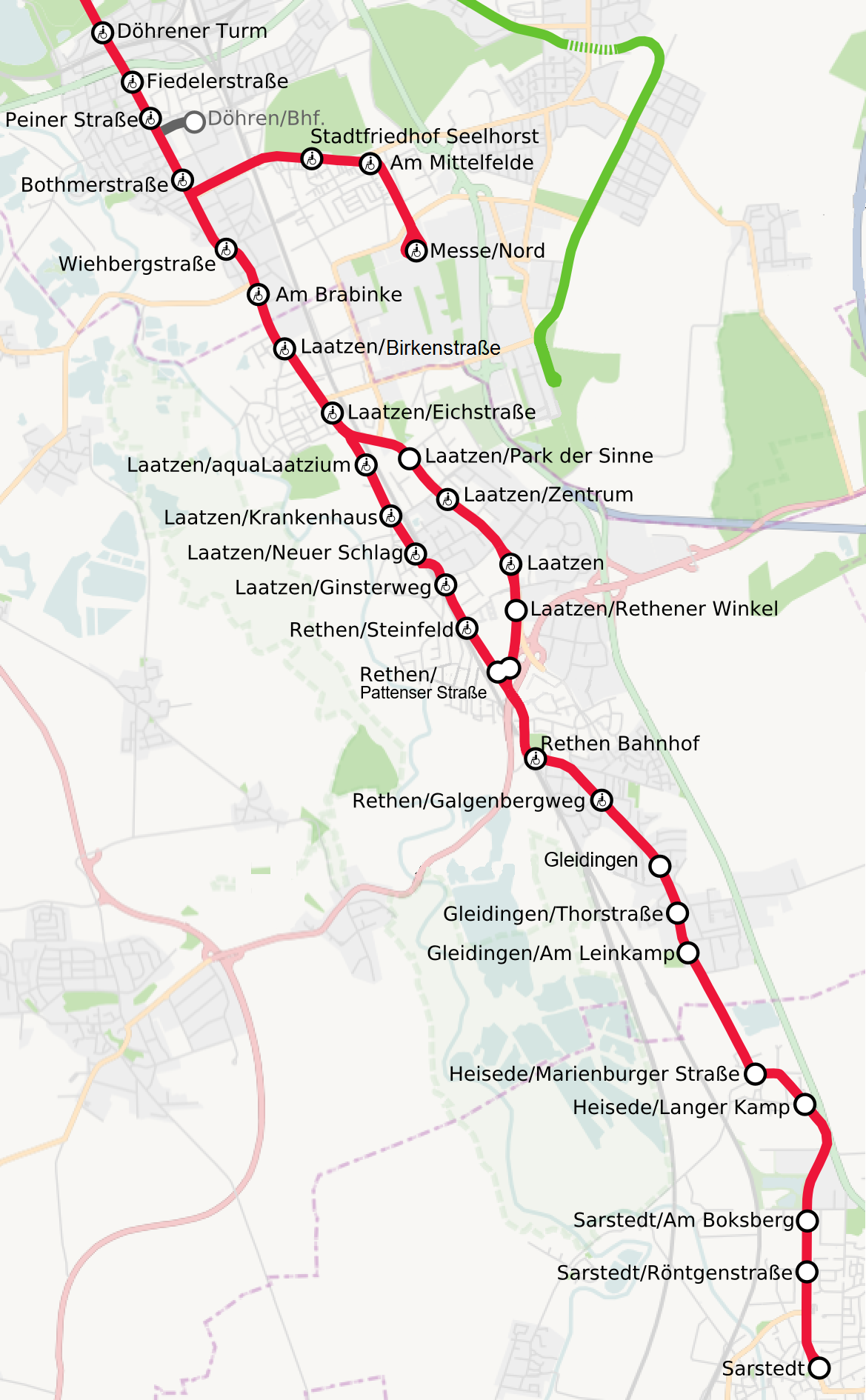
Die 1982 in das Stadtbahnnetz integrierte B-Süd-Strecke enthält die Anbindung des Messegeländes, die parallelen Strecken durch Grasdorf und Laatzen-Mitte sowie die Strecke nach Sarstedt.

#### B-Süd
Die B-Süd-Strecke erschließt die Stadtteile Döhren, Wülfel und Mittelfeld sowie das Messegelände. Des Weiteren wird die Stadt Laatzen mit ihren Stadtteilen Alt-Laatzen, Laatzen-Mitte, Grasdorf, Rethen und Gleidingen sowie die Stadt Sarstedt nebst ihrem Ortsteil Heisede an das hannoversche Stadtbahnnetz angebunden.
Ab der Rampe Hilde-Schneider-Allee (früher Elkartallee) ist die Strecke bis kurz vor den Döhrener Turm mit einem unabhängigen Bahnkörper ausgestattet. Danach verläuft die Trasse auf einem besonderen Bahnkörper bis zur Haltestelle Bothmerstraße. Alle Haltestellen sind mit 93 Meter langen Hochbahnsteigen ausgestattet, damit die hier zu Messezeiten verkehrenden Vier-Wagen-Züge halten können.
Südlich der Haltestelle Bothmerstraße zweigt die Strecke zum Messegelände ab, ebenfalls auf besonderem Bahnkörper und mit Hochbahnsteigen ausgestattet. Diese Strecke wurde 1950 errichtet und war nach dem Zweiten Weltkrieg der erste Streckenneubau in Hannover.
Auf der Hildesheimer Straße führt die Strecke weiter durch Wülfel nach Laatzen. Die bisherige Haltestelle Dorfstraße wurde im Dezember 2009 durch die mit einem Mittelhochbahnsteig versehene Haltestelle Wiehbergstraße ersetzt. Die Trasse verläuft im Straßenbereich. Danach hat sie bis zur Haltestelle Laatzen/Eichstraße wieder einen besonderen Bahnkörper und ist mit Hochbahnsteigen ausgestattet.
Die östliche Strecke über Laatzen/Zentrum wurde 1973 eröffnet. Sie wurde 1976 verlängert und mit der Stammstrecke in Rethen/Nord verknüpft, so dass die Züge von Sarstedt seitdem über die mittlerweile mit einem Hochbahnsteig ausgestattete Haltestelle Laatzen/Zentrum fahren. Die in Laatzen-Süd angelegte Schleife wurde bei der Verlängerung erhalten und wird von den hier endenden Zügen der Linie 1 benutzt. 2018 wurde die Wendeschleife in Laatzen erneuert und mit einem zweiten Aufstellgleis ausgestattet. Hier wird seitdem bei Drei-Wagen-Zügen der Linie 1 der dritte Wagen ab- beziehungsweise wieder angekuppelt, was bis dahin in Rethen geschah.
Die ältere Strecke durch Laatzen-Grasdorf wurde später ausgebaut und erhielt Hochbahnsteige und einen besonderen Bahnkörper. Zwischen den Haltestellen Laatzen/aquaLaatzium und Laatzen/Neuer Schlag verläuft die Strecke dabei aus Platzgründen in einer Gleisverschlingung, so dass dieser Abschnitt nur jeweils in einer Richtung befahren werden kann. An den zweigleisig ausgebauten Haltestellen können Zugkreuzungen stattfinden.
Auch die Endhaltestelle Rethen der Linie 2 südlich der Verknüpfung war eine 1972 angelegte Schleife. Wegen der Anlage des neuen Hochbahnsteigs Rethen/Pattenser Straße für beide Linien, der die bisher für jede Linie getrennt bestehenden Tiefbahnsteige Rethen/Nord ersetzt, wurde die Schleife am 24. Juli 2023 stillgelegt, die Linie 2 endete dann vorübergehend bis zur vollständigen Eröffnung des neuen Endpunktes Gleidingen am 3. August 2024 an der Haltestelle Rethen/Nord, welche mit dem Fahrplanwechsel im Dezember 2023 noch in Rethen/Pattenser Straße umbenannt worden war.
Südlich von Rethen verläuft die Strecke als Überlandstraßenbahn überwiegend auf besonderem Bahnkörper bis nach Sarstedt, sie hat hier jedoch keine Hochbahnsteige, die Endhaltestelle ist eine Schleife. In der Ortsdurchfahrt von Gleidingen hat die Trasse zum Teil einen straßenbündigen Bahnkörper. Dieser Abschnitt ist der letzte Rest des früher ausgedehnten Überlandstraßenbahnnetzes der Straßenbahn Hannover. Von Sarstedt führte die Strecke bis 1958 weiter nach Hildesheim.
Der Abschnitt von der Haltestelle Heisede/Marienburger Straße bis zur Endstation Sarstedt liegt im Landkreis Hildesheim. Daraus ergaben sich schon in der Vergangenheit Streitigkeiten über die Finanzierung der Erhaltungskosten dieses Abschnitts zwischen dem Landkreis Hildesheim und der Region Hannover. Im Zuge eines früheren Instandsetzungsbedarfes kamen auch Stilllegungsdiskussionen auf. Im Jahr 2008 wurde dann eine Finanzierungsvereinbarung zwischen der Region Hannover, dem Landkreis Hildesheim und der Stadt Sarstedt getroffen. Die beiden letzteren beteiligen sich mit je einer Million Euro an den Instandsetzungskosten, die Region Hannover mit fünf Millionen Euro. Im Gegenzug wird durch die Region Hannover die Aufrechterhaltung des Verkehrs bis zum Jahr 2027 garantiert. Aktuell (2023) wird wieder um die Kostenübernahme gestritten. Dieses Mal geht es um die Kosten für den barrierefreien Ausbau der fünf Haltestellen in Hohe von etwa 20 Millionen Euro.

### C-Strecke

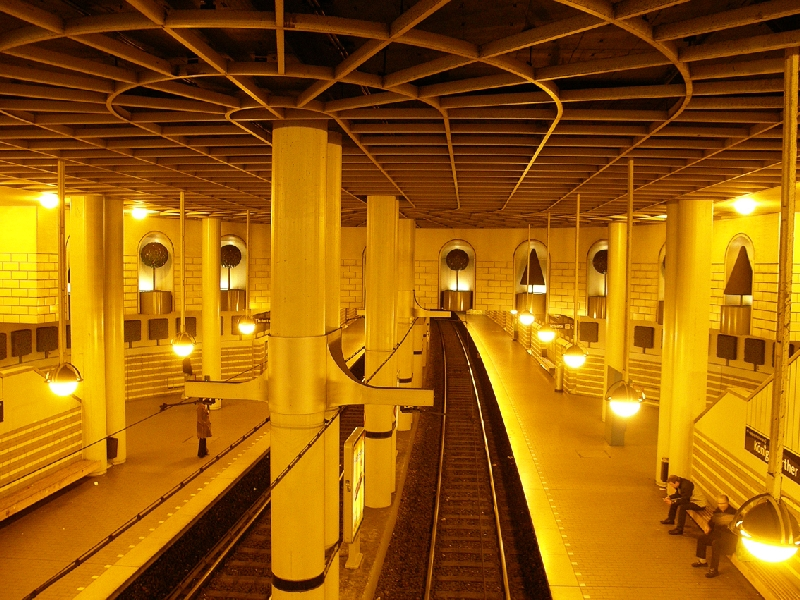
Station Königsworther Platz

Die C-Strecke durchquert das Stadtgebiet von Westen nach Osten. Auf ihr verkehren die Linien 4, 5, 6 und 11, bei Veranstaltungen mit hohem Besucheraufkommen auf der Expo-Plaza oder in der ZAG-Arena verkehren zusätzliche Einlegezüge, ebenfalls bei großen Veranstaltungen im CCH.

#### C-Tunnel
Der westliche Abschnitt des C-Tunnels führt von der Station Kröpcke zur U-Bahn-Station Steintor. Zwischen beiden Stationen befindet sich ein als Vorleistung errichtetes Betriebsgleis. Dieses verläuft zwischen den ansteigenden Streckengleisen auf gleicher Ebene weiter und wird dann so verschwenkt, dass es zu einem späteren Zeitpunkt als Verbindungsgleis zum projektierten D-Tunnel genutzt werden kann. Das Gleis wird gelegentlich als Kehrgleis genutzt.
Westlich der Station Steintor, verzweigt sich die Strecke kreuzungsfrei in die C-West- und die C-Nord-Strecke.
Der 1985 vollständig in Betrieb genommene C-West-Tunnel führt vom Steintor kommend über die U-Bahn-Station Königsworther Platz zur daran anschließenden Rampe in Richtung Nienburger Straße. Unter der Rampe befindet sich eine zweigleisige Kehranlage.
Der 1993 eröffnete C-Nord-Tunnel schließt an die bereits Anfang der 1980er Jahre als Vorleistung gebaute Ausfädelung zwischen den Stationen Steintor und Königsworther Platz an und verläuft über die Stationen Christuskirche und Kopernikusstraße zur dortigen Rampe. Mit dem nördlichen Teil der C-Strecke ging der letzte Abschnitt des C-Tunnels in Betrieb. Die Zeit des jahrzehntelangen ununterbrochenen U-Bahn-Baus in Hannovers Innenstadt war damit zu Ende.
Der C-Ost-Tunnel führt von der Station Kröpcke parallel der B-Strecke zur Station Aegidientorplatz. Dort schließt sich ein im Schildvortrieb errichtetes Tunnelstück an, das die Strecke in weitem Bogen zur Station Marienstraße führt. Danach verläuft die Strecke zur Station Braunschweiger Platz und zur dortigen Rampe in Richtung Hans-Böckler-Allee. Betriebsbeginn auf diesem Ast war 1989.

#### C-West

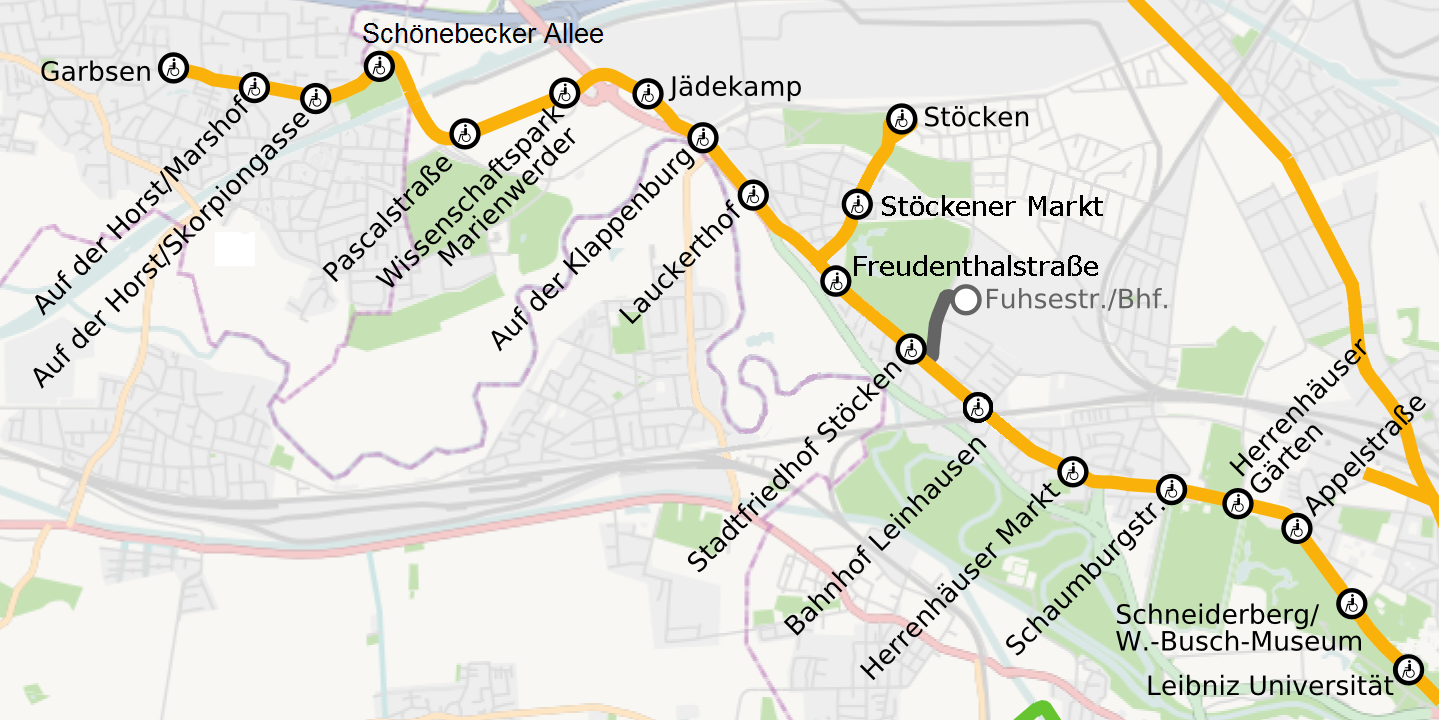
Der C-West-Ast wurde 1985 zur Stadtbahnstrecke.

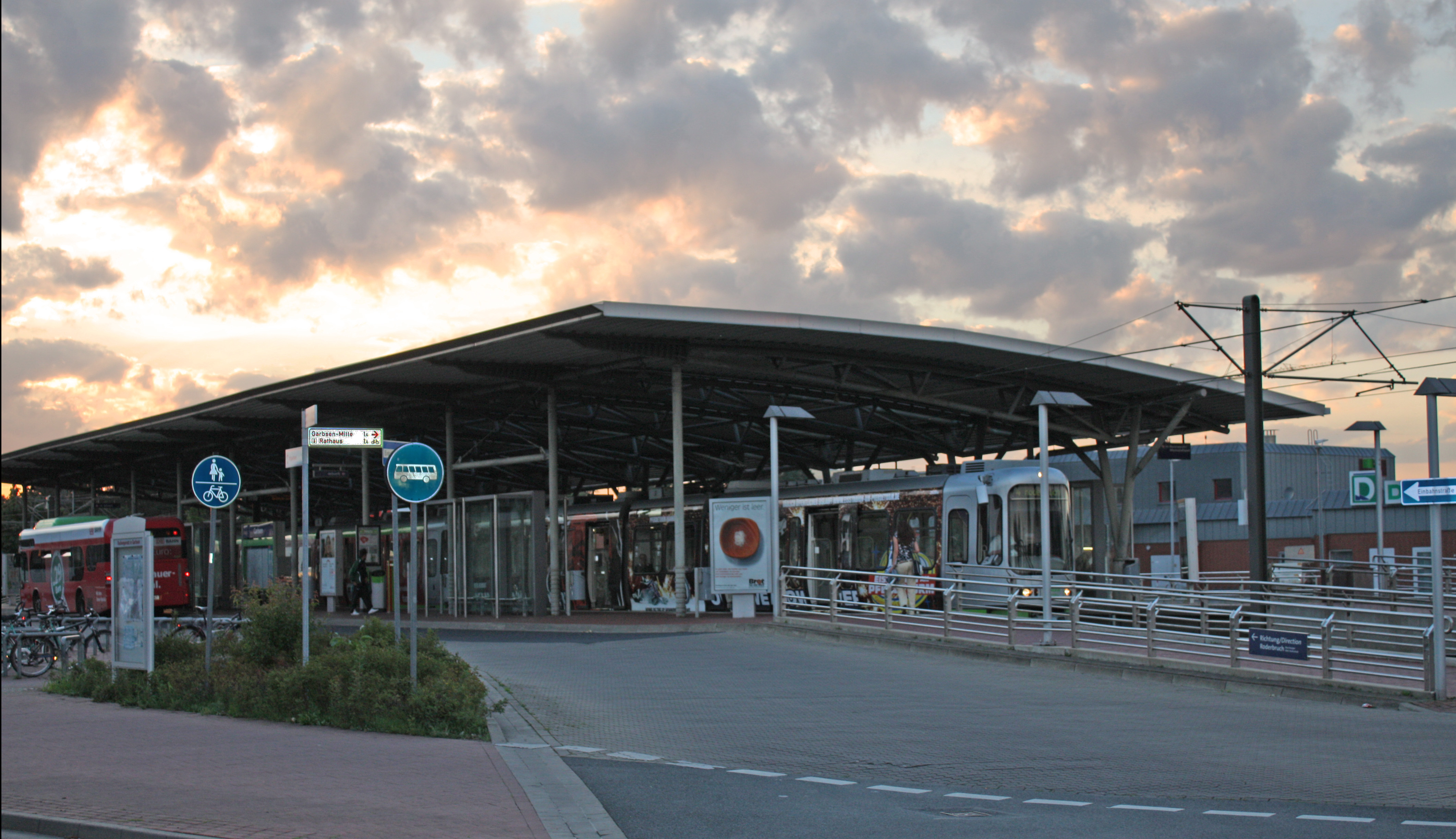
Endstation Garbsen der Linie 4

Der C-West-Ast erschließt die Stadtteile Nordstadt, Herrenhausen, Leinhausen, Stöcken und Marienwerder sowie die Stadt Garbsen mit ihrem Stadtteil Auf der Horst. Auf ihm verkehren die Linien 4 (Garbsen) und 5 (Stöcken).
Von der Rampe am Königsworther Platz kommend verläuft die Strecke auf besonderem Bahnkörper in Seitenlage bis hinter die Haltestelle Schaumburgstraße. Danach führt die Strecke in Straßenmittellage zunächst straßenbündig und dann auf besonderem Bahnkörper bis zur Haltestelle Stadtfriedhof Stöcken. Ab hier verlaufen die Gleise in nördlicher Seitenlage bis zur Haltestelle Freudenthalstraße. Dort verzweigen sich die Strecken nach Stöcken und Garbsen. Seit Dezember 2015 sind auf dem C-West-Ast alle Haltestellen mit Hochbahnsteigen ausgestattet.
Die Strecke nach Stöcken verläuft weiter in Seitenlage. Die als Schleife ausgeführte Endstation besitzt je einen Hochbahnsteig für die Ankunfts- und die Abfahrtposition.
Der Abschnitt bis Wissenschaftspark Marienwerder wurde 1995 eröffnet, ein Jahr später folgte die Eröffnung bis Garbsen. Westlich der Endhaltestelle befindet sich die zweigleisige Kehranlage mit Gleiswechsel.

#### C-Nord

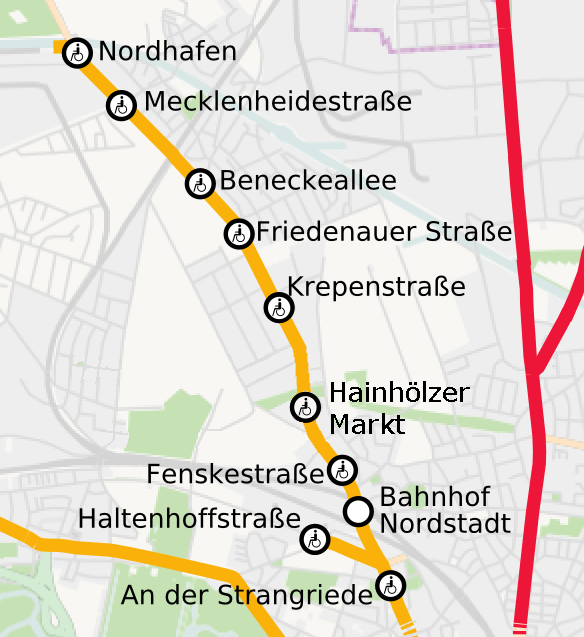
Die C-Nord-Strecke wurde 1993 an das Tunnelnetz angeschlossen.

Mit der C-Nord-Strecke werden die Stadtteile Nordstadt, Hainholz, Vinnhorst und Nordhafen sowie der nordöstliche Teil Ledeburgs erschlossen. Der Tunnel wurde zwischen der Otto-Brenner-Straße und der Schloßwender Straße nicht im ursprünglich vorgesehenen Schildvortrieb, sondern in der Spritzbetonbauweise unter Luftüberdruck und Bodenvereisung errichtet. Die Strecken der C-West und der C-Nord verzweigen sich hinter der Station Steintor.
Bis zur Einmündung der Sorststraße hat die Strecke einen straßenbündigen Bahnkörper. Die Haltestellen An der Strangriede, Fenskestraße und Hainhölzer Markt haben Hochbahnsteige in Mittellage. Letztere Haltestelle hat 2012 die Haltestellen Bertramstraße und Chamissostraße ersetzt. Ab der Einmündung Sorststraße verläuft die Strecke auf besonderem Bahnkörper, zunächst in Straßenmittellage, ab der Friedenauer Straße in westlicher Seitenlage bis zum Endpunkt Nordhafen. Die zweigleisige Kehranlage befindet sich dort hinter der Haltestelle. Bis auf die Haltestelle Bahnhof Nordstadt besitzen alle Haltestellen der C-Nord-Strecke Hochbahnsteige.
An der Haltestelle An der Strangriede zweigt die etwa 500 Meter lange Stichstrecke zum Endpunkt Haltenhoffstraße der Linie 11 ab, mit der das Nordstadtkrankenhaus angebunden wird. Die Gleise verlaufen straßenbündig. Die mit einem Mittelhochbahnsteig ausgestattete Endhaltestelle befindet sich in südlicher Seitenlage parallel zur Haltenhoffstraße. Bis Oktober 2016 gab es zwei Gleiswechsel in der Gleisverschwenkung, nun befinden sich hier nur mehr zwei Weichen mit einem kurzen Verbindungsgleis. Es handelt sich hierbei um den einzigen mit Fahrgästen befahrenen dauerhaft eingleisigen Streckenabschnitt der Stadtbahn Hannover.

#### C-Ost

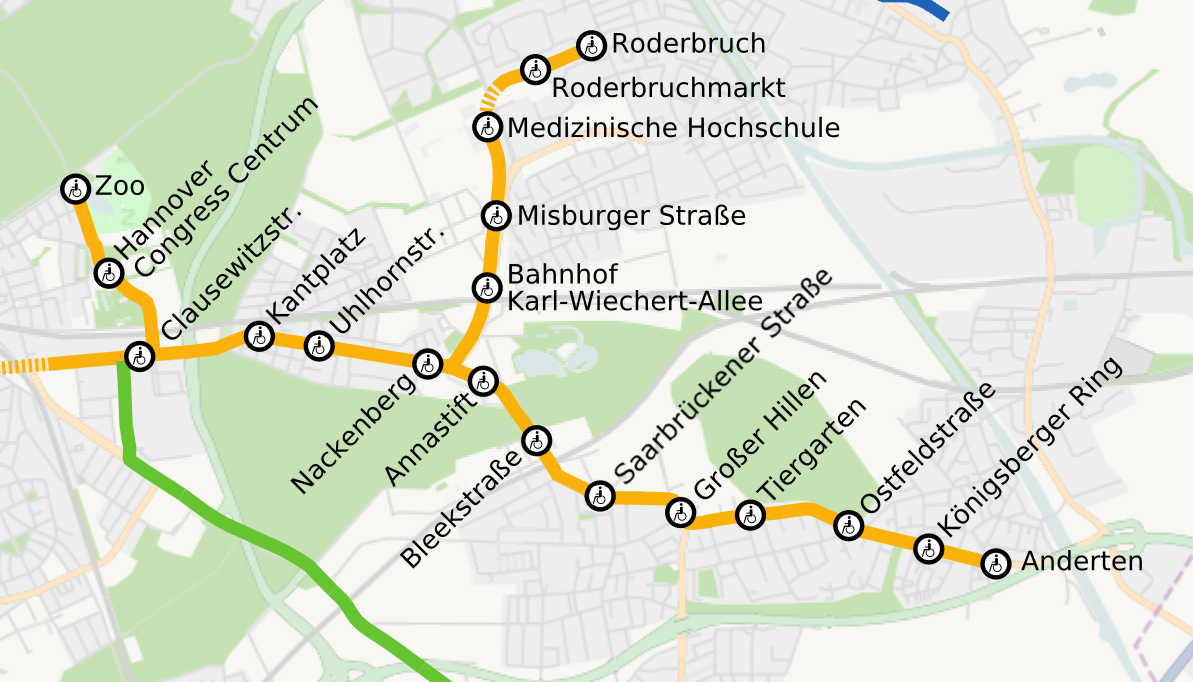
Die Hauptstrecken der C-Ost wurden 1989 an den Tunnel unter der Marienstraße angebunden, die Zweigstrecke zum Zoo 1993.

Die C-Ost-Strecke erschließt die Stadtteile Zoo, Kleefeld, Heideviertel, das Roderbruchviertel im Stadtteil Groß-Buchholz, Kirchrode und Anderten. Ab der Tunnelrampe am Braunschweiger Platz verläuft sie auf besonderem Bahnkörper mittig in der Hans-Böckler-Allee. Kurz vor der Haltestelle Clausewitzstraße zweigt die D-Süd-Strecke ab.
Direkt hinter dieser Haltestelle beginnt die kurze von der Linie 11 bediente Zweigstrecke zum Zoo. Die Haltestelle Hannover Congress Centrum hat im Dezember 2020 als letzte Haltestelle des C-Ost-Astes einen Hochbahnsteig erhalten. An der Haltestelle befindet sich eine Wendeschleife in Form einer Platzumfahrung für Einsatzzüge bei Veranstaltungen, sie wurde 2021 nach Umbau wieder in Betrieb genommen. Die Endstation Zoo ist mit einem Mittelhochbahnsteig ausgestattet, der Gleiswechsel befindet sich vor der Haltestelle.
Die Stammstrecke folgt dem Verlauf der Kirchröder Straße und Tiergartenstraße überwiegend auf straßenbündigem Bahnkörper. Die Haltestelle Großer Hillen hat im Dezember 2016 als letzte in diesem Abschnitt einen Hochbahnsteig erhalten, nachdem die Stationen Mettlacher Straße und Kaiser-Wilhelm-Straße am 12. Dezember 2014 durch den Hochbahnsteig Saarbrückener Straße ersetzt wurden. Tiergarten erhielt als erste Haltestelle in Hannover einen Hochbahnsteig in Straßenmittellage. 2002 wurde die Verlängerung von Kirchrode (jetzt Ostfeldstraße) nach Anderten auf besonderem Bahnkörper in Seitenlage in Betrieb genommen. Ähnlich wie in Lahe und Langenhagen folgt die Trasse dabei einer historischen Straßenbahnstrecke, nämlich der 1960 stillgelegten Strecke der früheren Straßenbahnlinie 15 nach Sehnde. Im Anschluss an die Endhaltestelle befindet sich eine zweigleisige Kehranlage.
An der Haltestelle Nackenberg zweigt auf einem besonderen Bahnkörper die Strecke zum Roderbruch von der Strecke nach Anderten ab. Die Strecke wurde 1978 bis zur provisorischen Endstation Medizinische Hochschule/Süd in Betrieb genommen. Sie überquert dabei längs der Karl-Wiechert-Allee die Bahnstrecke nach Lehrte. Für die Brückenrampen wurde der Aushub der innerstädtischen Tunnel verwendet. Die Verknüpfungsstation Bahnhof Karl-Wiechert-Allee entstand 1995 im Rahmen des S-Bahn-Baus.
Die Roderbruchstrecke wurde 1984 über die neue Haltestelle Medizinische Hochschule bis zur heutigen Endstation Roderbruch verlängert. Die Karl-Wiechert-Allee und die Hauptzufahrt der Medizinischen Hochschule werden dabei in einem kurzen Tunnel unterquert. Die Haltestelle Medizinische Hochschule/Süd wurde samt Schleife stillgelegt. Stattdessen befindet sich heute etwas südlicher eine eingleisige Kehranlage für Bahnen, die an der Haltestelle Misburger Straße enden. Diese Umsteigestation erhielt 2011 als letzte Haltestelle dieses Abschnitts einen Hochbahnsteig. Vor der Endhaltestelle Roderbruch liegt ein Gleiswechsel, gewendet wird am Bahnsteig.
2021 wurde auch vor der Station Nackenberg ein Gleiswechsel eingebaut.

### D-Strecke

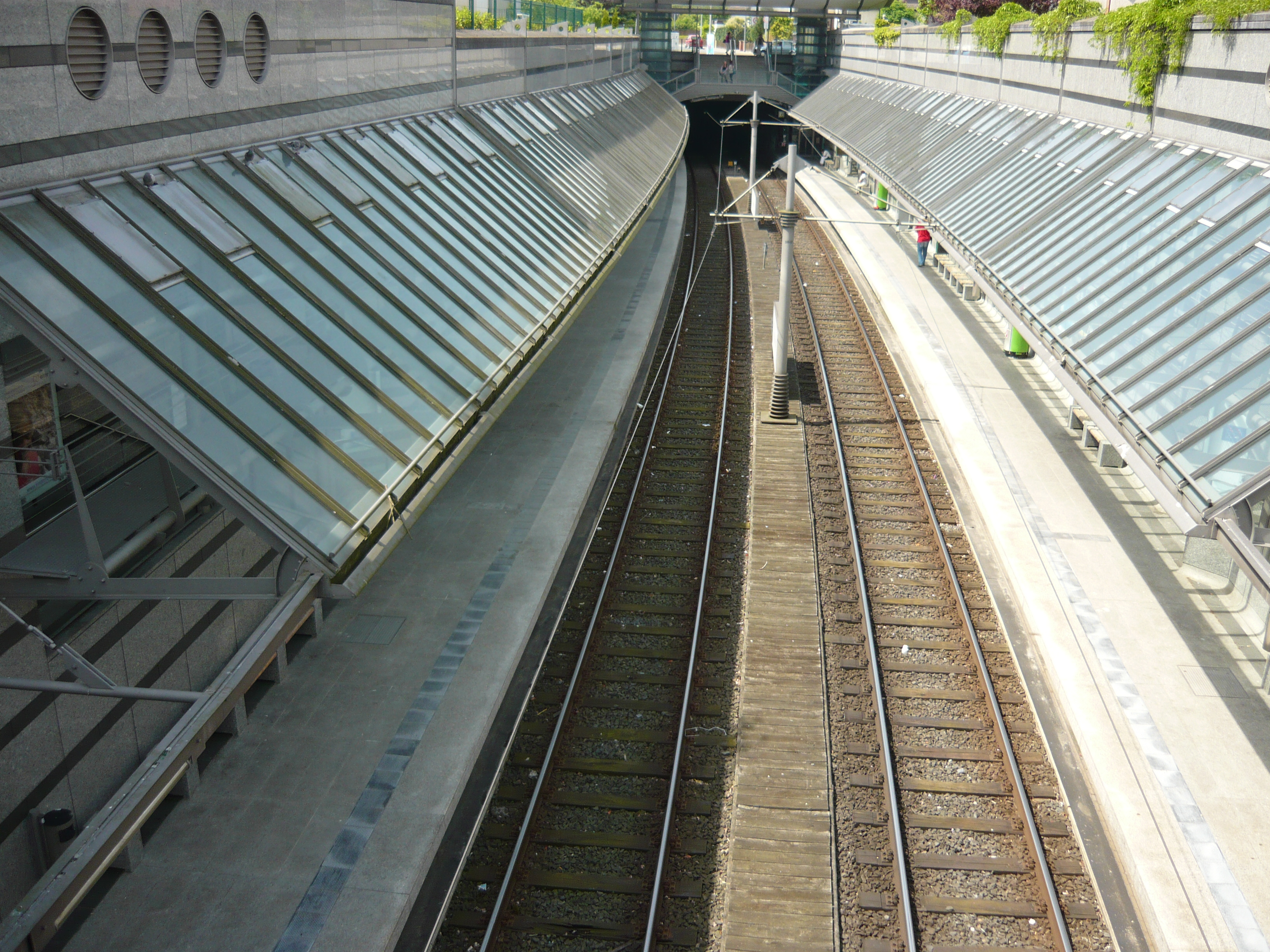
U-Bahn-Station Brabeckstraße

Die D-Strecke besitzt als einzige der vier Grundstrecken keinen Innenstadttunnel. Die in Gänze oberirdisch verlaufende Innenstadtstrecke beginnt seit 2017 am Raschplatz nordwestlich des Hauptbahnhofs und schließt an die D-West-Strecke nach Ahlem im Westen der Stadt an. Ein weiterer Streckenast, die D-Süd-Strecke, ist nicht mit der D-Strecke in der Innenstadt verknüpft, sondern mündet in die C-Strecke. Die Bezeichnung „D-Süd“ beruht auf den früheren Planungen, diese Strecke an den letztlich nicht realisierten D-Tunnel anzuschließen. Die westliche Strecke und die Innenstadtstrecke werden von den Linien 10 und 17 befahren, die südliche Strecke von der regulären Linie 6 und bis 2023 auch der Veranstaltungslinie 16. Im Nachtsternverkehr wird die westliche Strecke von der Linie 12 befahren, die statt der oberirdischen Innenstadtstrecke den A-Tunnel bis Hauptbahnhof benutzt.

#### D-Innenstadt

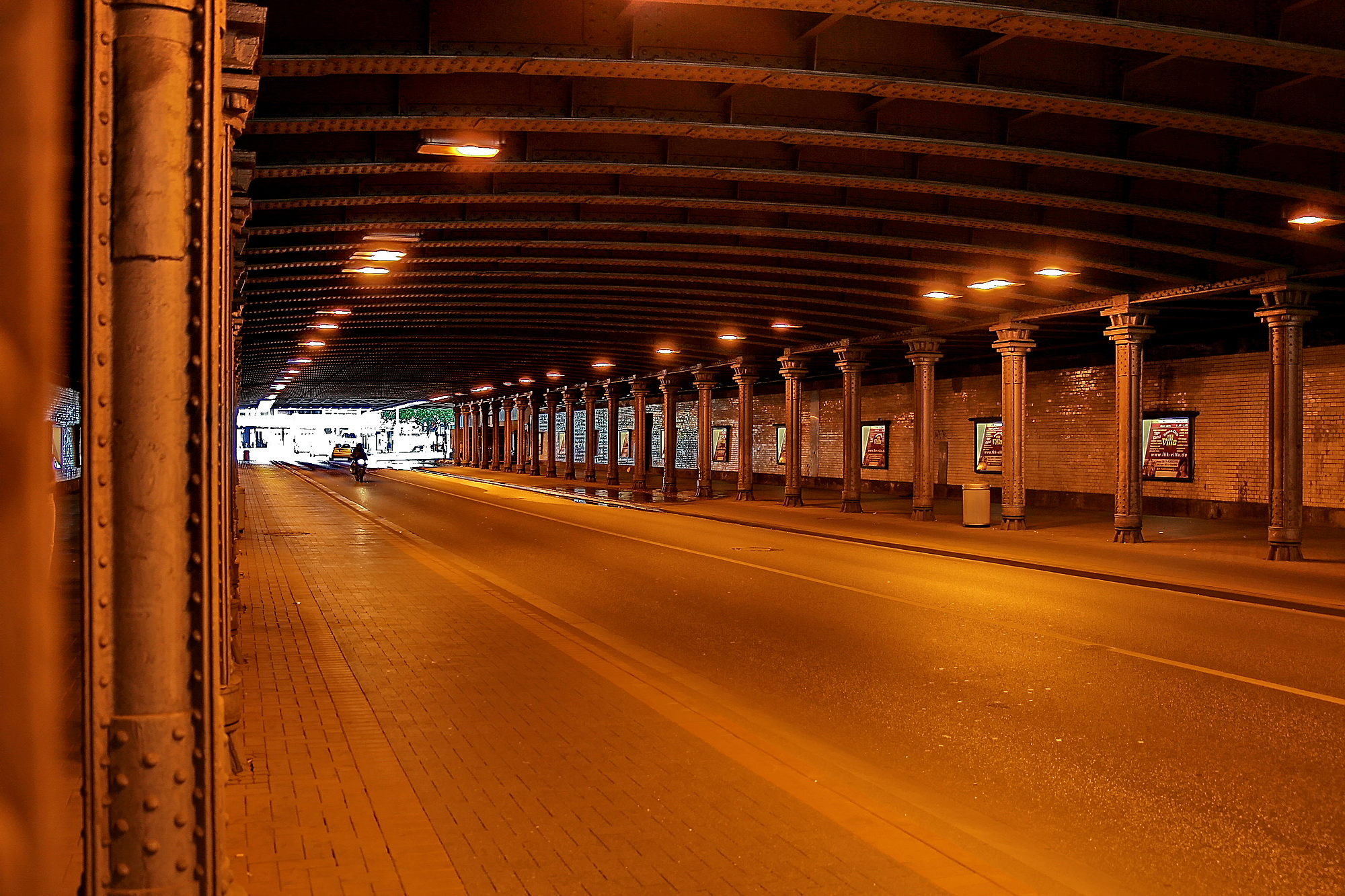
2008 noch ohne Stadtbahntrasse: Die Unterführung der Lister Meile

Die innerstädtische D-Strecke verläuft vom Hauptbahnhof über die Haltestellen Hbf/Rosenstraße und Steintor zum Goetheplatz. Abschnitte mit besonderem Bahnkörper gibt es nur in der Goethestraße und der Münzstraße. In der Kurt-Schumacher-Straße und der Lister Meile liegt die Trasse im Straßenraum. Alle Haltestellen verfügen über einen Mittelhochbahnsteig. Vor der Endhaltestelle Hauptbahnhof/ZOB liegt ein Gleiswechsel, so dass am Bahnsteig gewendet wird.
Die Haltestelle Hauptbahnhof/ZOB befindet sich auf der Lister Meile in Höhe des Zentralen Omnibusbahnhofs. Über eine Fußgängerampel und zwei Ebenenwechsel kann hier zu den Stadtbahnstrecken A und B umgestiegen werden. Die Haltestelle Hauptbahnhof/Rosenstraße liegt in der Kurt-Schumacher-Straße vor der Ernst-August-Galerie. Sie bindet die Innenstadt und den vorderen Teil des Hauptbahnhofs an die D-Strecke an. Die Haltestelle Steintor liegt in der Münzstraße oberhalb der Tunnelstation der C-Strecke, die vom Bahnsteig der D-Strecke direkt per Treppenabgang erreicht werden kann.
Am Goetheplatz verläuft die Strecke durch einen Kreisverkehr. Der Kreisel wird nicht mittig durchfahren, sondern die Strecke ist als Gleisring Bestandteil des Kreisels, so dass er auch als Wendeschleife genutzt werden kann. Über diesen Kreisel sind die von der Linie 10 befahrene D-West-Strecke und die von der Linie 17 befahrene Verbindungsstrecke A–D an die oberirdische Innenstadtstrecke D angeschlossen.

#### D-Süd

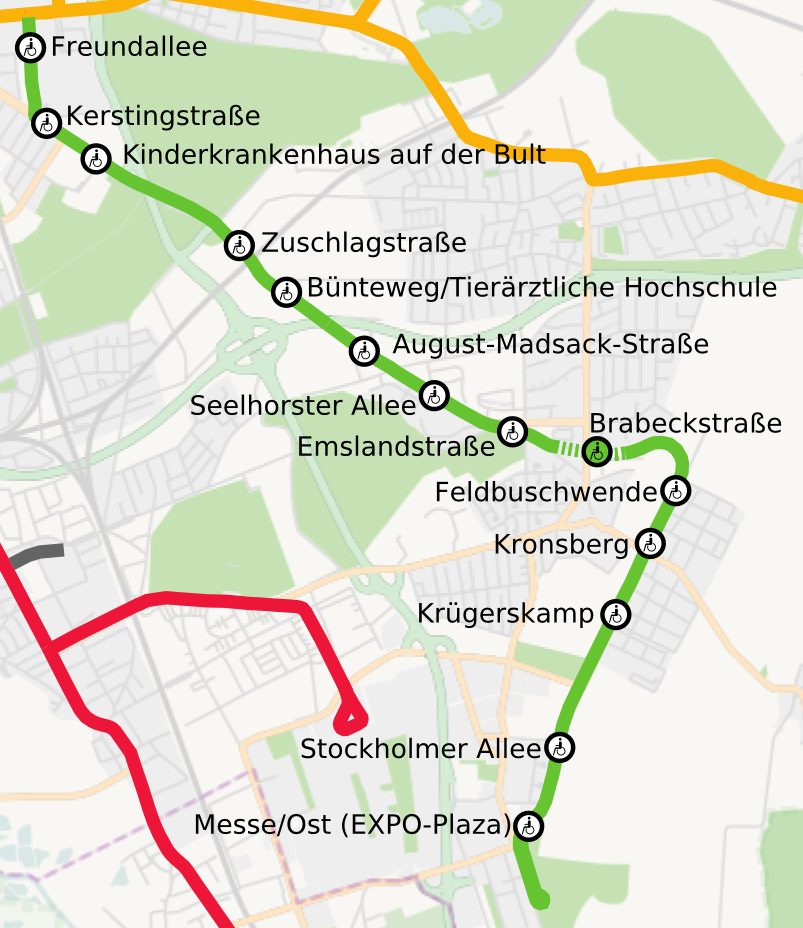
Der D-Süd-Ast wurde zwischen 1997 und 2000 im Zuge der Vorbereitungen zur Expo 2000 gebaut.

Die 8 km lange D-Süd-Strecke ist ein Ast der C-Strecke. Sie erschließt den Stadtteil Bult, den südwestlichen Teil Kirchrodes mit dem dortigen Campus der Tierärztlichen Hochschule, Bemerode mit der zur Expo 2000 gebauten Kronsbergsiedlung, den östlichen Bereich des Messegeländes sowie den Expo Park nebst Expo-Plaza und ZAG-Arena.
Die zwischen 1997 und 2000 im Zuge der Vorbereitungen zur Expo 2000 entstandene Strecke wurde über die Freundallee an die C-Strecke angeschlossen, was zusammen mit der Liniennetzreform von 1995 zu einem besseren Netzausgleich führte. Sie hat durchgängig einen besonderen Bahnkörper und seitliche Hochbahnsteige.
Hinter der Haltestelle Emslandstraße wurde das bislang letzte Tunnelbauwerk der Stadtbahn Hannover mit der offenen U-Bahn-Station Brabeckstraße (zunächst als Bemerode/Mitte bezeichnet) errichtet. An den Haltestellen Freundallee und Kronsberg gibt es eingleisige Kehranlagen.
Die dreigleisige Endhaltestelle Messe/Ost befindet sich in einer leichten Hanglage und ist im Mittelteil halbseitig eingehaust. So besitzt sie über den Bahnsteigen eine Betondecke, auf der sich eine Verteilerebene befindet, die von der östlichen Seite ebenerdig zugänglich ist und von den Bahnsteigen und der westlichen Umgebung über feste Treppen, Rolltreppen und Aufzüge erreichbar ist. Östlich der auf etwa 90 m ü. NN liegenden Verteilerebene liegt die freie Landschaft des Kronsbergs, an dessen Westhang die Strecke hier verläuft. Im Anschluss an diese Haltestelle liegt eine als Schleife angelegte Kehranlage mit mehreren Aufstellgleisen.
Die D-Süd-Strecke wird von der Linie 6 bedient und durch sie mit der C-Nord-Strecke verknüpft. An der Station Steintor besteht Umsteigemöglichkeit zur oberirdischen D-West-Strecke.

#### D-West

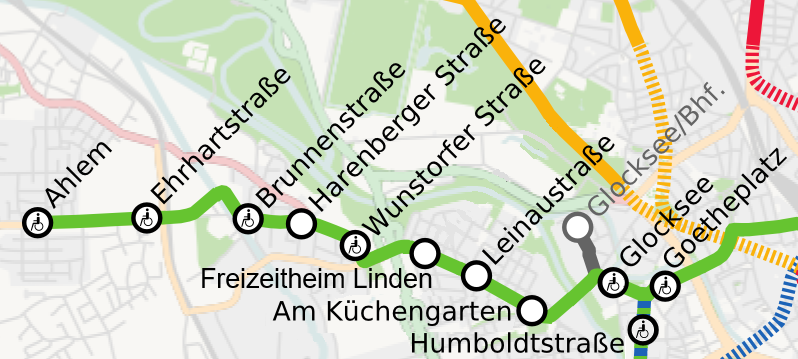
Die D-West-Strecke hat Hochbahnsteige an den drei westlichsten Haltestellen, an der Wunstorfer Straße und am Goetheplatz

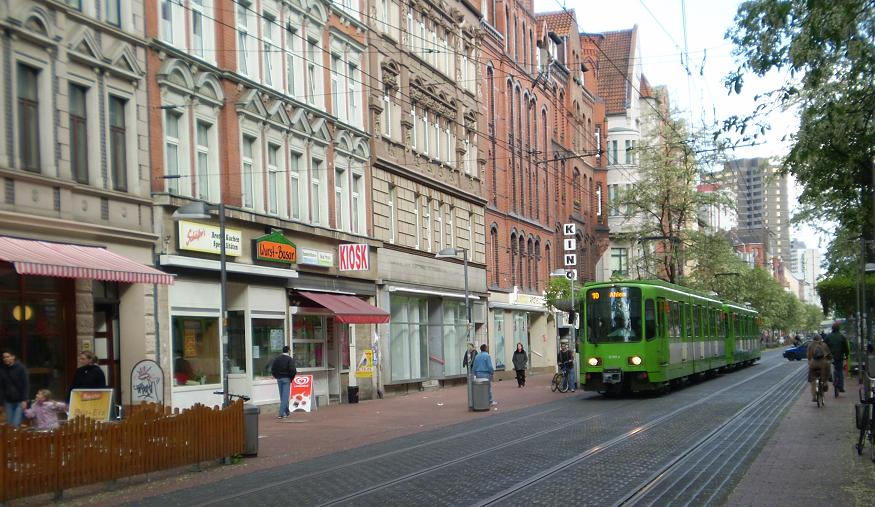
Linie 10 auf der Limmerstraße, Haltestelle Leinaustraße

Die D-West-Strecke erschließt die Stadtteile Calenberger Neustadt, Linden-Nord, Limmer, Davenstedt und Ahlem. Die Endhaltestelle Ahlem liegt in Seitenlage nördlich der Heisterbergallee, westlich davon befindet sich die Kehranlage. Die D-West-Strecke mündet in der Innenstadt in die letzte verbliebene oberirdische Innenstadtstrecke.
Ein Großteil der D-West-Strecke hat einen straßenbündigen Bahnkörper, der nicht oder nur durch Fahrbahnmarkierungen vom Individualverkehr getrennt ist. In der Limmerstraße liegt die Strecke in der Fußgängerzone. Die auf der Strecke verkehrende Linie 10 ist daher mit einer Durchschnittsgeschwindigkeit von circa 19 km/h die langsamste Linie des Stadtbahnnetzes.
1994 wurde die Strecke von Limmer/Schleuse (jetzt Brunnenstraße) mit einem besonderen Bahnkörper über die Haltestelle Ehrhartstraße nach Ahlem verlängert. Dabei hatten diese drei Haltestellen Hochbahnsteige erhalten. Bis zur Eröffnung des 55 Meter langen Mittelhochbahnsteigs Goetheplatz im Dezember 2016 waren das neben dem Innenstadt-Endpunkt Aegidientorplatz die einzigen Haltestellen mit Hochbahnsteig. Am 21. Dezember 2018 wurde der Mittelhochbahnsteig Wunstorfer Straße eröffnet, der die nicht barrierefreie Haltestelle am gleichen Standort ersetzte.

#### Verbindungsstrecke A–D
Zwischen der Haltestelle Allerweg (A-Süd) und dem Goetheplatz (D-West) gibt es eine Verbindungsstrecke. Am Hochbahnsteig Schwarzer Bär kreuzt sie die A-West-Strecke. Im nördlichen Abschnitt befindet sich die Haltestelle Humboldtstraße. Sie sollte ursprünglich mit der Eröffnung des Hochbahnsteigs Schwarzer Bär aufgegeben werden, da sie lediglich einen Abstand von ca. 170 m zum neuen Hochbahnsteig aufwies. Nach Protesten u. a. von Seiten des dort gelegenen Friederikenstifts wurde sie zunächst probeweise für ein Jahr weiter betrieben, um ihre Resonanz bei den Fahrgästen zu untersuchen. Da die Fahrgastzahlen hinreichend hoch waren, wurde die Haltestelle 2020 mit einem Hochbahnsteig barrierefrei ausgebaut.
Im südlichen Abschnitt wurde im September 2013 versuchsweise die Haltestelle Ricklinger Straße eingerichtet. Wegen der geringen Fahrgastzahlen wurde die Haltestelle Ricklinger Straße zum Fahrplanwechsel im Dezember 2015 wieder aufgegeben.
Die Strecke wird im Linienverkehr von der Linie 17 bedient. Auf dem südlichen Abschnitt fährt im Nachtsternverkehr die Linie 3, wobei sie auch die Station Schwarzer Bär bedient, auf dem nördlichen die Linie 12. Des Weiteren wird die Strecke von ein- und auslaufenden Bahnen genutzt, die im Betriebshof Glocksee stationiert sind oder die dortige Hauptwerkstatt aufsuchen.

## Stationen und Haltestellen
Der Begriff Station wird bei der Stadtbahn Hannover meist für unterirdische und der Begriff Haltestelle meist für oberirdische Haltestellen verwendet. Als Sammelbegriff für ober- und unterirdische Haltestellen wird meist der Begriff Haltestelle verwendet. Im Einzelfall werden die Begriffe auch synonym verwendet. Für Endhaltestellen wird meist der Begriff Endpunkt verwendet. Ende 2023 besaß das Stadtbahnnetz 201 Haltestellen. Davon lagen 182 an der Oberfläche und 19 sind U-Bahn-Stationen.
Die Station Kröpcke ist die größte Station und der zentrale Knotenpunkt des Netzes, an dem sich alle drei Tunnelstrecken kreuzen. Weitere wichtige Umsteigestationen mit besonders kurzen Umsteigewegen sind die viergleisige Station Aegidientorplatz sowie die viergleisige Station Hauptbahnhof, die auch eine Umsteigemöglichkeit zum Endpunkt der oberirdischen D-Strecke bietet. Steintor ist der Verknüpfungspunkt der Tunnelstrecke C mit der oberirdischen D-Strecke.

### Bahnsteige
Alle U-Bahn-Stationen sind mit Hochbahnsteigen ausgestattet. Von den 182 Haltestellen an der Oberfläche sind 158 mit Hochbahnsteigen ausgestattet (Stand August 2024). Bei fünf Haltestellen ist kein Bahnsteig vorhanden, so dass der Einstieg direkt im Straßenraum erfolgt. Die restlichen Haltestellen sind mit Tiefbahnsteigen ausgestattet.
Die Hochbahnsteige besitzen eine Höhe von 82 cm über Schienenoberkante und eine Regelbreite von 2,5 m bei Seiten- und 4,0 m bei Mittelbahnsteigen. In Ausnahmefällen existieren in hoch frequentierten Stationen auch breitere Bahnsteige (Tunnelstationen, Umsteigeanlagen, Stationen bei Veranstaltungszentren) oder bei beengten Platzverhältnissen im Straßenraum auch schmalere Bahnsteigbereiche durch eingezogene Zugänge.
Die Tunnelstationen wurden ursprünglich den Vorgaben des Bundesverkehrsministeriums entsprechend für 103 m lange Züge ausgelegt, was heute den Einsatz von Vier-Wagen-Zügen der Serien TW 2000 und TW 3000 im Messeverkehr ermöglicht. Die meisten Tunnelstationen der C-Strecke wurden lediglich für den Halt von Drei-Wagen-Zügen der Serie TW 6000 mit einer Länge von 88 m realisiert, die Rohbauten erlauben aber einen nachträglichen Ausbau auf 103 m. Lediglich die Stationen Aegidientorplatz, Kröpcke und Steintor auf dieser Strecke weisen 103 m lange Bahnsteige auf.
Die oberirdischen Stadtbahnstationen besitzen in der Regel Bahnsteige mit einer Länge von 70 m, sodass der Halt eines Drei-Wagen-Zuges der Serien TW 2000 und TW 3000 möglich ist. In der Vergangenheit wurden kürzere Bahnsteige für den Halt von Zwei-Wagen-Zügen der Serie TW 6000 mit einer Länge von 60 m errichtet. Die Bahnsteige der Haltestellen Stöcken (Ankunft) und Wissenschaftspark Marienwerder sind als Ausnahme von der Regel über 110 m lang. Entlang der Messelinie 8 auf der B-Süd-Strecke und teilweise entlang der Linie 6 auf der D-Süd-Strecke wurden für den Messebetrieb Bahnsteige mit 93 m Länge angelegt. Auch an manchen oberirdischen Haltestellen ist am Gleisverlauf oder an der Lage der Überwege erkennbar, dass eine nachträgliche Verlängerung der Bahnsteige berücksichtigt ist.

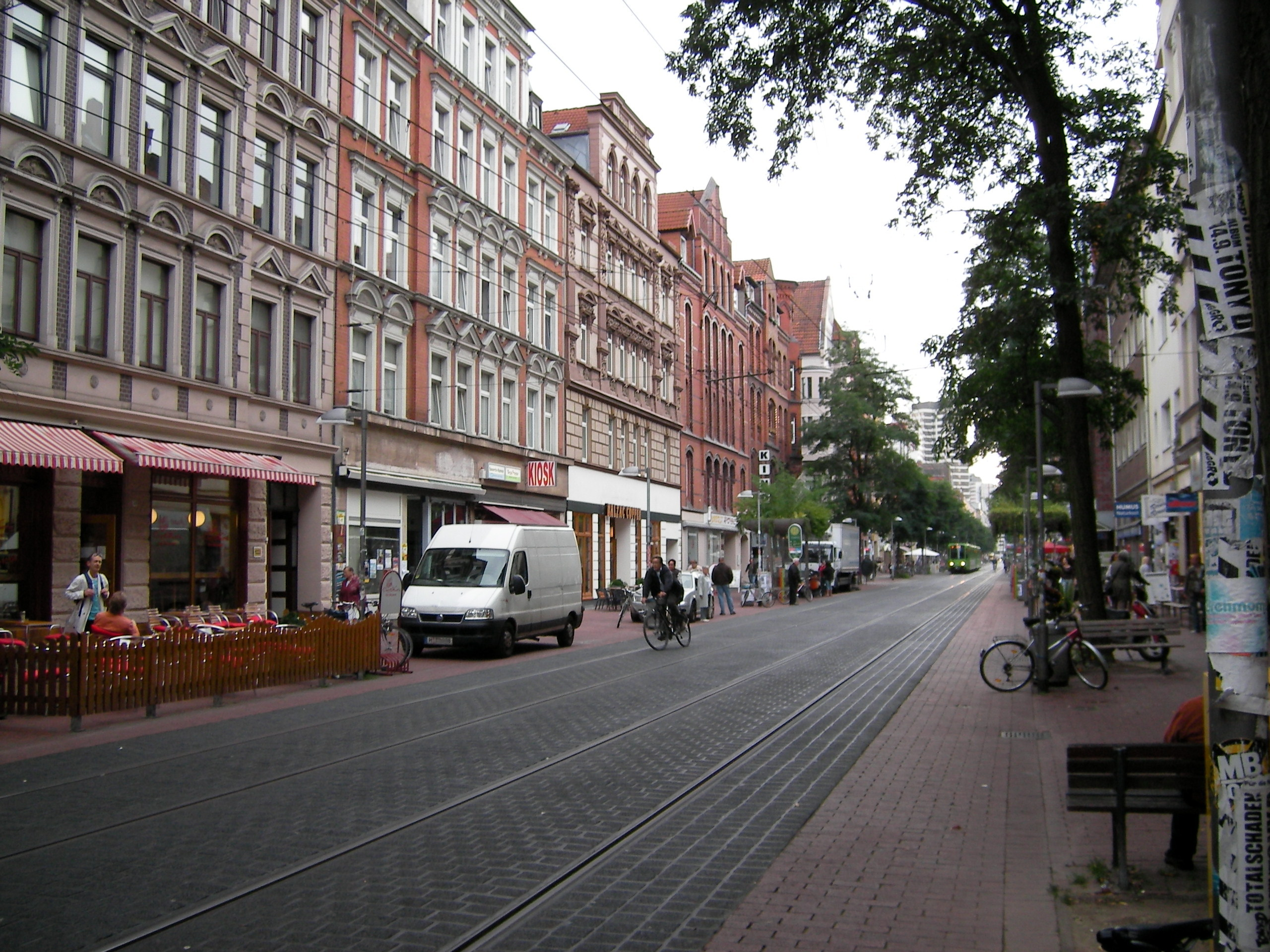
Umstritten: Hochbahnsteige in der Limmerstraße, hier Haltestelle Leinaustraße

Seit 2015 werden für die Linien 10 und 17 in der Regel kürzere Hochbahnsteige mit einer Länge von 45 m für den Halt eines Zwei-Wagen-Zuges der Serien TW 2000 und TW 3000 realisiert. Für den oberirdischen Ausbau der D-Innenstadtstrecke waren längere Bahnsteige problematisch. Außerdem war der Bau von Hochbahnsteigen in der Limmerstraße umstritten, so dass man sich als Kompromiss auf kürzere Bahnsteige einigte. Die Bahnsteige der Haltestellen Hauptbahnhof/Rosenstraße und Goetheplatz sind 55 m lang. Die Hochbahnsteige Glocksee und Humboldtstraße haben eine Länge von 70 m, weil dort auch Züge zwischen dem Betriebshof Glocksee und der A-Strecke verkehren.
Die Bahnsteige der Endpunkte Wettbergen sowie Misburg sind jeweils auf dem stadteinwärts führenden Gleis mit einer Spanischen Lösung ausgestattet, welche das getrennte Aus- bzw. Einsteigen aus einer Bahn ermöglicht.

### Barrierefreiheit
Alle Tunnelstationen haben einen barrierefreien Zugang. Von Beginn an mit Aufzügen ausgestattet waren die Stationen Aegidientorplatz (B/C), Steintor (C), Marienstraße (C-Ost), Braunschweiger Platz (C-Ost), Christuskirche (C-Nord), Kopernikusstraße (C-Nord) und Bemerode/Mitte (D-Süd, heute Brabeckstraße). Alle anderen Stationen wurden mittlerweile mit Aufzügen nachgerüstet. Nach dem Einbau von Aufzügen in den Stationen Königsworther Platz und Werderstraße im Jahr 2010 und in der Station Markthalle/Landtag im Jahr 2013 war das Aufzug-Nachrüst-Programm vorerst abgeschlossen. In der Station Steintor verbanden die von Anfang an vorhandenen Aufzüge lediglich die Bahnsteigebene mit der östlichen Verteilerebene, die von der Straßenebene aus über ein umfangreiches Rampenbauwerk zwar stufenlos erreichbar ist, wegen dessen Steigung und fehlender Zwischenpodeste aber nicht barrierefrei nach DIN 18024. Hier sind im Dezember 2018 im Zuge des Ausbaus der oberirdischen D-Strecke drei weitere Aufzüge eingebaut worden, die die Bahnsteige mit der westlichen Verteilerebene und diese mit der Oberfläche verbinden.
Am Endpunkt Messe/Ost (Expo-Plaza) sind ebenfalls Aufzüge vorhanden, da der Abfahrtsbahnsteig nicht höhengleich erreichbar ist. Alle anderen mit Hochbahnsteigen ausgestatteten Stationen sind an mindestens einem Zugang mit einer Rampe ausgestattet. Somit ist das Netz immerhin zu über 70 Prozent stufenlos zugänglich. Manche Hochbahnsteigrampen sind allerdings nicht barrierefrei nach DIN 18024, da sie steiler als 6 Prozent sind und/oder keine Zwischenpodeste haben. An Endstationen gleichen sich teilweise die Fußgänger- (und Rad-)Verkehrsflächen mit unauffälligen Steigungen an die Höhe der Hochbahnsteige an, so dass nicht überall augenfällige Rampenbauwerke vorhanden sein müssen, wie sie bei anderen Hochbahnsteigen im knappen Straßenraum vorherrschen.

### Gestaltung

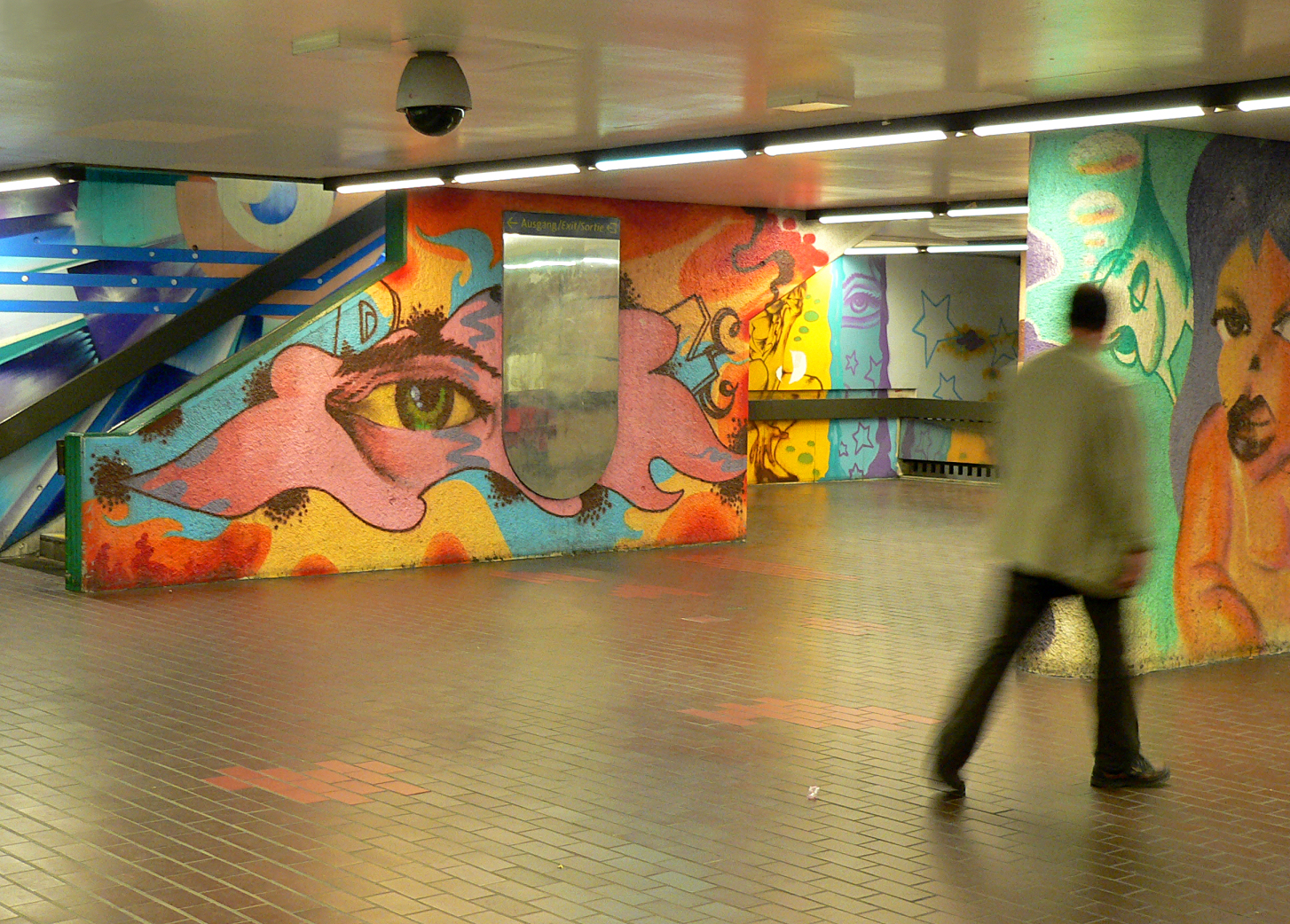
U-Bahn-Station Sedanstraße/Lister Meile

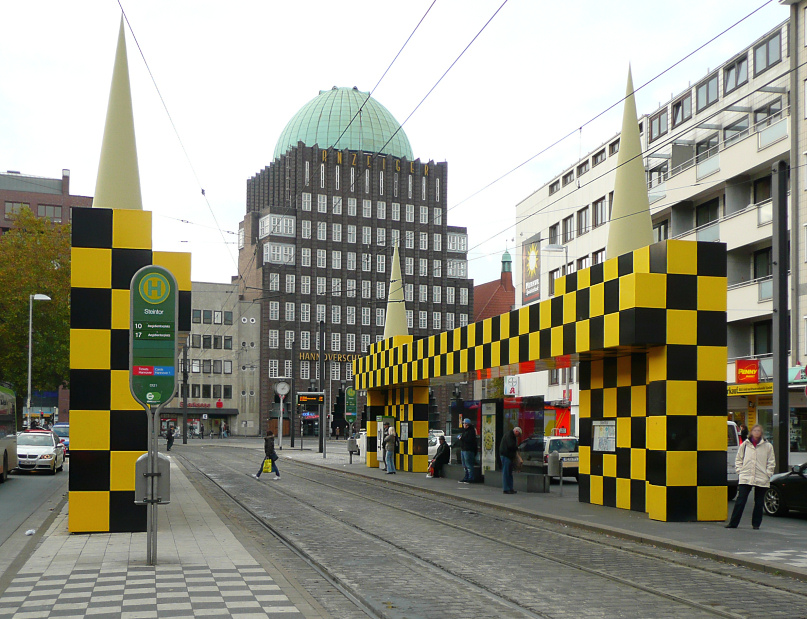
Ehemalige Stadtbahnhaltestelle Steintor, Teil des Kunstprojekts BUSSTOPS

Alle U-Bahn-Stationen der Stadtbahn wurden individuell gestaltet und orientieren sich häufig an Bezugspunkten und lokalen Besonderheiten an der Oberfläche. In der Station Braunschweiger Platz etwa sind Motive der an dieser Stelle befindlichen Tierärztlichen Hochschule zu sehen, die Station Altenbekener Damm wurde mit Merkmalen der dortigen Gilde Brauerei und die Station Werderstraße mit Gummiformen der dort ansässigen Continental AG ausgestattet. Die meisten Stationen wurden vom Architekten des U-Bahn-Bauamtes, Detlev Draser, gestaltet. Für die zuletzt errichtete Station Kopernikusstraße (C-Nord) zeichnete der Architekt Bernd Müller, für die im offenen Einschnitt liegende Station Brabeckstraße (D-Süd) der Architekt Dieter Lüert verantwortlich.
Einige Stationen wurden mittlerweile vollständig umgestaltet. Die wichtigste Station des Netzes Kröpcke wurde 1999 nach einem Entwurf des italienischen Designers Massimo Iosa Ghini mit einer 12.000 Quadratmeter großen aus grünen und gelben Glassteinchen bestehenden Glasmosaik-Oberfläche neu gestaltet.
Die Wände der Station Sedanstraße/Lister Meile wurden 1995 von sieben Graffiti-Künstlern aus Hannover und New York mit flächendeckenden Bildern neu gestaltet. Das Kunstprojekt erhielt den Namen „Hannover–New York Express“.
Im selben Jahr wurden die tragenden Säulen der Station Markthalle/Landtag durch die Künstlerin Elvira Bach im Projekt „Column Painting“ mit weiblichen Motiven bemalt.
Im Zuge des Kunstprojekts „BUSSTOPS“ wurden vier oberirdische Stadtbahn-Stationen mit von Designern gestalteten Haltestellenhäuschen ausgestattet. Die Haltestelle Steintor wurde von Alessandro Mendini gestaltet. Im Zuge der Bauarbeiten an der D-Strecke wurden die Bauten im Mai 2017 demontiert und dienen seit Dezember 2018 an ungefähr gleicher Stelle der Bushaltestelle. Die Haltestelle Leinaustraße wurde von Andreas Brandolini gestaltet, Nieschlagstraße von Wolfgang Laubersheimer und Hannover Congress Centrum von Óscar Tusquets. Des Weiteren wurden die Bushaltestellen der Stationen Aegidientorplatz, Friedrichswall/Rathaus, Maschsee/Sprengelmuseum, Braunschweiger Platz und Königsworther Platz mit „Busstops“ ausgestattet.

### Verknüpfungsstationen

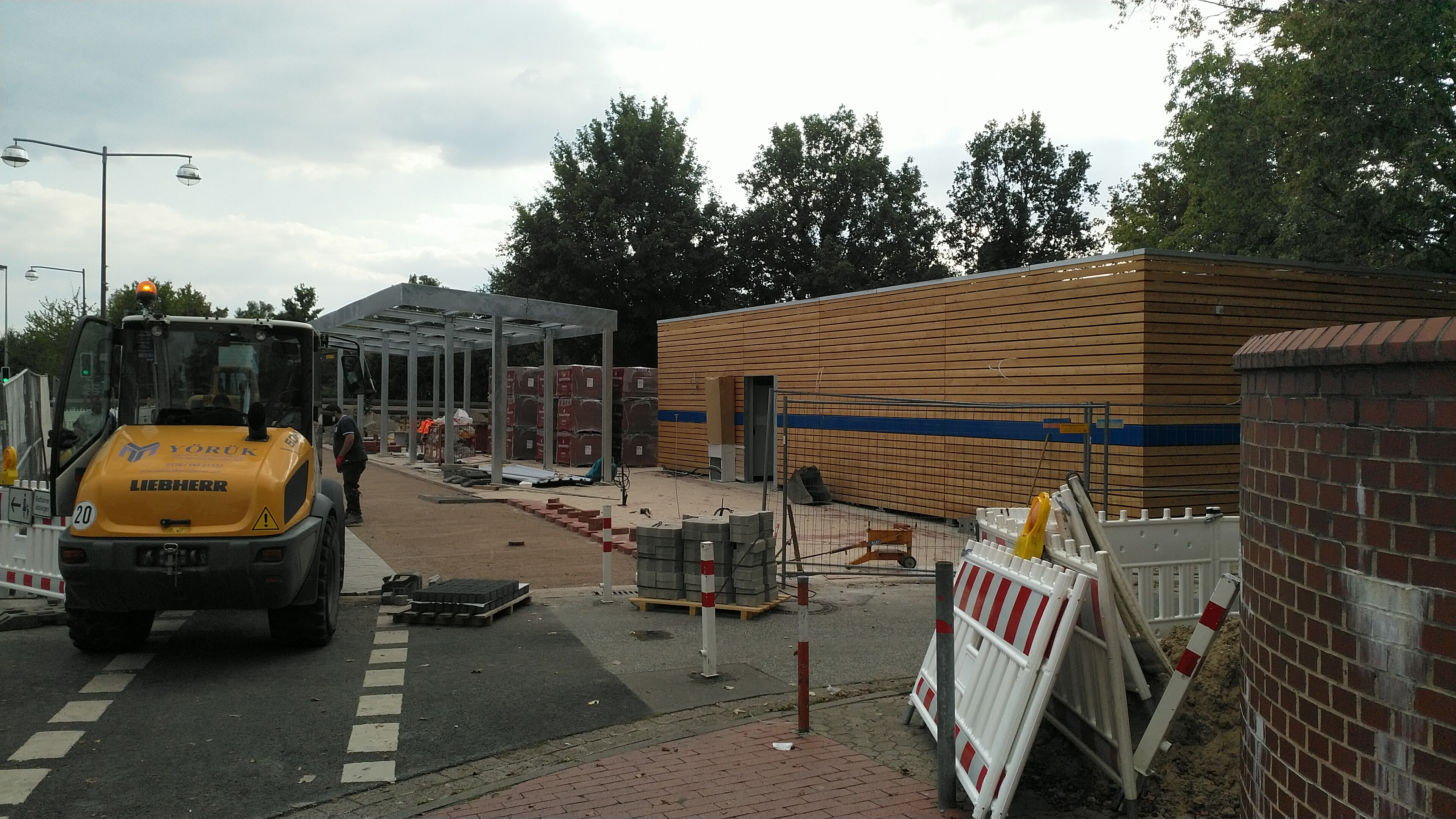
B+R Parkgarage in Langenhagen, Berliner Platz im Bau

Die Stadtbahnlinien sind eng mit dem Busnetz verknüpft. Die Regionalbuslinien, die Hannover mit den Umlandgemeinden verbinden, beginnen häufig an den Endpunkten der Stadtbahn. Die Stadtbuslinien ergänzen das überwiegend radial angelegte Stadtbahnnetz um tangentiale Verbindungen zwischen den Stadtteilen und haben daher meist mehrere Berührungspunkte mit der Stadtbahn. Viele Stadtbahn-Stationen sind gleichzeitig Knotenpunkte des Busnetzes. Zum Teil sind die Bushaltestellen so in die Stadtbahnstationen integriert, dass am Bahnsteig direkt von der Stadtbahn in den Bus umgestiegen werden kann (beispielsweise an der Station Misburger Straße und an vielen Endpunkten). An wenigen Stationen, die keinen Bahnsteig haben, nutzen die Busse die gleiche Haltestelle wie die Stadtbahn, wie z. B. die an der Oberfläche befindlichen Stationen Nieschlagstraße (Linie 9, 100 und 200) und Leinaustraße (Linien 10 und 700).
Die wichtigste Verknüpfungsstation mit der Eisenbahn ist Hauptbahnhof. Dort besteht Übergang zu allen SPNV-Linien und zu allen Fernverkehrszügen, die in der Region Hannover verkehren. Darüber hinaus besteht dort ein Zugang zum ZOB Hannover mit überregionalen und internationalen Busverbindungen. Der Umstieg von und zu den Linien der A- und B-Strecken erfolgt über die U-Bahn-Station am Raschplatz nordöstlich des Hauptbahnhofs. Nur die Linien der C-Strecke sind nicht an den Hauptbahnhof angebunden. Bis Dezember 2018 empfahl die Üstra den Fahrgästen in ihren Haltestellenansagen auf den Linien 4, 5, 6 und 11 daher an der Haltestelle Kröpcke, „zum Hauptbahnhof bitte hier aus[zu]steigen“. Von dort ist der Hauptbahnhof fußläufig (ca. 300 Meter) oder mit den Linien 1, 2, 3, 7, 8, 9 und 13 zu erreichen. Eine ähnliche Durchsage wird in den von Norden kommenden Bahnen der A-Linien (3, 7, 13) getätigt, „zum Messegelände bitte hier um[zu]steigen“, da man über den Bahnsteig am Hauptbahnhof direkt in die B-Linien nach Süden und somit zum Messegelände umsteigen kann.
An folgenden Haltestellen bestehen Umsteigemöglichkeiten zu den Regional- und S-Bahn-Linien:
| Stadtbahnlinien   | Haltestelle                 | Bahnhof                      | S-Bahn-Linien      | Regionalbahnlinien                  |
| ----------------- | --------------------------- | ---------------------------- | ------------------ | ----------------------------------- |
| 1 2 3 7 8 9 12 13 | Hauptbahnhof                | Hannover Hbf                 | 1 – 7, (8), 21, 51 | RE 1, 2, 3, 8, 10, 30, 60, 70 RB 38 |
| 10 17             | Hauptbahnhof/ZOB            | Hannover Hbf                 | 1 – 7, (8), 21, 51 | RE 1, 2, 3, 8, 10, 30, 60, 70 RB 38 |
| 10 17             | Hauptbahnhof/Rosenstraße    | Hannover Hbf                 | 1 – 7, (8), 21, 51 | RE 1, 2, 3, 8, 10, 30, 60, 70 RB 38 |
| 3 7 13 17         | Bahnhof Linden/Fischerhof   | Hannover-Linden/Fischerhof   | 1, 2, 5, 21, 51    |                                     |
| 1 2               | Laatzen/Birkenstraße        | Hannover-Messe/Laatzen       | 4, (8)             | (RE 2, 10) nur bei Messen           |
| 1 2               | Laatzen/Eichstraße          | Hannover-Messe/Laatzen       | 4, (8)             | (RE 2, 10) nur bei Messen           |
| 1 2               | Rethen/Bahnhof              | Rethen (Leine)               | 4                  |                                     |
| 6                 | Bahnhof Nordstadt           | Hannover-Nordstadt           | 1, 2, 4, 5         |                                     |
| 4 5               | Bahnhof Leinhausen          | Hannover-Leinhausen          | 1, 2               |                                     |
| 4 5               | Uhlhornstraße               | Hannover-Kleefeld            | 3, 7               |                                     |
| 4                 | Bahnhof Karl-Wiechert-Allee | Hannover Karl-Wiechert-Allee | 3, 6, 7            |                                     |

Zur Verknüpfung des privaten Kraftfahrzeugverkehrs sind an den meisten Außenästen Stationen mit Park-and-ride-Anlagen vorhanden. Für die Anreise mit dem Fahrrad gibt es außerdem Bike-and-ride-Anlagen.
| Stadtbahnlinien | Haltestelle                    | Park-and-Ride- Stellplätze  | Bike-and-Ride- Stellplätze |
| --------------- | ------------------------------ | --------------------------- | -------------------------- |
| 2               | Alte Heide                     |                             | 38                         |
| 3               | Altwarmbüchen                  | 108                         | 60                         |
| 3 7 13 17       | Bahnhof Linden/Fischerhof      |                             | 50                         |
| 1               | Berliner Platz                 |                             | 150                        |
| 10              | Ehrhartstraße                  | 117                         | 72                         |
| 9               | Empelde                        | 80                          | 10                         |
| 4               | Garbsen                        | 40                          |                            |
| 11              | Haltenhoffstraße               | 32                          | 36                         |
| 13              | Hemmingen                      | 170                         | 120                        |
| 9               | Hermann-Ehlers-Allee           | 75 (inkl. 5 für Motorräder) | 8                          |
| 13              | Kurze-Kamp-Straße              | 97                          | 12                         |
| 1               | Langenhagen                    | 25                          |                            |
| 7               | Misburg                        | 45                          |                            |
| 3 7             | Mühlenberger Markt             | 103                         | 26                         |
| 6               | Nordhafen                      | 180                         | 56                         |
| 5               | Ostfeldstraße                  | 45                          | 92                         |
| 3 7             | Paracelsusweg                  | 180                         | 12                         |
| 4               | Pascalstraße                   | 115                         |                            |
| 1 2             | Rethen / Pattenser Straße      | 37                          | 10                         |
| 4               | Roderbruch                     | 20                          | 44                         |
| 1               | Sarstedt                       | 20                          |                            |
| 5               | Stöcken                        | 122                         | 70                         |
| 3 7             | Wettbergen                     | 101                         | 78                         |
| 4               | Wissenschaftspark Marienwerder | 300                         |                            |

## Betriebsanlagen

### Betriebshöfe
Zum hannoverschen Stadtbahnnetz gehören drei Betriebshöfe und eine Betriebsstelle, auf denen die Stadtbahnen stationiert sind. Die Betriebshöfe Glocksee, Döhren und Fuhsestraße in Leinhausen und die Betriebsstelle Buchholz beherbergen über 350 Stadtbahnfahrzeuge der Typen TW 2000/2500 und TW 3000 sowie eine kleiner werdende Zahl TW 6000. Auf dem Betriebshof Fuhsestraße sind keine TW 6000 mehr stationiert. In einer Fahrzeughalle auf dem Betriebshof Döhren sind weitere 21 historische Fahrzeuge untergebracht, die nicht im Regelverkehr eingesetzt werden.
Auf dem Betriebshof Glocksee waren schon zu Straßenbahnzeiten Abstellanlagen und Hauptwerkstatt untergebracht. Die Abstellgleise wurden mittlerweile umgebaut und den Maßen des TW 2000 angepasst. Hier sind die Fahrzeuge für die A- und D-Strecke untergebracht. Auf dem Betriebshof Glocksee befindet sich die Betriebsleitstelle der ÜSTRA, von der deren gesamter Stadtbahn- und Busverkehr überwacht wird.
Der frühere Betriebshof Buchholz wurde im Jahr 2005 für die Abstellung von TW 2000/2500 umgebaut und ist seitdem nur noch eine dem Betriebshof Glocksee zugeordnete Betriebsstätte. Einige Kurse der A-Linien werden von hier aus bedient. Die denkmalgeschützte ehemalige Fahrzeughalle wurde verkauft und zu einem Einkaufszentrum umgebaut.
In der Nähe seines ursprünglichen Standortes an der Kreuzung Peiner Straße/Hildesheimer Straße wurde am 25. September 1982 östlich der Thurnithistraße der Betriebshof Döhren in Betrieb genommen. In Döhren sind die Bahnen der B-Linien untergebracht, es werden aber auch ein paar Kurse der Linien 6, 9 und 11 gestellt. Im Jahr 2009 wurde hier eine Halle für die historischen Fahrzeuge der ÜSTRA errichtet, die zuvor in Buchholz untergebracht waren.
Am 23. Januar 2000 wurde auf einem Teil des ehemaligen Bundesbahnausbesserungswerkes Leinhausen der Betriebshof Fuhsestraße eröffnet. Hier gibt es ein Verbindungsgleis zur Eisenbahn, so dass technische Anlagen gemeinsam mit der Werkstätte von DB Regio benutzt werden können. Auf dem Betriebshof erzeugt eine Photovoltaikanlage 250 Kilowatt Leistung in der Spitze, die direkt ins Fahrleitungsnetz eingespeist werden. Im Betriebshof Fuhsestraße sind die Bahnen für die C-Linien beheimatet.
Im Jahr 2002 wurde der Betriebshof Vahrenwald zwischen den Stationen Dragonerstraße und Niedersachsenring stillgelegt. Bis September 2005 blieben Zufahrt und ein Kehrgleis noch in Betrieb, dann wurde ein neues Kehrgleis zwischen die Streckengleise in der Vahrenwalder Straße gebaut und der Betriebshof vom Gleisnetz getrennt. Hier befindet sich aber weiterhin ein Busbetriebshof.

### Stromversorgung
Die Stadtbahnen greifen den Strom mittels einpoliger Stromabnehmer auf den Wagen von Oberleitungen ab. An der Oberleitung liegt eine Gleichspannung von nominal 600 Volt an, die tatsächliche Spannung kann bis zu 680 Volt betragen. Die Schienen dienen als Rückleiter. Auch im Tunnel erfolgt die Stromzufuhr der Fahrzeuge über eine Fahrdrahtanlage, in einigen Abschnitten wegen eines nicht ausreichenden Einbauraums über eine Deckenstromschiene unterhalb der Tunneldecke.

### Zugsicherung
Im Tunnel werden die Zugfahrten durch Signale gesteuert und gesichert. Das System ist so ausgelegt, dass bis zu 32 Züge pro Stunde und Fahrtrichtung eingesetzt werden können. Damit können die Bahnen in der Innenstadt mit Abständen von weniger als zwei Minuten verkehren. Auf den übrigen Strecken wird auf Sicht gefahren.
Zunächst wurde von der ÜSTRA das Betriebsleitsystem RBL-H mit Magnetgestützter Fahrzeugortung entwickelt, das bis zur Entwicklung des Nachfolgesystems BON in Betrieb blieb. Dieses Betriebsleitsystem für den Öffentlichen Nahverkehr wurde 1977–1983 im Rahmen eines Forschungsprojekts mit dem Ziel der Standardisierung der Geräte, des Datenfunkverkehrs und der Software entwickelt, ab 1983 in mehreren Entwicklungsstufen in Betrieb genommen und durch Software zur statistischen Auswertung sowie Betriebsplanung ergänzt.

### Betriebsleitstelle
Aus einer zentralen Betriebsleitstelle – bis November 1999 in der Station Kröpcke, seitdem auf dem Betriebshof Glocksee – werden alle Zugsicherungseinrichtungen, nachrichtentechnischen Anlagen sowie die Stromversorgung und Beleuchtung überwacht und gesteuert. Sie regelt auch die Anschlusssicherung und die Disposition bei Störungsfällen. Alle Haltestellen sind über die Info- und Notrufsäulen mit der Betriebsleitstelle verbunden, so dass die Fahrgäste mit einem Knopfdruck mit der Leitstelle Kontakt aufnehmen können.

## Linien und Fahrbetrieb

### Linienbezeichnungen
Das Stadtbahnnetz besteht aus dreizehn Hauptlinien (1 bis 11, 13 und 17) und eine Linie, die nur im Nacht-Sternverkehr angeboten wird (12):
| Strecke        | Linie | Linienverlauf | Länge   | Stationen | Fahrzeit HVZ (Mittelwert) | Durchschnitts- geschwindigkeit | Haltestellen- abstand |
| -------------- | ----- | --- | ------- | --------- | ------------------------- | ------------------------------ | --------------------- |
| A              | 3     | Altwarmbüchen – Paracelsusweg – Noltemeyerbrücke – Vier Grenzen – Lister Platz – Hauptbahnhof – Kröpcke – Waterloo – Stadionbrücke – Bahnhof Linden/Fischerhof – Wallensteinstraße – Mühlenberger Markt – Wettbergen im Nachtsternverkehr über Schwarzer Bär                                      | 18,4 km | 31        | 41 min                    | 26,9 km/h                      | 615 m                 |
| A              | 7     | Misburg – Paracelsusweg – Noltemeyerbrücke – Vier Grenzen – Lister Platz – Hauptbahnhof – Kröpcke – Waterloo – Stadionbrücke – Bahnhof Linden/Fischerhof – Wallensteinstraße – Mühlenberger Markt – Wettbergen                                                                                    | 17,5 km | 30        | 39,5 min                  | 26,6 km/h                      | 605 m                 |
| A              | 9     | Hauptbahnhof – Kröpcke – Waterloo – Schwarzer Bär – Lindener Marktplatz – Am Soltekampe – Empelde | 7,8 km  | 16        | 24,5 min                  | 19,5 km/h                      |                       |
| A (und D-West) | 12    | Ahlem – Brunnenstraße – Leinaustraße – Am Küchengarten – Glocksee – Humboldtstraße – Waterloo – Kröpcke – Hauptbahnhof nur Nachtsternverkehr | 7,5 km  | 14        | 20 min                    | 22,5 km/h                      | 575 m                 |
| A              | 13    | Fasanenkrug – Bothfeld – Noltemeyerbrücke – Vier Grenzen – Lister Platz – Hauptbahnhof – Kröpcke – Waterloo – Stadionbrücke – Bahnhof Linden/Fischerhof – Wallensteinstraße – Hemmingen | 16,4 km | 29        | 39 min                    | 24,6 km/h                      |                       |
| B              | 1     | Langenhagen – Alter Flughafen – Büttnerstraße – Dragonerstraße – Hauptbahnhof – Kröpcke – Aegidientorplatz – Peiner Straße – Bothmerstraße – Laatzen/Birkenstraße – Laatzen/Zentrum – Laatzen – Rethen – Gleidingen – Heisede – Sarstedt                                                          | 27,7 km | 44        | 64,5 min                  | 25,8 km/h                      | 645 m                 |
| B              | 2     | Alte Heide – Vahrenheider Markt – Büttnerstraße – Dragonerstraße – Hauptbahnhof – Kröpcke – Aegidientorplatz – Peiner Straße – Bothmerstraße – Laatzen/Birkenstraße – Laatzen/aquaLaatzium – Laatzen/Ginsterweg – Rethen – Gleidingen ab 21 Uhr bis Peiner Straße vereint mit Linie 8 (Y-Verkehr) | 22 km   | 36        | 50,5 min                  |                                |                       |
| B              | 8     | (Dragonerstraße –) Hauptbahnhof – Kröpcke – Aegidientorplatz – Peiner Straße – Bothmerstraße – Am Mittelfelde – Messe/Nord ab 21 Uhr bis Peiner Straße vereint mit Linie 2 (Y-Verkehr), im Nachtsternverkehr Alte Heide – Messe/Nord                                                              | 8,6 km  | 13        | 17,5 min                  | 29,5 km/h                      | 715 m                 |
| C              | 4     | Garbsen – Bahnhof Leinhausen – Herrenhäuser Gärten – Leibniz Universität – Königsworther Platz – Steintor – Kröpcke – Aegidientorplatz – Marienstraße – Kantplatz – Nackenberg – Bahnhof Karl-Wiechert-Allee – Misburger Straße – Medizinische Hochschule – Roderbruch                            | 19,7 km | 33        | 44 min                    | 26,9 km/h                      | 615 m                 |
| C              | 5     | Stöcken – Bahnhof Leinhausen – Herrenhäuser Gärten – Leibniz Universität – Königsworther Platz – Steintor – Kröpcke – Aegidientorplatz – Marienstraße – Kantplatz – Nackenberg – Großer Hillen – Tiergarten – Anderten                                                                            | 17,1 km | 29        | 40 min                    | 25,7 km/h                      | 610 m                 |
| C (und D-Süd)  | 6     | Nordhafen – Bahnhof Nordstadt – Christuskirche – Steintor – Kröpcke – Aegidientorplatz – Marienstraße – Kinderkrankenhaus auf der Bult – Brabeckstraße – Kronsberg – Messe/Ost (EXPO-Plaza) | 17,9 km | 30        | 39 min                    | 27,5 km/h                      | 615 m                 |
| C              | 11    | Haltenhoffstraße – Christuskirche – Steintor – Kröpcke – Aegidientorplatz – Marienstraße – Hannover Congress Centrum – Zoo | 7,3 km  | 12        | 16,5 min                  | 26,5 km/h                      | 665 m                 |
| D              | 10    | Ahlem – Brunnenstraße – Leinaustraße – Am Küchengarten – Glocksee – Goetheplatz – Steintor – Hauptbahnhof/ZOB | 6,1 km  | 13        | 19,5 min                  | 18,8 km/h                      | 510 m                 |
| D (und A-Süd)  | 17    | Hauptbahnhof/ZOB – Steintor – Goetheplatz – Schwarzer Bär – Stadionbrücke – Bahnhof Linden/Fischerhof – Wallensteinstraße | 5,6 km  | 12        | 17 min                    | 19,8 km/h                      | 510 m                 |

Die Linie 10 wurde im morgendlichen Berufsverkehr lange Zeit durch drei Expresszüge mit der Linienbezeichnung „E“ verstärkt. Diese Züge hielten nicht an jeder Haltestelle, fuhren abweichend vom eigentlichen Linienweg über die Humboldtstraße und nutzten ab Waterloo den A-Tunnel über Markthalle/Landtag und Kröpcke bis zum Endpunkt Hauptbahnhof.
Seit April 2022 entfielen diese Fahrten aus betrieblichen Gründen. Im Fahrplanbuch 2023 und 2024 sind sie nicht mehr enthalten.
Züge der Linie 10, die von Ahlem durch den Tunnel zum Hauptbahnhof umgeleitet werden, nutzen seit Dezember 2023 die Liniennummer 12.
In der morgendlichen HVZ verkehren auf der Stammstrecke A zwischen Hauptbahnhof und Glocksee sowie auf der Stammstrecke B zwischen Hauptbahnhof und Peiner Straße weitere Verstärkungszüge mit der Linienbezeichnung „E“.
Die Einläufer von den Endpunkten zu den Betriebshöfen werden an den Fahrzeugen durch ein „E“ statt der Liniennummer gekennzeichnet und in den Stationen als Verstärkungszug angesagt. Im Aushangfahrplan werden sie regulär nicht aufgeführt, nur der letzte Einläufer ist dort gelegentlich unter der normalen Liniennummer verzeichnet. Auslauffahrten finden unter der Liniennummer statt.
Im Nahverkehrsplan 2008 der Region Hannover wurde angeregt, die Nummern der Linien 3 (A-Strecke, Altwarmbüchen–Wettbergen) und 8 (B-Strecke, Hauptbahnhof–Messe/Nord) zu tauschen. Für die wichtigsten Linien der Grundstrecken B (1, 2, 3), C (4, 5, 6) und A (7, 8, 9) würde diese merkbare und nachvollziehbare Systematik zu einer besseren und übersichtlicheren Information der Fahrgäste führen.

### Liniennetz

Stadtbahn-Liniennetz mit Endstationen

Im Innenstadtbereich verkehren alle Linien streckenrein auf einer der vier Grundstrecken A bis D. Durch den streckenreinen Betrieb wird die Übertragung von Verspätungen von einer Strecke auf eine andere vermieden. Zudem erlaubt er an den viergleisigen Stationen Hauptbahnhof und Aegidientorplatz zeitgleiche Abfahrten verschiedener Linien von beiden Seiten desselben Bahnsteigs und dadurch ein Umsteigen ohne Wartezeit. Außerdem ist die Streckenkapazität im streckenreinen Betrieb höher und das Fahrtenangebot am Hauptbahnhof, am Aegidientorplatz und besonders am Kröpcke für zusteigende Fahrgäste leichter berechenbar, weil alle Züge, die in die gleiche Richtung fahren, auch am gleichen Bahnsteig halten.
Die Streckenreinheit gilt auch für die Linie 6, da die D-Süd-Strecke zum östlichen EXPO-Gelände (Messe/Ost), die eigentlich Teil der D-Strecke werden sollte, nunmehr über die Freundallee ausschließlich an die C-Strecke angebunden und letztlich ein Zweig der C-Ost-Strecke ist.
Nur die 1999 neu eingerichtete Linie 17 benutzt in der Innenstadt die oberirdische (D-)Strecke, kreuzt am Schwarzen Bär die A-West-Strecke und befährt in ihrem südlichen Abschnitt die A-Süd-Strecke.
Die Linien 10 und 17 verlaufen als einzige ausschließlich an der Oberfläche und bedienen nicht die zentrale Station Kröpcke.

### Tarif
Das Angebot der Stadtbahn ist vollständig in das Tarifsystem des Großraum-Verkehrs Hannover (GVH) integriert. Die Stadtbahn-Strecken liegen überwiegend in der Zone A. Nur die Äste nach Altwarmbüchen (Linie 3), Garbsen (Linie 4), Hemmingen (Linie 13), Laatzen (Linien 1 und 2) und Langenhagen (Linie 1) reichen in die Zone B sowie bei der Linie 1 nach Sarstedt in die Zone C hinein.
Fahrräder können montags bis freitags von 8:30 bis 15:00 Uhr und von 19:00 bis 6:30 Uhr, an Samstagen, Sonn- und Feiertagen ganztägig unentgeltlich mitgenommen werden. Außerhalb dieser Zeiten ist die Fahrradmitnahme nicht zugelassen.

### Fahrplan
Die Stadtbahn verkehrt täglich von ca. 4 Uhr bis ca. 1 Uhr. In den Nächten von Freitag auf Samstag sowie vor Sonn- und Feiertagen gibt es auf den meisten Strecken einen durchgehenden Nachtverkehr (Nachtsternverkehr). Die Stadtbahn wird nach einem Taktfahrplan betrieben, der zwischen Wochentags-, Samstags- sowie Sonn- und Feiertags-Plan unterscheidet. Der Grundtakt ist für die Linien der A-, B- und C-Strecke zehn Minuten, abends, sonn- und feiertags 15 Minuten und zu den Tagesrandzeiten 30 Minuten. Die Umstellung des Taktes erfolgt auf diesen Linien immer gleichzeitig, sodass auf den Strecken so dichte und gut zu merkende Takte angeboten werden können. Durch die Überlagerung mehrerer Linien im Innenstadtbereich entstehen Zugfolgezeiten von teilweise nur zwei Minuten. Ausnahmen bilden die Linie 10, Grundtakt 7½ Minuten, sonn- und feiertags 10 Minuten, abends 15 Minuten, und die Linie 17, Grundtakt montags bis samstags 20 Minuten, sonntags 30 Minuten. Die Strecken-Infrastruktur hat allgemein noch gewisse Reserven für dichtere Takte, weitere Linien oder Verstärkerfahrten, was regelmäßig bei Messen und anderen Großveranstaltungen genutzt wird.
Von etwa 7 bis 8:30 Uhr und von etwa 15 bis 20 Uhr verkehrt die Linie 8 bis Dragonerstraße. Die außenliegenden Streckenabschnitte Laatzen–Sarstedt der Linie 1 und Peiner Straße–Rethen der Linie 2 werden seltener bedient als die übrigen Streckenabschnitte.
Die Linien 2 und 8 verkehren von etwa 21 Uhr bis 1 Uhr im sogenannten „Y-Verkehr“. Dabei werden die von Alte Heide kommenden Zwei-Wagen-Züge der Linie 2 an der Station Peiner Straße geflügelt, der vordere Wagen fährt weiter auf der Linie 2 nach Gleidingen und der hintere Wagen fährt nach Messe/Nord, womit die Haltestellen der Linie 8 bedient werden. In Gegenrichtung werden die Wagen von Gleidingen und von Messe/Nord an der Haltestelle Bothmerstraße zusammengekuppelt, sie fahren dann als Zwei-Wagen-Zug der Linie 2 nach Alte Heide weiter. Bei frostigem Wetter und bei größeren Messen wird auf den Y-Verkehr manchmal verzichtet, dann fahren die Linien 2 und 8 eigenständig. Für die Linien 2 und 8 gibt es dann verschiedene Ersatzszenarien.
Am Hauptbahnhof und am Aegidientorplatz sind jeweils drei Linien-Paare in beide Richtungen miteinander verzahnt. Das bedeutet, dass jeweils zwei Linien immer die gleichen Abfahrtszeiten haben, sodass hier immer die gleichen wartezeitfreien Anschlüsse geboten werden. Die Züge warten auf die Umsteiger aus dem jeweils anderen Zug, in der Regel auch bei leicht verspäteten Zügen. Am Hauptbahnhof ist die Linie 1 mit der Linie 7 verzahnt, die Linie 2 mit der Linie 3 und die Linie 8 mit der Linie 13. Am Aegidientorplatz ist die Linie 1 mit der Linie 4 verzahnt, die Linie 2 mit der Linie 5 und die Linie 8 mit der Linie 6. Die Linien 9 und 11 sind nicht verzahnt, und wenn die Linien 2 und 8 im Y-Verkehr fahren, dann entfällt die Verzahnung für die Linien 6 und 13.
In der Schwachverkehrszeit und im Nachtsternverkehr treffen planmäßig fast zeitgleich bis zu zehn Stadtbahnen am Kröpcke ein und halten mehrere Minuten, um den Fahrgästen einen bequemen Umstieg und zuverlässigen Anschluss zu ermöglichen. Dabei stehen an manchen Bahnsteigen zwei Züge hintereinander bereit.
In der Schwachverkehrszeit verkehren alle Linien der A-, B- und C-Strecke im 30-Min-Takt. Am Kröpcke fahren die Linien 2/8, 3, 5, 6 und 13 jeweils zur Minute '00 und '30 und die Linien 1, 4, 7, 9 und 11 jeweils zur Minute '15 und '45 ab. Die Linie 10 verkehrt im 15-Min-Takt an der Oberfläche, die Linie 17 verkehrt zu dieser Zeit nicht.
Im Nachtsternverkehr gibt es auf einigen Linien geänderte Fahrwege, so fährt die Linie 3 abweichend von ihrem normalen Weg über Schwarzer Bär und anstelle der Linie 10 fährt die Linie 12. Der Abschnitt Laatzen/Eichstraße – Rethen/Pattenser Straße der Linie 2 wird im Nachtsternverkehr nicht bedient, die Linie 2 von Alte Heide ist dann mit der Linie 8 nach Messe/Nord durchgebunden. Alle Linien fahren im 60-Min-Takt. Die Linien 1, 4, 7 und 9 fahren am Kröpcke jeweils um „viertel vor“ und die Linien 2/8, 3, 5, 6, 12 und 13 um „viertel nach“ ab. Die Linien 11 und 17 fahren im Nachtsternverkehr nicht.
Die Stadtbahnlinien sind mit den Stadtbuslinien der ÜSTRA verknüpft. Vor allem an den Endpunkten kommen die Überlandlinien der Regiobus Hannover hinzu (siehe Nahverkehr in Hannover). An den stadtauswärts gelegenen Haltestellen der Stadtbahn, insbesondere an den Endhaltestellen, bietet die ÜSTRA über ihr rechnergestütztes Betriebsleitsystem BON gesicherte bahnsteiggleiche Anschlussbeziehungen zwischen Stadtbahn und Bus.

### Betriebs- und Verkehrsleistung
Die Betriebsleistung (in Fahrzeugkilometern) ergibt sich als Produkt des Fahrtenaufkommens (in Anzahl Linienfahrten) und der durchschnittlichen Linienlänge (in Kilometern). Die Verkehrsleistung (in Personenkilometern) wird als Produkt des Fahrgastaufkommens (in Anzahl Linienbeförderungsfällen) und der mittleren Linienreiseweite (in Kilometern) angesetzt. Es wird ein durchschnittlicher Normalwerktag (Montag bis Freitag) in der Schulzeit zu Grunde gelegt.
Die nachfolgende Tabelle enthält die in den Nahverkehrsplänen dargestellten Entwicklungen seit 2003:
| Jahr | Linien- fahrten | Mittlere Linienlänge | Betriebsleistung | Linien- beförderungsfälle | Mittlere Linienreiseweite | Verkehrsleistung |
| ---- | --------------- | -------------------- | ---------------- | ------------------------- | ------------------------- | ---------------- |
| 2003 |                 |                      | 38,0 Tsd. Fz-km  | 521.200                   |                           |                  |
| 2004 |                 |                      | 37,3 Tsd. Fz-km  | 535.000                   |                           |                  |
| 2006 | 2.806           | 12,9 km              | 36,1 Tsd. Fz-km  | 543.300                   | 3,6 km                    | 1,96 Mio. Pkm    |
| 2007 |                 |                      | 36,6 Tsd. Fz-km  | 551.600                   |                           |                  |
| 2011 | 2.854           | 13,4 km              | 38,1 Tsd. Fz-km  | 551.400                   | 3,8 km                    | 2,10 Mio. Pkm    |
| 2017 | 3.010           | 13,0 km              | 39,2 Tsd. Fz-km  | 629.500                   | 3,8 km                    | 2,40 Mio. Pkm    |

Der Rückgang der Betriebsleistung bis 2006 resultiert aus der Einführung des 10-Minuten-Taktes bei der Stadtbahn in der morgendlichen Hauptverkehrszeit zwischen 6 Uhr und 8 Uhr zum Jahresfahrplan 2005. Durch die Verlängerungen der A-Nord-Strecken ist die Betriebsleistung seit 2006 gestiegen.

### Fahrzeugeinsatz
Da alle Linien auf den Strecken A, B und C grundsätzlich im gleichen Takt fahren, wird die unterschiedliche Auslastung auf den einzelnen Linien vor allem durch die Bildung verschieden langer Züge berücksichtigt. In der Regel kommen Zwei- oder Drei-Wagen-Züge zum Einsatz. Die Linien 1, 4, 6, 7 und 9 werden tagsüber mit Drei-Wagen-Zügen betrieben, die Linie 5 fährt lediglich morgens auf bestimmten Fahrten mit drei Wagen. Auf der Linie 1 wird bei Einsatz von Drei-Wagen-Zügen der letzte Wagen in Laatzen abgekuppelt, da die meisten Bahnsteige entlang der Strecke nach Sarstedt für Drei-Wagen-Züge zu kurz sind und Drei-Wagen-Züge hier auch nicht nötig wären. Richtung Langenhagen werden die Züge in Laatzen wieder auf Drei-Wagen-Züge verstärkt.
Die Linien 10 und 12 werden immer mit Zwei-Wagen-Zügen und die Linie 17 meistens nur mit Einzelwagen betrieben.
Bei großen Messen wie der Hannover Messe und früher der Cebit wird der zusätzliche Fahrzeugbedarf für den Messeverkehr teilweise durch Kürzungen bei anderen Linien gedeckt. In der Regel entfallen dann die zweiten Wagen auf der Linie 11. Der Y-Verkehr auf den Stadtbahnlinien 2 und 8 wird zu den Messezeiten aufgehoben. Beide Linien werden dann eigenständig betrieben. Vor Lieferung der TW 3000 waren auch stärkere Kürzungen nötig.
| Linie | Linienführung                                                    | planmäßiger Fahrzeugeinsatz in der HVZ | Takt in der HVZ                                                                                                   | Kurse in der HVZ |
| ----- | ---------------------------------------------------------------- | --- | --- | --- |
| 1     | Langenhagen – Laatzen (– Sarstedt)                               | TW 2000/2500 Drei-Wagen-Züge, (Laatzen bis Sarstedt Zwei-Wagen-Züge) zwei Verstärkerfahrten mit TW 6000 Zwei-Wagen-Zügen                                                    | 10 min (Laatzen–Sarstedt 20 min)                                                                                  | 14, zuzüglich 1 Verstärkerzug morgens und mittags                                                                                      |
| 2     | Alte Heide – Peiner Straße (– Laatzen/Ginsterweg (– Gleidingen)) | TW 3000 Zwei-Wagen-Züge TW 6000 Zwei-Wagen-Züge TW 2000/2500 Zwei-Wagen-Züge Im Y-Verkehr: 8 Kurse TW 3000 Zwei-Wagen-Züge bzw. Einzelwagen Bothmerstraße–Gleidingen        | 10 min (Peiner Straße – Laatzen/Ginsterweg morgens 10 min, sonst 20 min) (Laatzen/Ginsterweg – Gleidingen 20 min) | 10, wenn jede zweite Fahrt Peiner Straße endet. 11, wenn jede zweite Fahrt Laatzen/Ginsterweg endet; zuzüglich 1 Verstärkerzug morgens |
| 3     | Altwarmbüchen – Wettbergen                                       | TW 6000 Zwei-Wagen-Züge TW 3000 Zwei-Wagen-Züge | 10 min | 11 |
| 4     | Garbsen – Roderbruch                                             | TW 3000 Drei-Wagen-Züge | 10 min | 11 |
| 5     | Stöcken – Anderten                                               | TW 3000 Zwei-Wagen-Züge (morgens auch einige Drei-Wagen-Züge) | 10 min | 10 |
| 6     | Nordhafen – Messe/Ost (EXPO-Plaza)                               | TW 2000/2500 Drei-Wagen-Züge | 10 min | 10 |
| 7     | Misburg – Wettbergen                                             | TW 3000 Drei-Wagen-Züge | 10 min | 10 |
| 8     | (Dragonerstraße –) Hauptbahnhof – Messe/Nord                     | TW 6000 Zwei-Wagen-Züge TW 3000 Zwei-Wagen-Züge Im Y-Verkehr: TW 3000 Einzelwagen Im Messeverkehr: TW 3000 Drei- und Vier-Wagen-Züge TW 2000/2500 Drei- und Vier-Wagen-Züge | 10 min | 7 6, wenn Fahrten am Hauptbahnhof enden.                                                                                               |
| 9     | Hauptbahnhof – Empelde                                           | TW 2000/2500 Drei-Wagen-Züge | 10 min | 7 |
| 10    | Ahlem – Hauptbahnhof/ZOB                                         | TW 2000/2500 Zwei-Wagen-Züge | 7½ min | 8 |
| 11    | Haltenhoffstraße – Zoo                                           | TW 3000 Zwei-Wagen-Züge TW 6000 Zwei-Wagen-Züge | 10 min | 6 |
| 12    | Ahlem – Hauptbahnhof                                             | TW 2000/2500 Zwei-Wagen-Züge | 60 min | 1 (in Linie 10 enthalten) |
| 13    | Hemmingen – Fasanenkrug                                          | TW 6000 Zwei-Wagen-Züge TW 2000/2500 Zwei-Wagen-Züge | 10 min | 10 |
| 17    | Hauptbahnhof/ZOB – Wallensteinstraße                             | TW 3000 Einzelwagen | 20 min | 3 |

Die zuerst aufgeführten Wagentypen werden auf den jeweiligen Linien am häufigsten eingesetzt. Früh morgens, abends, nachts und am Wochenende werden teilweise auch kürzere Züge eingesetzt.

## Fahrzeuge
Während am Anfang der Stadtbahnentwicklung Unsicherheiten über die einzusetzenden Fahrzeuge herrschten, konnten ab 1970 zunächst zwei Prototypen, ab 1974 dann nach Erfahrungen mit elektronischer Fahrstromrückspeisung Serienfahrzeuge TW 6000 in Betrieb genommen werden. Heute stellen die Nachfolgetypen TW 2000 und TW 3000 den größten Teil des Fuhrparks.

### Umbaufahrzeuge

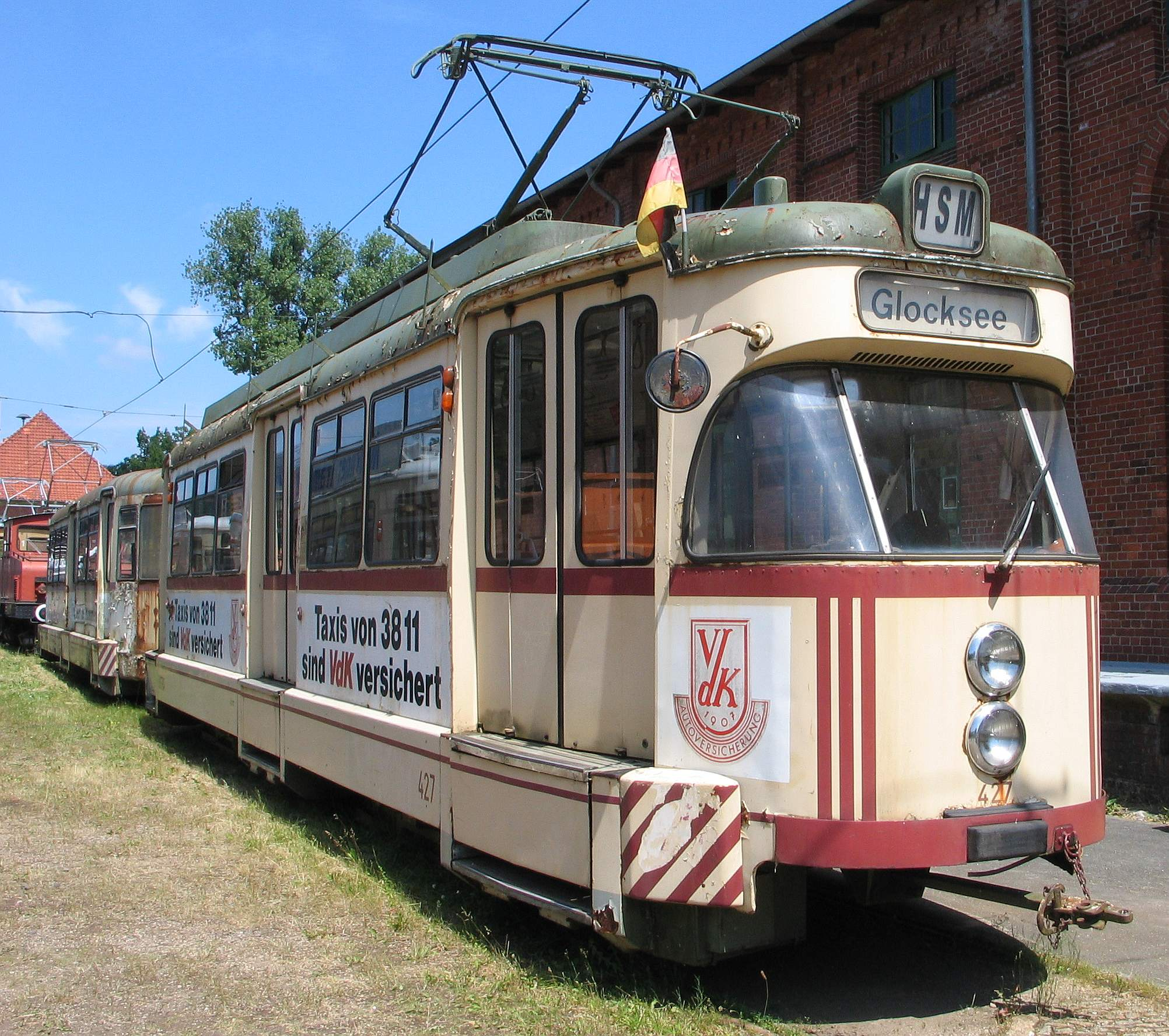
Tunnelgängig umgebauter Breitraumwagen 427 mit Klapptrittstufen

Während der Bauphase des A-Tunnels war noch nicht sicher, ob zum Start in ausreichender Zahl neue Stadtbahn-Fahrzeuge zur Verfügung stehen würden. Deshalb wurden zwischen 1969 und 1974 zehn Triebwagen und 25 Beiwagen der „Breitraumwagen“ (TW 400) tunneltauglich umgerüstet. Diese Umbauten umfassten insbesondere den Einbau von Klapptrittstufen, die Anordnung der Türen von den abgeschrägten Wagenenden weg in den geraden Bereich des Wagenkastens und Erhöhung der Türen sowie den Anbau von Seitenwülsten („Blumenbretter“), um den Spalt zwischen den 2,35 m breiten Wagen und den für 2,5 m breite Fahrzeuge bemessenen Bahnsteigen zu verkleinern. Nicht umgebaute Triebwagen, die mit umgebauten Beiwagen fuhren, bekamen Seitenwülste angebaut, da ein Beiwagen nicht breiter sein durfte als der vorausfahrende Triebwagen.
Die umgebauten Triebwagen wurden nie planmäßig im Tunnel eingesetzt, da zum Start des Stadtbahnbetriebs genügend TW 6000 zur Verfügung standen. Sie fuhren noch bis 1990 im Straßenbahnnetz und wurden danach verschrottet. Ein Zug ist im Hannoverschen Straßenbahn-Museum in Wehmingen erhalten. Da die Straßenbahnen Ein-Richtungs-Fahrzeuge waren, wurden die Stationen des A-Tunnels mit Seitenbahnsteigen ausgestattet.

### Prototypen

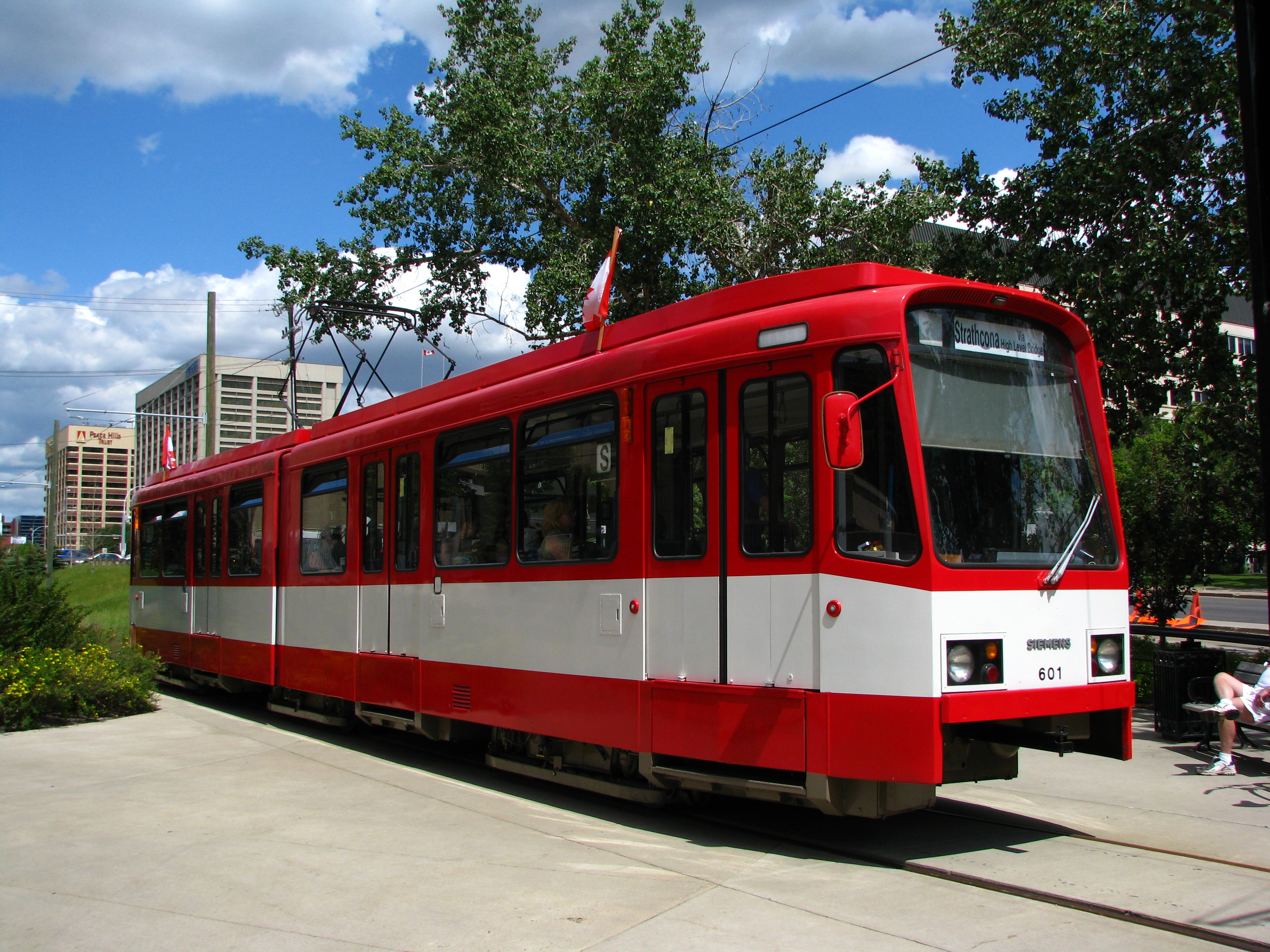
Prototyp 601 in Edmonton

Mit der Umgestaltung des Straßenbahnnetzes zum Stadtbahnnetz sollte ein neues Fahrzeug entwickelt werden, da die bisher eingesetzten Wagen nicht den Anforderungen eines Stadtbahnbetriebes entsprachen. Das Fahrzeug sollte einen Zwei-Richtungs-Betrieb ermöglichen, Hoch- und Tiefbahnsteige bedienen können und mehr Komfort für die Fahrgäste bieten.
Zu Erprobungszwecken beschaffte die Üstra 1970 zwei sechsachsige Prototypen von LHB (600) und Düwag (601). Diese rot/weiß lackierten Fahrzeuge waren 2,5 Meter breit und 19,5 Meter lang. Die Wagen wurden bis 1975 erprobt und nach Indienststellung der ersten TW 6000 abgestellt. Triebwagen 600 wurde 1978 an den Hersteller zurückgegeben und später verschrottet. Triebwagen 601 wurde 1975 nach Vancouver in Kanada überführt und blieb dort 13 Jahre lang abgestellt. 1988 wurde er nach Edmonton veräußert, wo er ab 2005 bei der Museumsstraßenbahn (Edmonton Radial Railway Society) auf deren High Level Bridge line eingesetzt wurde.
Der „Förderverein Straßenbahn Hannover“ initiierte die Rückholung des 601 nach Hannover. Im September 2016 begann der Transport über Baltimore und Bremerhaven nach Hannover. In der Nacht zum 18. Oktober traf der Triebwagen auf dem Betriebshof Döhren ein.

### TW 6000

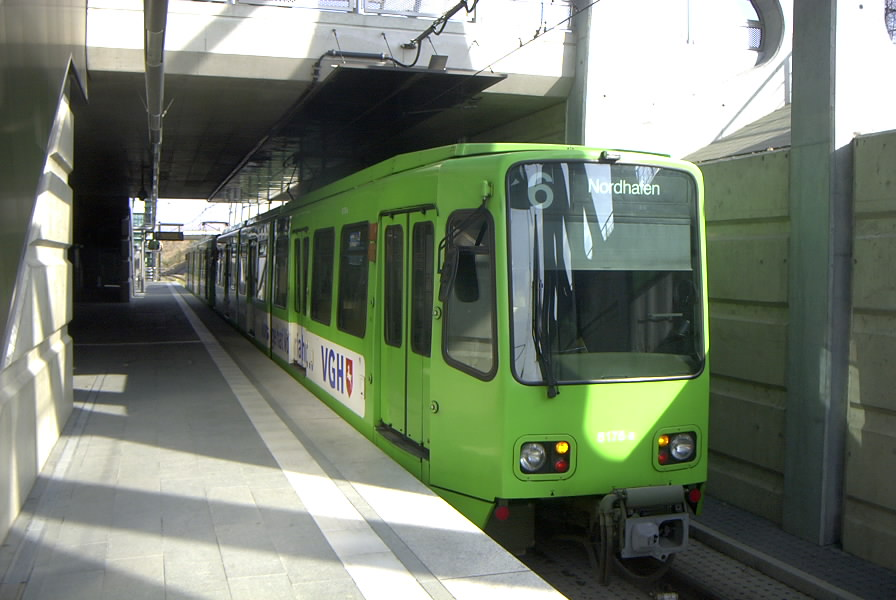
TW 6000 auf der Linie 6 im Endpunkt Messe/Ost (Expo-Plaza)

Die mit den beiden Prototypen gewonnenen Erfahrungen flossen in die Konstruktion des TW 6000 ein. Dieser achtachsige Stadtbahnwagen ist mit 2,4 Metern schmaler und mit 28,2 Metern länger als die Prototypen. Von 1974 bis 1993 wurden 260 lindgrün lackierte Stadtbahnen angeschafft, wobei die einzelnen Lieferserien immer wieder dem Stand der Technik angepasst wurden.
Alle Wagen sind Zwei-Richtungs-Fahrzeuge (Türen an beiden Seiten, Führerstände an beiden Enden) und untereinander bis zu Vier-Wagen-Zügen kuppelbar. Im Betrieb üblich sind lediglich Zwei-Wagen-Züge sowie zu Tagesrandzeiten und auf weniger frequentierten Linien Einzelfahrzeuge. Drei Wagen überschreiten die nach der BOStrab zulässige Länge für im Straßenverkehr verkehrende Straßenbahnen von 75 Metern um fast 10 Meter. Daher werden solche Züge nur mit Ausnahmegenehmigung bei Großveranstaltungen auf dem Messegelände (Linie 8 und Verstärkungszüge) und an der Expo-Plaza (z. B. in der ZAG-Arena) eingesetzt (Linie 6 und Verstärkungszüge).
Zwischen der Einstellung der letzten mit Düwag-Gelenkwagen betriebenen Straßenbahnlinie im September 1996 und dem ersten Einsatz eines TW 2000 im September 1997 waren die TW 6000 die einzigen Fahrzeuge im Linienbetrieb. Bis zum Ende der Expo 2000 im Oktober 2000 blieben alle Fahrzeuge im Einsatz. Seitdem wurden viele ältere Fahrzeuge verkauft oder ausgemustert. Im März 2018 waren noch 108, im November 2018 noch 87 Fahrzeuge und im Juli 2019 noch 77 Fahrzeuge im Einsatz. Der Betriebshof Leinhausen setzte seit dem 25. Juni 2019 vorübergehend keine Tw 6000 mehr im Linienbetrieb ein.

### TW 2000 / 2500

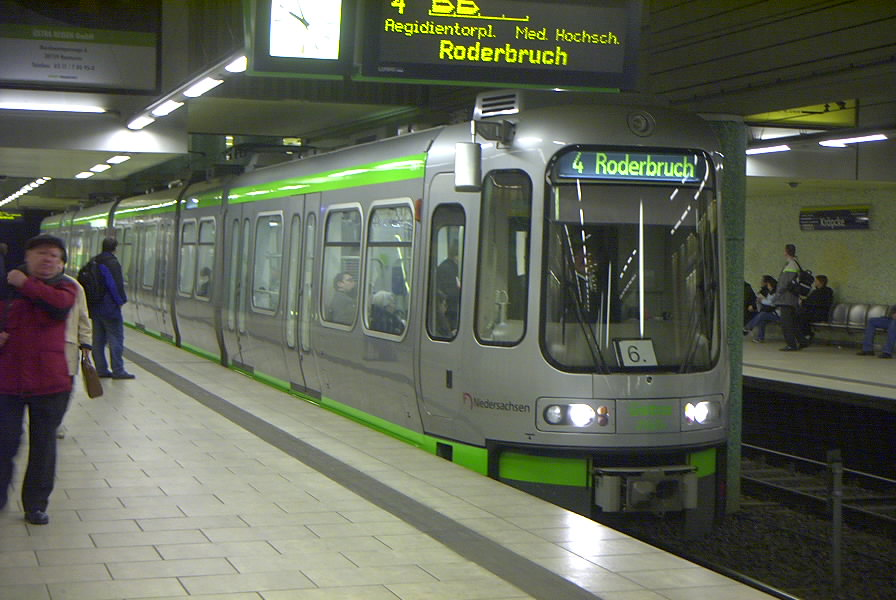
TW 2500 auf der Linie 4 in der U-Bahn-Station Kröpcke

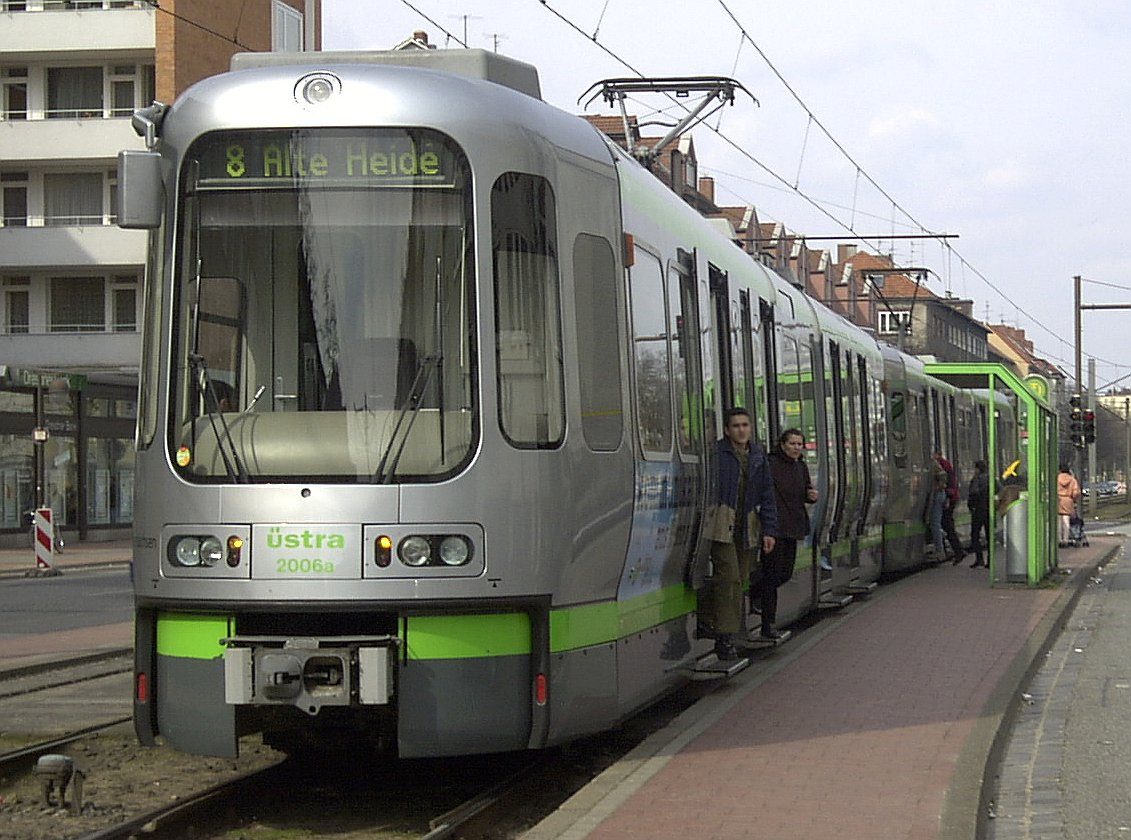
TW 2000 mit ausgefahrenen Klapptrittstufen

Ab 1997 wurde der neue Fahrzeugtyp der zweiten Generation TW 2000 in Dienst gestellt. Bis zur Expo 2000 wurden 144 Wagen beschafft, von denen 108 im Rahmen eines Cross-Border-Leasing-Geschäftes finanziert wurden.
Es gibt zwei verschiedene Versionen: 48 Fahrzeuge sind wie die TW 6000 vollständig zwei-richtungs-fähig und haben die Fahrzeugnummern 2001 bis 2048. Die anderen 96 Wagen (Baureihe TW 2500) sind sogenannte Anderthalb-Richtungs-Fahrzeuge mit nur einem vollwertigen Führerstand und werden ausschließlich paarweise fest gekuppelt eingesetzt, mit einem frei begehbaren Übergang für die Fahrgäste. Sie haben die Fahrzeugnummern 2501 bis 2596.
Auffälligster Unterschied zum TW 6000 ist die silbergraue Lackierung, die den Bahnen den Spitznamen „Silberpfeil“ eingebracht hat. Der Wagenkasten ist mit 2,65 Meter deutlich breiter als beim TW 6000, was für den Einsatz einen größeren Gleisabstand voraussetzt. Der TW-2000-Wagenkasten ist bombiert, er verjüngt sich in Höhe des Bahnsteiges auf 2,45 Meter, da die Bahnsteige auf eine Wagenbreite von lediglich 2,5 Meter ausgelegt sind. Der Bahnsteigspalt ist beim TW 2000 regulär 7,5 cm breit. Die TW 2000 und TW 6000 sind nur mechanisch untereinander kuppelbar, nicht elektrisch, sodass nur gegenseitiges Abschleppen und Abschieben möglich ist.
Die Fahrzeuge der Baureihe TW 2500 sind 24,7 Meter lang, die der Baureihe TW 2000 haben eine Länge von 25,8 Metern. Daher können drei gekuppelte Fahrzeuge im Linienbetrieb nur dann ohne Sondergenehmigung eingesetzt werden, wenn der Zug aus zwei TW 2500 und einem TW 2000 besteht, da nach BOStrab Züge im Straßenverkehr 75 m nicht überschreiten dürfen. Auf den Linien 1, 4, 5, 6, 7 und 9 werden im Berufsverkehr und teilweise im Tagverkehr Drei-Wagen-Züge eingesetzt. Bei Großveranstaltungen sind mit Ausnahmegenehmigung auch 100 Meter lange Vier-Wagen-Züge auf der Linie 8 im Einsatz.
Nach einem Unfall in der Wendeschleife Messe/Ost wurde 2013 der Triebwagen 2007 verschrottet, sodass noch 143 Fahrzeuge vorhanden sind.

### TW 3000

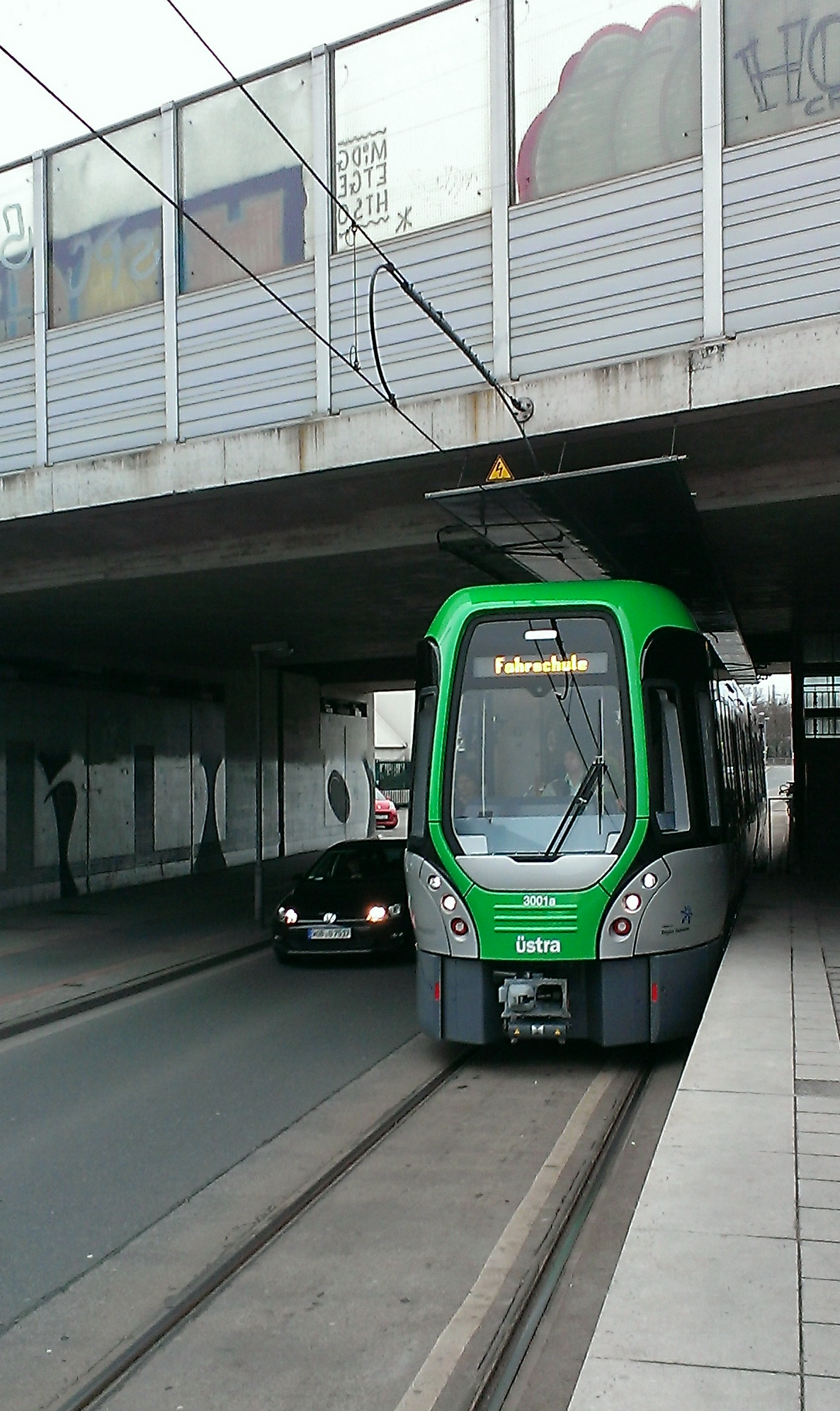
„Fahrschule“ mit der Stadtbahn-Baureihe TW 3000 an der Haltestelle Bahnhof Linden Fischerhof in Hannover

2015 bis 2020 wurden der größte Teil der verbliebenen TW 6000 nach über 30 Jahren Nutzungsdauer nach und nach durch neue Stadtbahn-Fahrzeuge der dritten Generation (TW 3000) abgelöst. In den Abmessungen entsprechen sie in etwa den TW 2000, sind also 2,65 m breit und etwa 25 m lang. Wesentlicher Unterschied ist der Verzicht auf Klapptrittstufen, da mittlerweile genügend Strecken vollständig mit Hochbahnsteigen ausgestattet sind. Außerdem sind die neuen Stadtbahnwagen, die einen um etwa 15 Prozent niedrigeren Energiebedarf haben, mit (im Vergleich zu denen der älteren Fahrzeugbaureihen) ergonomischeren Fahrersitzen ausgerüstet.
Ein bis zum Jahr 2023 gestrecktes Beschaffungsprogramm für 146 Fahrzeuge sollte eine Netzanpassung und Außerbetriebnahme der TW 6000 schrittweise ermöglichen sowie den Finanzbedarf auf einen längeren Zeitraum verteilen. 2013 begann die Auslieferung der ersten Lieferserie von 50 Fahrzeugen. An den Kosten von insgesamt 120 Millionen Euro beteiligt sich die Landesnahverkehrsgesellschaft zur Hälfte. Die Endmontage der Züge erfolgt in Leipzig beim Konsortialpartner HeiterBlick. Ende 2013 gab die ÜSTRA die Bestellung der zweiten Serie von 50 Wagen bekannt, deren Montage direkt im Anschluss an die erste Serie begann und 2018 abgeschlossen war. Am 1. Juni 2017 löste die Üstra die zweite Option auf ein drittes Lieferlos über 46 TW 3000 ein.
Die Beschaffung der neuen Fahrzeuge ist beschleunigt worden, bis Ende 2019 sollten alle ursprünglich vorgesehenen 146 Wagen dieser Serie ausgeliefert sein.
Im März 2018 gab die Üstra die Bestellung weiterer sieben TW 3000 bekannt. Der letzte Triebwagen, 3153, wurde im Juli 2020 übergeben.
Die Auslieferung der ersten Bahn erfolgte am 16. November 2013. Da fehlerhafte Schweißnähte gefunden wurden und die 20 zuerst gefertigten Fahrzeuge nicht vor einer aufwändigen Sanierung eingesetzt werden konnten, erfolgte der erste fahrplanmäßige Einsatz erst am 15. März 2015. Zunächst wurden die neuen Fahrzeuge auf der Linie 7 eingesetzt, in den folgenden Jahren auch auf den Linien 3 (seit Dezember 2015), 4 (seit Dezember 2016), 18 (seit März 2017), 5 (seit März 2018) sowie 2 und 8 (seit Dezember 2019), bei der Linie 2 allerdings nur auf Kursen bis Peiner Straße und Laatzen/Ginsterweg, da die Haltestellen Rethen, Rethen/Nord und Rethen/Steinfeld lediglich über Tiefbahnsteige verfügten. Dafür wurde in Laatzen ein neuer Gleiswechsel eingebaut, um das Wenden der Züge zu ermöglichen. Im August 2019 gab es vorübergehend Einsätze auf der Linie 17, als die Haltestelle Humboldtstraße baustellenbedingt nicht bedient wurde. Seit Mai 2020 wurde die Tiefbahnsteig-Haltestelle Humboldtstraße endgültig außer Betrieb gesetzt, seitdem gibt es regelmäßig Einsätze auf der Linie 17. Seit dem Fahrplanwechsel im Dezember 2020 gibt es Einsätze auf der Linie 11. Seit August 2024 können alle Fahrten der Linie 2 und der Y-Verkehr der Linien 2 und 8 mit TW 3000 gefahren werden.
Die Ersteinsätze erfolgten häufig im Zusammenhang mit der Fertigstellung der jeweils letzten Hochbahnsteige.

### TW 4000
Für Mitte der 2020er Jahre ist eine nächste Fahrzeuggeneration angekündigt, die die übrig gebliebenen TW 6000 und alle TW 2000 ablösen, den Fuhrpark erweitern und TW 4000 heißen soll. Von 2026 bis 2035 sollen bis zu 275 Wagen beschafft werden. Die Fahrzeuge sollen 25 m lang sein und über bessere Sitze verfügen als der TW 3000. Die Fahrzeuge sollen wie der TW 3000 keine Klappstufen haben, was bereits Einfluss nimmt auf die Priorisierung der barrierefrei auszubauenden Haltestellen. Im September 2022 gab die Üstra bekannt, dass die Fahrzeuge von der baskischen Firma Construcciones y Auxiliar de Ferrocarriles (CAF) gebaut werden.

### Übersicht der Neubaufahrzeuge
| Serie               | Prototypen             | 6000        | 2000                              | 2500                              | 3000                              | 4000       |
| ------------------- | ---------------------- | ----------- | --------------------------------- | --------------------------------- | --------------------------------- | ---------- |
| Hersteller          | LHB (600) DUEWAG (601) | DUEWAG, LHB | Alstom LHB                        | Alstom LHB                        | Alstom Transport                  | CAF        |
| Baujahre            | 1970                   | 1974–1993   | 1997–2000                         | 1997–2000                         | 2013–2020                         | ab 2026    |
| Ausmusterung        | 1975                   |             |                                   |                                   |                                   |            |
| Anzahl              | 2                      | 260         | 48                                | 96                                | 153                               | 42         |
| Fahrzeugnummern     | 600–601                | 6001–6260   | 2001–2048                         | 2501–2596                         | 3001–3153                         | 4001ff     |
| Länge über Kupplung | 20,78 m                | 28,28 m     | 25,82 m                           | 24,795 m                          | 25,16 m                           | ca. 25 m   |
| Breite              | 2,5 m                  | 2,4 m       | 2,65 m (2,45 m auf Bahnsteighöhe) | 2,65 m (2,45 m auf Bahnsteighöhe) | 2,65 m (2,50 m auf Bahnsteighöhe) |            |
| Leermasse           | 27,71 t                | 38,8 t      | 40,95 t                           | 39,7 t                            | 39,8 t                            |            |
| Leistung            | 2 × 150 kW             | 2 × 217 kW  | 4 × 100 kW                        | 4 × 100 kW                        | 4 × 125 kW                        |            |
| Klapptrittstufen    | ja                     | ja          | ja                                | ja                                | nein                              | nein       |
| Achsformel          | B’2’B’                 | B’2’2’B’    | Bo’+2+Bo’                         | Bo’+2+Bo’                         | Bo’2’+Bo’                         | (Bo’2’)Bo’ |

### Arbeitsfahrzeuge

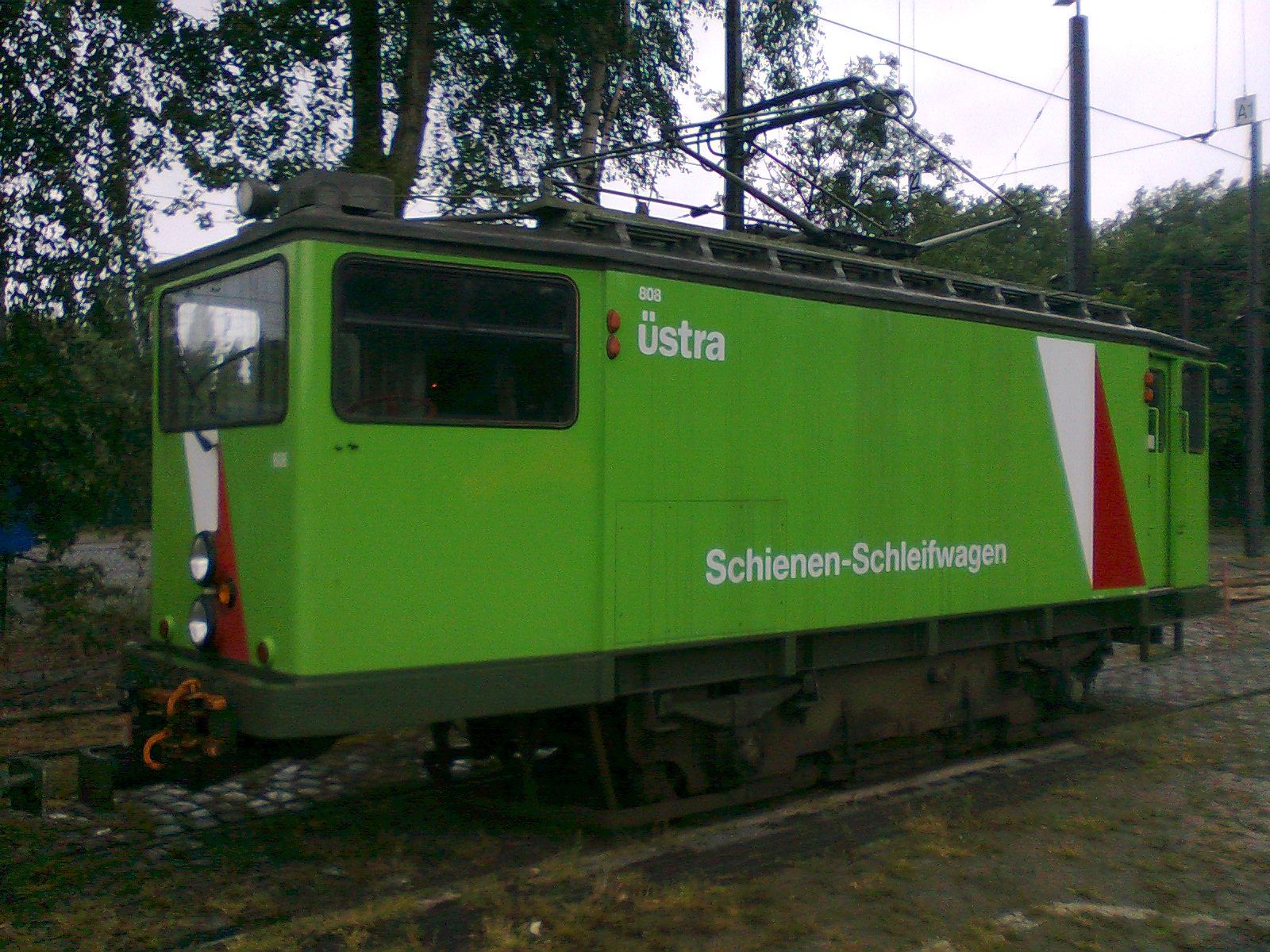
Schienenschleifwagen 808

1985 wurde von LHB ein sechsachsiger Schienenschleifwagen für die ÜSTRA gebaut (841), der bis heute im Einsatz ist. Fahrgestelle, Motorisierung und Aufbau entsprechen den TW 6000. Er ist mit vier Wassertanks à 12.000 Liter ausgestattet und kann Schleiffahrten mit maximal 35 km/h durchführen.
Ein weiterer Schleifwagen ist der ehemalige Hawa-Stückguttriebwagen 808 aus dem Jahr 1928. Dieser Arbeitstriebwagen war im Sommer 2010 eine Zeit lang an die neue Stadtbahn Bergen verliehen worden, da deren gebraucht von der Straßenbahn Leipzig erworbener Schleifwagen (ein baugleiches Modell wie der hannoversche 841) noch nicht einsatzbereit war. Darüber hinaus sind noch weitere ältere zweiachsige Wagen als Arbeitswagen im Einsatz, u. a. als Schneepflug und als sogenannte „Salzwagen“. Mit letzteren wird bei Schneeglätte Streugut zu den Bahnsteigen transportiert.
Die ÜSTRA verfügt darüber hinaus über mehrere Zwei-Wege-Fahrzeuge zur Wartung der Oberleitungen, als Schienensauger u. a.

### Historische Fahrzeuge

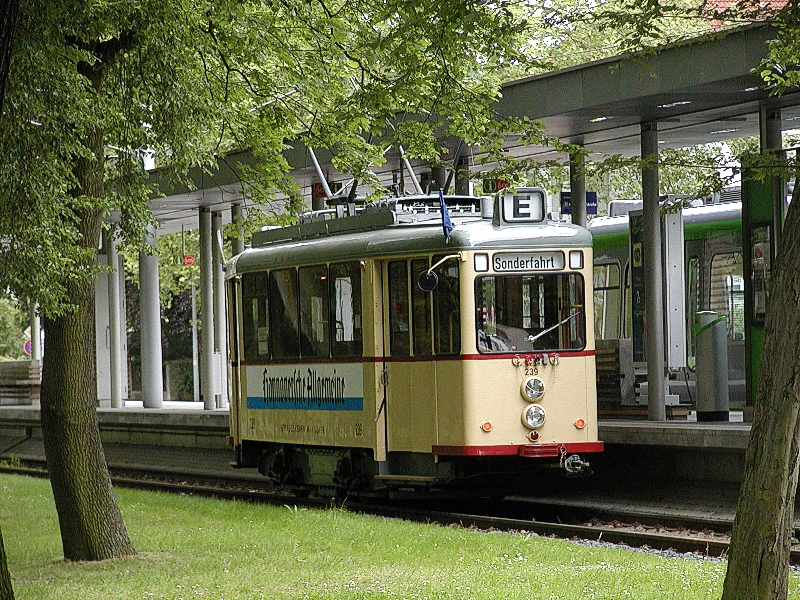
Historische Wagen Aufbauwagen

Auf dem Betriebshof Döhren sind mehrere historische Fahrzeuge untergebracht, deren Pflege von einem Förderverein übernommen wird. Das älteste erhaltene Fahrzeug ist ein Pferdebahnwagen (Nr. 84). Der Triebwagen 168 ist ein 1893 gebauter Triebwagen mit offenen Plattformen. Mittels einer Akkustromversorgung ist er noch selbst fahrbereit, er ist damit der älteste fahrbereite Straßenbahntriebwagen in Deutschland. Ein vierachsiger Überlandtriebwagen für die Strecke nach Hildesheim (710) aus dem Jahr 1927 wird ohne Motor erhalten. Der Holzwagen (129) aus dem Jahr 1925/1927 hat noch ein Aufbaugerüst aus Holz. Der Stahlwagenzug der Hannoverschen Waggonfabrik (Triebwagen 178 sowie Beiwagen 1034 und 1039) wurde in den Jahren 1928–1930 gebaut. Der aus einem Güterstraßenbahn-Triebwagen entstandene Triebwagen 804 wird als historischer Arbeitswagen erhalten. Der Aufbauwagen 239 wurde 1950 aus einem kriegsbeschädigten Vorkriegstriebwagen hergestellt. Das alte Fahrgestell wurde wiederverwendet und mit einem neuen Aufbau versehen.
Von den ab 1951 angeschafften vier- und sechsachsigen Düwag-Straßenbahnwagen wurde je ein Großraum- (Triebwagen 336 und Beiwagen 1304), Breitraum- (Triebwagen 478 und Beiwagen 1464) und Gelenkzug (Triebwagen 522 und Beiwagen 1513) behalten. Der Breitraum- und der Gelenkwagenzug wurden bereits in historischer Lackierung restauriert. 2012 wurde die Restaurierung des Triebwagens 336 abgeschlossen. Da es sich bei den hannoverschen Düwag-Straßenbahnwagen um Ein-Richtungs-Fahrzeuge handelt, sind diese Wagen nur auf den Strecken einsetzbar, an deren Ende eine Wendeschleife besteht. Da im Zuge des Stadtbahnbaus zahlreiche Schleifen zurückgebaut wurden, gibt es derartige Wendemöglichkeiten 2014 nur noch auf den Betriebshöfen sowie in Empelde, Fasanenkrug, Laatzen, Sarstedt, Messe/Nord, Messe/Ost, Stöcken, am CongressCentrum und im Kreisel Goetheplatz.
Das jüngste historische Fahrzeug ist der erste Stadtbahnwagen 6001 von 1974. Er wird von der ÜSTRA noch als Fahrschulwagen eingesetzt.

## Ausbauplanungen

### Grundsätze
Es gibt umfangreiche Pläne für den weiteren Ausbau des Stadtbahnnetzes. Der für den öffentlichen Personennahverkehr zuständige Aufgabenträger ist die Region Hannover. Diese beschließt einen Nahverkehrsplan (NVP), der jeweils einen Zeitraum von fünf Jahren abdeckt. Der erste Nahverkehrsplan wurde 1998, der folgende 2003 beschlossen. In dem am 1. Juli 2008 von der Regionsversammlung beschlossenen Nahverkehrsplan 2008 (NVP 2008) wurden verschiedene Projekte zur Realisierung bis zum Jahr 2012 bestimmt, die weitestgehend bis zum Beschluss des erst 2015 folgenden Nahverkehrsplans abgeschlossen worden waren. Der Nahverkehrsplan 2015 sah weitere Ausbaumaßnahmen bis 2019 vor, die wieder nur zum Teil abgeschlossen worden sind. Der aktuelle NVP ist erst 2021 beschlossen und im April 2022 veröffentlicht worden.
Bei den darüber hinausgehenden Planungen handelt es sich um Vorsorgeplanungen, die lediglich die Trassenfreihaltungen für die jeweiligen Projekte definieren. Die Wirtschaftlichkeit der jeweiligen Maßnahme wird mittels einer standardisierten Bewertung festgestellt. In ihr werden nicht nur die betriebswirtschaftlichen Effekte der Maßnahme, sondern auch die volkswirtschaftlichen, gesellschaftlichen und umweltbezogenen Wirkungen in Form einer Nutzen-Kosten-Analyse dargestellt. Es werden nur solche Projekte realisiert, deren festgestellter Indikator größer als 1 ist, bei denen also der gesellschaftliche Nutzen größer ist als die Kosten der Maßnahme.

### Verlängerung Garbsen (C-West)

Geplante Erweiterung nach Garbsen

Vom Endpunkt Garbsen soll die C-West nach Garbsen-Mitte verlängert werden. Die 1,1 km lange Trasse würde unmittelbar hinter der jetzigen Endstation nach Norden abknicken. Es würden zwei neue Haltestellen geschaffen: Auf der Horst/Uranushof sowie der neue Endpunkt Garbsen zwischen Rathaus und Shopping-Plaza. Größtes und teuerstes Bauwerk wäre die Brücke über die Bundesautobahn 2. Die Kosten wurden auf 11 Millionen Euro (Stand: März 2007) geschätzt. Ein grundsätzlicher Beschluss über den Bau der Verlängerung sollte ursprünglich während der Laufzeit des NVP 2008 gefasst werden, wurde jedoch erst 2016 gefasst. Im günstigsten Fall wurde mit einem Baubeginn 2022 und mit der Eröffnung 2024 gerechnet. Diese Annahme war aber zu optimistisch, 2021 befand sich die Strecke in der Entwurfsplanung. Insbesondere die Autobahnquerung ist anspruchsvoll, da sie bei laufendem Verkehr errichtet werden muss. Dadurch steigen auch die Kosten, sodass es inzwischen Zweifel an der Wirtschaftlichkeit des Vorhabens gibt. Im Oktober 2024 wurde ein neuer Zeitplan vorgestellt: 2029 könnte mit dem Bau begonnen werden, 2033 wäre dann die Inbetriebnahme. Die Kosten liegen nach der Schätzung 2024 bei 96,3 Millionen Euro.

### Weitere Netzergänzungen
Im NVP 2021 sind diverse Verlängerungsoptionen beschrieben, für die das Ob und Wann einer Realisierung noch unklar ist. Die Trassen werden jedoch freigehalten. Zum Teil sollen in der Laufzeit des Planes Wirtschaftlichkeitsuntersuchungen über die Realisierbarkeit einzelner Maßnahmen durchgeführt werden.
- Die Zweigstrecke nach Hemmingen (A-Süd) soll weiter nach Arnum verlängert werden. Die Trasse soll am westlichen Rand der geschlossenen Bebauung Arnums entlanggeführt werden und abseits der Ortsmitte an der Bockstraße enden. Die in früheren Planungen enthaltene Weiterführung nach Pattensen wird nicht mehr verfolgt. Die hierfür vorgesehene Trasse wurde 2005 zur Bebauung freigegeben.
- Als Nordstadtspange werden im NVP 2021 Pläne bezeichnet, die beiden nordwestlichen Streckenäste der C-Strecke zwischen den Haltestellen Haltenhoffstraße (C-Nord) und Herrenhäuser Gärten (C-West) mit einer etwa 700 Meter langen Strecke zu verbinden. Diese Planung bezweckt nicht die Erschließung eines zusätzlichen Gebietes durch die Stadtbahn, sondern würde ausschließlich der Rationalisierung des Betriebs dienen. Weitere Haltestellen oder ein Verlegen der Haltestelle Appelstraße sind nicht geplant. Eine Umsetzung könnte wirtschaftlich sinnvoll sein, wenn entweder die C-West-Strecke einen weiteren Ast erhalten würde (z. B. Garbsen/Maschinenbaucampus, Berenbostel) oder auf der C-Ost-Strecke eine Linie entfallen würde (z. B. durch Anbindung der Zoostrecke an die D-Strecke). Zwar steht keine dieser Optionen in absehbarer Zeit zur Umsetzung an, der NVP empfiehlt jedoch die langfristige Freihaltung der Trasse durch die Bauleitplanung. In einer zeitweilig ebenfalls diskutierten Planungsvariante verläuft die Trasse über die Haltenhoffstraße zur gut zwei Kilometer entfernten Haltestelle Bahnhof Leinhausen. Größere unbewohnte Abschnitte bei gleichzeitig höherem Bauaufwand auf dieser Strecke sprechen gegen diese Variante.
- Auf der D-West war Anfang der 1990er Jahre bei der Planung der Strecke nach Ahlem eine Verlängerung um einige 100 Meter bis in Höhe des Englischen Friedhofs erwogen worden, jedoch wegen des fehlenden Verkehrswerts nicht umgesetzt worden. Ein Weiterbau würde nur bei einer Bebauungsverdichtung in diesem Bereich erfolgen.
- Ebenfalls an der D-West könnte mit einer kurzen Zweigstrecke ab Brunnenstraße Ahlem-Nord angebunden werden. Dadurch würde auch die geplante Wasserstadt Limmer auf dem ehemaligen Continental-Gelände einen Stadtbahnanschluss bekommen. Laut NVP 2015 fiel die Wirtschaftlichkeitsanalyse bisher negativ aus, dies könnte sich bei steigender Fahrgastzahl der Linie 10 aber ändern.
- Durch eine Verlängerung vom geplanten Endpunkt Expo-Park könnte man die D-Süd-Strecke im Bereich der Haltestelle Laatzen/Zentrum an den östlichen Ast der B-Süd-Strecke (Linie 1) anbinden. Die Laatzener und Sarstedter könnten dadurch eine direkte Verbindung zum Messegelände und zum Gewerbegebiet Expo-Park bekommen.
- Die Stadt Langenhagen strebt eine Verlängerung der B-Nord-Strecke um 1,3 Kilometer vom derzeitigen Endpunkt Langenhagen über die Theodor-Heuss-Straße bis zur Pferderennbahn Neue Bult an. Die 17,5 Mio. Euro teure Strecke würde zwei Stationen erhalten, eine an der Niederrader Allee und die Endstation an der Rennbahn.
- Vom Endpunkt Alte Heide (B-Nord) könnte die Strecke durch die östliche Kugelfangtrift verlängert werden. Dadurch würde in Bothfeld eine Verknüpfung mit der A-Nord-Strecke zum Fasanenkrug entstehen. Im Rahmen einer Wirtschaftlichkeitsuntersuchung soll die Realisierbarkeit dieser Maßnahme überprüft werden. Im Fall eines positiven Ergebnisses hält die Region eine flächenmäßige Trassensicherung für notwendig.[32]
- Zur Erschließung der östlichen Südstadt wurde 2009 eine Streckenführung vom Hauptbahnhof über Berliner Allee–Sallstraße–Stresemannallee–Bismarckstraße zum S-Bahnhof Bismarckstraße untersucht und als wirtschaftlich beurteilt. Neuerdings (2025) wird von der Region der Bau eines Tunnels von der Berliner Allee durch die Sallstraße zur Lindemannallee präferiert.[33]
- Des Weiteren ist eine Anbindung des Zoos vom Hauptbahnhof über Platz der Kaufleute–Neues Haus–Hindenburgstraße eine langfristige Option.

Anfang April 2019 gaben Land Niedersachsen und Landeshauptstadt Hannover bekannt, die Medizinische Hochschule Hannover am Stadtfelddamm neu errichten zu wollen, was zu Diskussionen über den Bau einer neuen Stadtbahnanbindung geführt hat.
Die Verlängerung der Strecke zum Fasanenkrug (A-Nord) durch Isernhagen-Süd entlang der Prüßentrift bis nach Isernhagen NB wird nicht mehr verfolgt.

### Stationen

#### Zusätzliche Stationen im Netz
Der Nahverkehrsplan 2021 sieht im bestehenden Netz an mehreren Stellen die Möglichkeit und den Bedarf, zusätzliche Haltestellen einzurichten. Am aufwändigsten wäre dies auf der B-Nord zwischen den Stationen Hauptbahnhof und Werderstraße, da es sich um eine U-Bahn-Station handeln würde. Diese würde etwa in Höhe des heutigen Notausgangs am Welfenplatz liegen.
Auf der B-Süd könnte zwischen den Stationen Altenbekener Damm und Döhrener Turm die Haltestelle Engesohde entstehen.

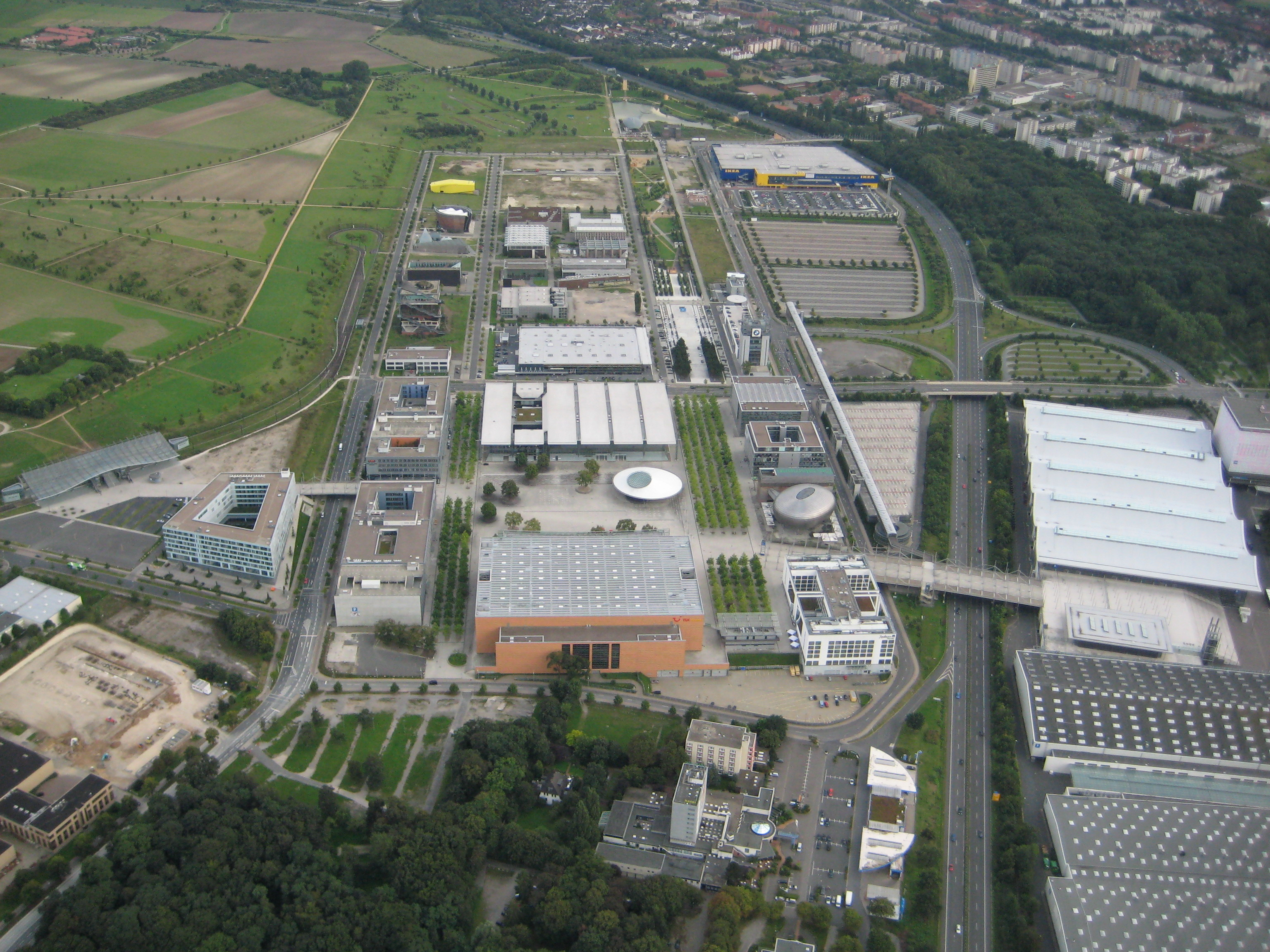
Heutige Endstation Messe/Ost (Expo-Plaza) mittig am linken Bildrand, geplante Endstation Expo-Park vor der Kehrschleife

Am südöstlichen Ende der D-Strecke liegt die Kehranlage etwa 600 Meter von der Endstation Messe/Ost (Expo-Plaza) entfernt. Vor der Einmündung in die Wendeschleife soll eine neue Haltestelle Expo-Park eingerichtet werden, um das heutige Gewerbegebiet Expo Park auf dem früheren Expo-Gelände einschließlich des dortigen IKEA-Möbelhauses besser an die Stadtbahn anzuschließen. Eine Realisierung soll Mitte der 2020er Jahre erfolgen. Frühere Planungen, nach denen die Strecke zunächst weiter nach Süden verlängert werden sollte, wurden aus Kostengründen verworfen.
Auf der 2014 eröffneten Strecke nach Misburg kann zwischen den Haltestellen Schierholzstraße und Kafkastraße eine zusätzliche Haltestelle Wilhelm-Tell-Straße eingerichtet werden. Die Möglichkeit des späteren Einbaus wurde beim Bau der Strecke berücksichtigt. Bislang ist die Haltestelle wegen der geringen Siedlungsdichte nicht notwendig.

#### Barrierefreier Ausbau
Gemäß § 8 Abs. 3 Satz 3 PBefG müssen die ÖPNV-Aufgabenträger in ihren Nahverkehrsplänen sicherstellen, dass der öffentliche Nahverkehr ab dem 1. Januar 2022 barrierefrei genutzt werden kann. Ausnahmen sind möglich und müssen begründet werden. Nach dem NVP 2021 ist vorgesehen, jedes Jahr drei bis fünf Stadtbahnhaltestellen mit Hochbahnsteigen auszustatten. Die Auswahl der auszubauenden Haltestellen erfolgt nach verschiedenen Kriterien, in Zukunft soll der barrierefreie Ausbau im Linienzusammenhang konzipiert werden.
Es gibt noch 23 im Linienverkehr bediente Stadtbahnhaltestellen mit Tiefbahnsteigen bzw. ohne Bahnsteige.  Außerdem gibt es weitere sieben Haltestellen ohne Hochbahnsteige, die im Linienverkehr nicht bedient werden. Noch nicht vollständig mit Hochbahnsteigen ausgestattet sind die Abschnitte Noltemeyerbrücke – Fasanenkrug (A-Nord), Schwarzer Bär – Am Lindener Hafen (A-West), Büttnerstraße – Langenhagen (B-Nord), Laatzen / Eichstraße – Rethen über Laatzen / Zentrum und Gleidingen – Sarstedt (B-Süd), An der Strangriede – Fenskestr. (C-Nord) und Glocksee – Brunnenstraße (D-West).
Bis zum Jahr 2034 sollen alle Bahnsteige barrierefrei sein, da dann die letzten Fahrzeuge mit Trittstufen ausgemustert werden sollen.
Die folgende Tabelle führt alle Stationen auf, für deren Aus- oder Neubau bereits ein Termin festgelegt wurde.
- PlFV = Planfeststellungsverfahren terminiert oder bereits abgeschlossen

| Station                   | Strecke | Linie(n) | Status      | Geplante Fertigstellung | Anmerkungen                                         |
| ------------------------- | ------- | -------- | ----------- | ----------------------- | --------------------------------------------------- |
| Am Küchengarten           | D-West  | 10 12    | geplant     | nach 2027               | [ 39 ] [ 40 ]                                       |
| Am Lindener Hafen         | A-West  | 9        | geplant     | 2028                    | [ 41 ]                                              |
| Bahnhof Nordstadt         | C-Nord  | 6        | geplant     | 2027                    | letzte Haltestelle der C-Strecke ohne Hochbahnsteig |
| Bernhard-Caspar-Straße    | A-West  | 9        | geplant     | 2028                    | [ 44 ]                                              |
| Fasanenkrug               | A-Nord  | 13       | im Bau      | 2026                    | [ 45 ] [ 46 ]                                       |
| Harenberger Straße        | D-West  | 10 12    | geplant     | nach 2027               | [ 42 ]                                              |
| Kabelkamp                 | B-Nord  | 1        | PlFV        | 2026                    | [ 47 ] [ 48 ] [ 49 ]                                |
| Laatzen / Park der Sinne  | B-Süd   | 1        | geplant     | bis 2027                | [ 42 ]                                              |
| Langenhagen / Angerstraße | B-Nord  | 1        | geplant     | 2028                    | [ 42 ] [ 50 ]                                       |
| Berliner Platz            | B-Nord  | 1        | geplant     | 2026                    | [ 42 ]                                              |
| Leinaustraße              | D-West  | 10 12    | geplant     | nach 2027               | [ 51 ] [ 39 ] [ 52 ]                                |
| Lindener Marktplatz       | A-West  | 9        | geplant     | nach 2026               | [ 42 ]                                              |
| Ludwig-Sievers-Ring       | A-Nord  | 13       | Vorarbeiten | 2026                    | Ersatz für die Haltestelle Bothfelder Kirchweg      |
| Nieschlagstraße           | A-West  | 9        | geplant     | nach 2026               | [ 42 ]                                              |
| Stadtfriedhof Bothfeld    | A-Nord  | 13       | im Bau      | 2025                    | [ 54 ] [ 55 ]                                       |
| Windausstraße             | B-Nord  | 1        | Vorarbeiten | 2026                    | [ 56 ] [ 57 ]                                       |

Die U-Bahn-Station Hauptbahnhof soll einen weiteren Aufzug erhalten. Bislang besteht nur ein Aufzug vom Bahnsteig der stadtauswärts fahrenden Züge (−2-Ebene) zur Straßenebene der Rundestraße (0-Ebene). Frühere Planungen sahen vor, den Aufzug vom Bahnsteig der stadteinwärts fahrenden Züge aus topographischen Gründen (Rundestraße über der Aufzugslage) nur bis zur Passerellen-Ebene (−1-Ebene) zu führen, während ein Zwillingsaufzug von der −1-Ebene zur Straßenebene führen und in der Gebäudeecke des Casinos platziert werden kann. Beide Fahrstühle reichen in die −3-Ebene, um bei einer möglichen Umsetzung des D-Tunnels als Umsteigemöglichkeit ohne große Umbauten schon zur Verfügung zu stehen. Die Region Hannover verwarf hingegen einen im Zuge von „Projekt 10/17“ geplanten Aufzug an der Osho-Disco, da für diese Anlage keine Fördergelder zu erwarten waren und zudem ein Aufzug in 30 Metern Entfernung schon vorhanden ist. Seit 2024 ist geplant, einen durchgehenden Aufzug zur Straßenebene am Standortvorschlag Z4 zu realisieren. Dieser würde eine baulich bereits vorhandene Treppenanlage im Rohbau der D-Tunnel-Station blockieren.
Die U-Bahn-Station Aegidientorplatz soll ebenfalls einen weiteren Aufzug bekommen, der wie der schon vorhandene alle Ebenen erreichen soll. Zudem sollen zwei zusätzliche feste Treppenanlagen eingebaut werden, um die Umsteigeverkehre zu entzerren.

#### Bahnsteigverlängerungen
Fast alle Hochbahnsteige, die bis 1995 gebaut worden sind, hatten nur eine Länge von ca. 60 Meter. Damit waren sie lang genug für Zwei-Wagen-Züge aus TW 6000, aber zu kurz für Drei-Wagen-Züge aus TW 2000, die ab 1997 angeschafft wurden. Für den Einsatz von Drei-Wagen-Zügen aus TW 2000 und/oder W 3000 auf den Linien 1, 3, 4, 5, 6, 7 und 9 wurden daher in den Folgejahren zahlreiche Bahnsteige der A-, B- und C-Strecke auf 70 Meter verlängert.
Auch für die Linie 2 soll die Möglichkeit zum Einsatz von Drei-Wagen-Zügen geschaffen werden. Dazu müssen die acht Haltestellen vom nördlichen Linienendpunkt Alte Heide bis Großer Kolonnenweg sowie die vier Haltestellen aquaLaatzium bis Ginsterweg in Laatzen von derzeit rund 60 auf 70 Meter verlängert werden. Die Realisierung soll in Paketen von drei bis vier Haltestellen pro Jahr erfolgen. Das erste Paket enthält die Haltestellen Großer Kolonnenweg, Vahrenheider Markt und Alte Heide, deren Verlängerung bis Ende 2025 erfolgen soll.

### Betriebsanlagen

#### Betriebshof Glocksee
Auf dem Betriebshof Glocksee soll ein neues Betriebsgebäude errichtet werden.

#### Neuer Betriebshof Lahe
In Lahe in direkter Nachbarschaft zur Autobahn A2 soll ein zusätzlicher Stadtbahnbetriebshof mit einer Abstellkapazität für 120 Wagen angelegt werden.

### Streckenausbau
Die Stadtbahnstrecke C-Nord (Linie 6) soll im Abschnitt Hainhölzer Markt bis Sorststraße einen besonderen Bahnkörper erhalten. Die Umsetzung ist auf unbestimmte Zeit verschoben.
Auf der Strecke A-Nord gibt es auf einem längeren Abschnitt in der Sutelstraße nur einen straßenbündigen Bahnkörper. Dadurch stehen die Bahnen der Linie 13 (bis Dezember 2023 Linie 9) zuweilen mit dem Individualverkehr im Stau, wodurch die Linie langsam und verspätungsanfällig wird. Die Region plant, den Abschnitt mit einem besonderen Bahnkörper auszustatten.
Auf der A-West-Strecke sollte die Stadtbahn zwischen Bernhard-Caspar-Straße und Bauweg in einer Abkürzung auf einem unabhängigen Bahnkörper entlang der Lindener Hafenbahn geführt werden, sodass die zwei engen Kurven am Bauweg und am Lindener Hafen wegfallen sollten. Als Realisierungszeitraum war im NVP 2015 die nächste fällige Grunderneuerung in diesem Bereich angegeben worden (etwa 2020/22[veraltet]). Dann sollte auch die Haltestelle Bernhard-Caspar-Straße einen Hochbahnsteig erhalten. Die Verlegung auf die Hafenbahntrasse wurde geprüft.

### Bauvorleistungen
Beim Bau der Tunnel wurden im Hinblick auf einen späteren Ausbau des Netzes bereits einige Vorleistungen geschaffen. Bei einigen dieser Bauten ist sicher, dass sie nie in der vorgesehenen Funktion genutzt werden, bei anderen ist das Ob und Wann einer Nutzung völlig unklar.

#### D-Tunnel

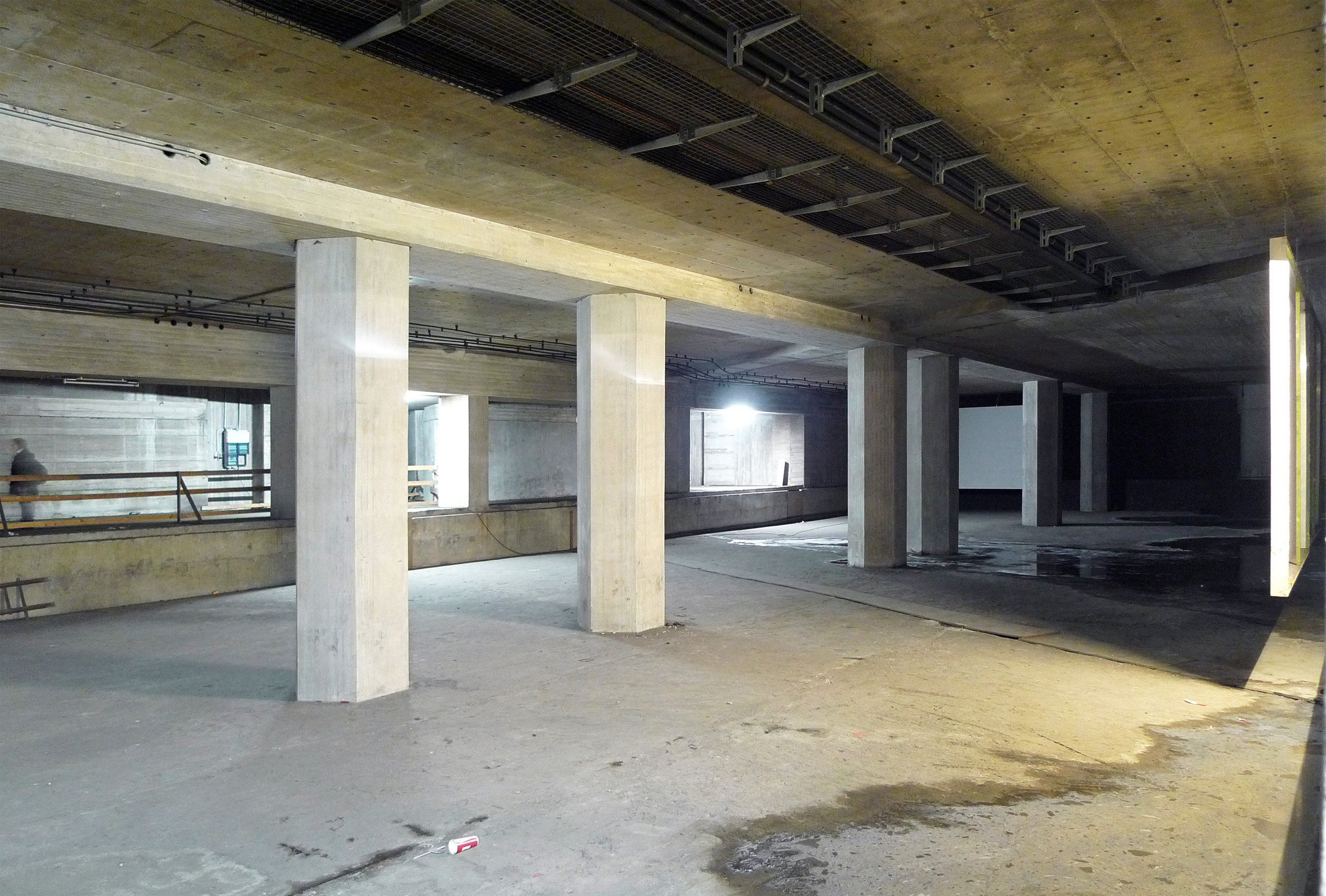
Bauvorleistung D-Strecke Hauptbahnhof

Die umfangreichsten Bauvorleistungen wurden für den geplanten Tunnel der D-Strecke geschaffen. Beim Bau der Station Hauptbahnhof für die A- und B-Linien wurde darunter im Rohbau eine vollständige Station für die D-Strecke mit errichtet. Diese sogenannte Geisterstation kann u. a. bei vom Verein Stattreisen Hannover e. V. angebotenen Führungen durch den Hauptbahnhof gelegentlich besichtigt werden. Für die Planfeststellung 1992 wurde die Station zusätzlich mit neuen Wegebeziehungen und Aufgängen neu durchgeplant. Östlich der Station Hauptbahnhof wurden aus konstruktiven Gründen zwei kurze Tunnelstücke hergestellt (Abschnitte von km 29,8 +33,50 bis km 29,8 +47,5 [östlicher Tunnelstutzen] und von km 29,9 +25,50 bis km 29, +38,50 [westlicher Tunnelstutzen]). Der westliche Tunnelstutzen schließt unmittelbar an das hergestellte Stationsbauwerk an und ist heute einsehbar. Zwischen den beiden Tunnelstutzen wurde aus wirtschaftlichen Gründen auf die Herstellung der diagonal durch das darüber liegende Gebäude laufenden Tunneltrasse vorerst verzichtet. Bei der späteren Realisierung der D-Linie sollen die aus den Hochbauten entstehenden Lasten umgesetzt und somit die Trasse von Stützen freigemacht werden. Der Saal 1 im Cinemaxx-Kino auf der untersten Ebene muss dafür nicht aufgegeben werden, da er sich im Niveau direkt neben der Tunneltrasse abstuft.
Bei der Station Steintor wurde die Station der D-Strecke ebenfalls im Rohbau mit errichtet, hier allerdings nur in der Breite der darüber liegenden Station der C-Strecke. Außerdem wurde von der U-Bahn-Station Kröpcke aus ein Teil des Verbindungstunnels zwischen C- und D-Tunnel mit errichtet. Dieser kann im Bedarfsfall von aus Richtung Aegidientorplatz kommenden Zügen zum Kehren genutzt werden.
Die Station Marienstraße der C-Strecke ist im Kreuzungsbereich brückenartig gebaut, d. h. die Stützpfeiler sind so tief gegründet, dass der Tunnel der D-Strecke nebst Station zwischen ihnen hindurchgeführt werden könnte.

In den 1970er Jahren geplante Unterquerung des Ihme-Zentrums im Zuge der D-Linie

Beim Bau des Ihme-Zentrums wurde berücksichtigt, dass dort eine U-Bahn-Trasse für die D-Strecke geplant war. Deren Tunnel sollte, von der Goethestraße kommend, geradeaus weiter entlang der Lenaustraße führen, im Bereich des heutigen Jugendzentrums Glocksee die Ihme unterqueren und in weitem Bogen in die Achse der Limmerstraße einschwenken. Eine U-Bahn-Station war am Küchengarten geplant. Der vorbereitende Bau eines Tunnelstücks wurde diskutiert, dann jedoch angesichts der damals eingeschränkten finanziellen Möglichkeiten verworfen. Als Vorkehrungen für den geplanten U-Bahn-Tunnel wurden keine Baulasten – also Hochhäuser direkt über der Trasse – platziert. Außerdem wurde die Fundamentgründung des Gebäudekomplexes so angelegt, dass die vom Bauwerk wirkenden Kräfte von der geplanten Trasse weggeleitet werden. Wie oben beim Gebäude Cinemaxx Raschplatz beschrieben, ist der Einbau einer Tunneltrasse somit weiterhin möglich und einem späteren Zeitpunkt vorbehalten. Die angrenzenden Stationen Küchengarten und Goetheplatz würden eine normale Tiefenlage aufweisen und in gewohnter offener Bauweise errichtet werden können.
Um diese Bauvorleistung rankt sich eine urbane Legende über eine angeblich existierende U-Bahn-Station unter dem Ihme-Zentrum. Je nach Version liegt dort ein Stationsrohbau im südlichen oder nördlichen Teil, der wahlweise an die A- oder D-Strecke hätte angeschlossen werden sollen und nach weiteren Versionen teilweise oder ganz unter Wasser steht. In Wirklichkeit hat es nie Pläne für eine U-Bahn-Station direkt unter dem Ihme-Zentrum gegeben. In allen vorliegenden Lageplänen des U-Bahn-Bauamtes ist stets eine Station Küchengarten unter der beginnenden Limmerstraße eingezeichnet.

#### Tunnelverlängerungen
Bei der A- und der B-Strecke gibt es Bauvorleistungen in kleinerem Umfang. Sowohl unter der Rampe Hammersteinstraße (A-Nord) als auch am Vahrenwalder Platz (B-Nord) wurde der Tunnel bis zum Rampenende weitergebaut. Auch bei der Rampe am Engelbosteler Damm (C-Nord) wurde die Möglichkeit einer späteren Tunnelverlängerung berücksichtigt. Die Stutzen bergen oder bargen teilweise technische Anlagen. Die ursprünglichen U-Bahn-Planungen sahen jeweils Verlängerungen der Tunnel vor. Da man mittlerweile von den Plänen eines vollständigen U-Bahn-Baus abgerückt ist und sowohl die Vahrenwalder Straße als auch die Podbielskistraße mit einem besonderen Bahnkörper für die Stadtbahn ausgestattet sind, bleiben diese Tunnelstutzen Erinnerungen an die U-Bahn-Planungen der 1960er Jahre.

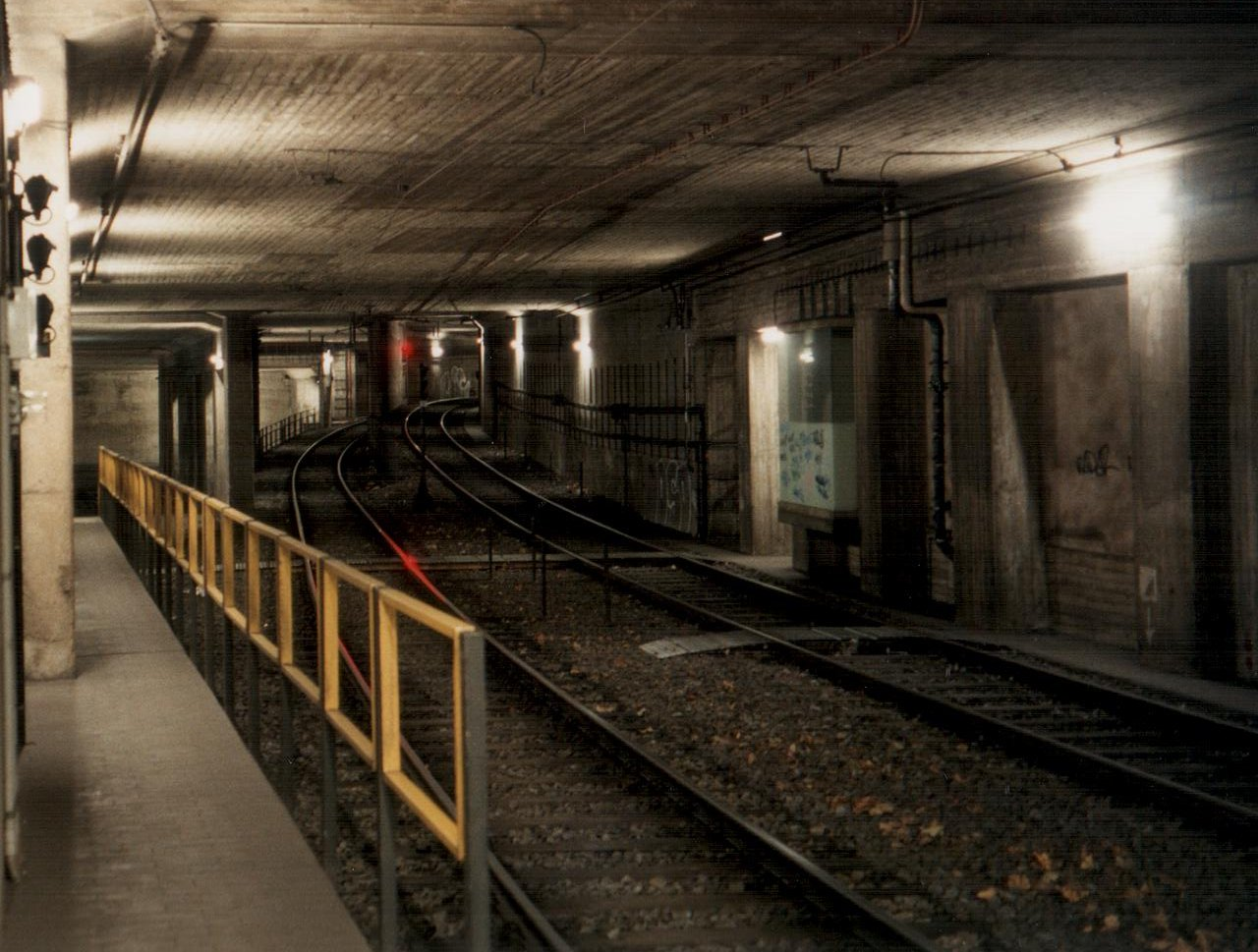
Bauvorleistung südlich der Station Waterloo

Eine etwas umfangreichere Anlage befindet sich in der Station Waterloo. Hier sollten nach den ursprünglichen Planungen sowohl die Gleise Richtung Linden-Mitte (A-West, heute Linie 9) als auch die Gleise Richtung Ricklingen (A-Süd, heute Linien 3 und 7) unterirdisch weitergeführt werden. Außerdem sollte hier eine unterirdische Kehranlage entstehen. Gemäß diesen Planungen sollte die Rampe Gustav-Bratke-Allee wieder abgebaut und der über sie angeschlossene Betriebshof Glocksee aufgelassen werden. Die Strecke nach Ricklingen wurde mittlerweile an der Oberfläche über die Legionsbrücke angeschlossen, und von einer Aufgabe des Betriebshofes Glocksee ist auch keine Rede mehr. Allerdings besteht noch die Planung für einen Tunnel für die A-West-Strecke. Sollte dieser Tunnel je gebaut werden, würde das aus Richtung Empelde kommende Gleis den östlichen Teil des Stutzens nutzen und vor der Station Waterloo auf das aus der Rampe kommende Gleis münden. Das Gleis in Richtung Empelde würde vom äußeren Gleis Richtung Ricklingen abzweigen. Beim Bau der Spange Legionsbrücke wurde hierfür eine weitere Bauvorleistung geschaffen. Es wurde ansatzweise eine Ausfädelung aus dem Richtung Ricklingen führenden Gleis sowie ein etwa zehn Meter langes Tunnelstück unter diesem Gleis errichtet. Eine Machbarkeitsstudie befasste sich 2003 mit der Strecke A-West und sah im Anschluss an eine schlanke S-Kurve unter dem Gelände der Berufsbildenden Schulen die beiden Stationen Schwarzer Bär und Pariser Platz vor. Mit einer Rampe in Höhe des Westschnellweges würde der A-West-Tunnel wieder an die Bestandsstrecke anschließen.

### Nicht realisierte Planungen
Das Konzept des Hannoverschen Nahverkehrs hat sich vom U-Bahn-Netz 1965 bis zu einem Stadtbahnnetz mit vielen Änderungen im Detail entwickelt.

#### A-Strecke

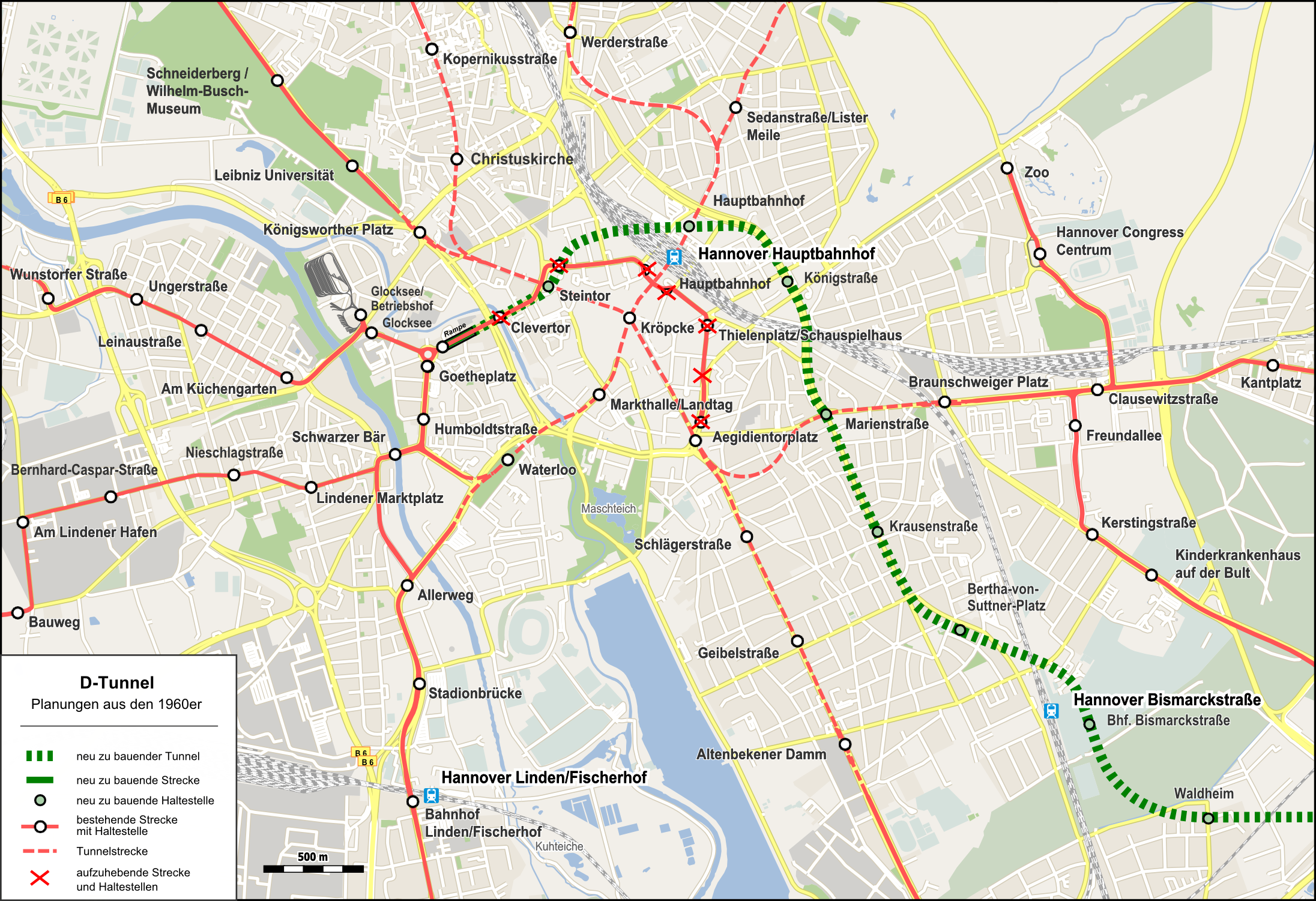
Projekt D-Tunnel aus den 1960er Jahren

Nach den ursprünglichen Plänen hätte der A-Tunnel vorläufig an der Kreuzung der Lister Meile mit der Celler Straße/Wedekindstraße enden sollen. Die Strecke wäre dann nach Nordosten geführt worden, in zwei eingleisigen Rampen in der Wedekindstraße und der Steinriede an die Oberfläche gekommen und an die damalige Straßenbahnstrecke in der Bödekerstraße angeschlossen worden. Der bis zur Hammersteinstraße verlängerte Tunnel ermöglichte es, das Nadelöhr Lister Platz unterirdisch zu queren.
Der A-Süd-Tunnel sollte bis hinter die heutige Haltestelle Stadionbrücke gebaut werden und in Höhe der Kaisergabel in einer Rampe enden. Die bereits 1967/1968 gebaute Ausfädelung für diesen Tunnel konnte für den Bau der 1999 in Betrieb genommenen Legionsspange genutzt werden. Allerdings musste dabei das äußerste Tunnelstück abgebrochen werden, da es für eine Unterquerung der Ihme vorbereitet war, der Fluss aber nun überquert wird.
Die Verlängerung von Mühlenberg nach Wettbergen sollte nach früheren Plänen im Tunnel erfolgen. Da der in den 1970er Jahren geplante umfangreiche Ausbau des Stadtteils Mühlenberg erheblich kleiner ausfiel, konnte die Stadtbahnverlängerung oberirdisch realisiert werden.
Fasanenkrug sollte langfristig nicht mehr an die A-Strecke, sondern über Alte Heide an die B-Strecke angebunden werden. Die enge, zwischen zwei Militärgeländen verlaufende Kugelfangtrift verhinderte die Realisierung dieser Pläne in den 1970er Jahren. Mittlerweile ist das Militär weitgehend abgezogen, die Straße wäre verbreiterbar. Die Pläne werden jedoch nicht weiter verfolgt, die Anbindung soll weiterhin über die A-Strecke erfolgen. Dafür sollte die Sutelstraße bei der nächsten anstehenden Grunderneuerung 2020/22 stellenweise mit einem besonderen Bahnkörper ausgestattet werden. Inzwischen ist der Ausbau mit einem Hochbahnsteig als Ersatz für die Station Bothfelder Kirchweg für 2024 bis 2026 geplant.
Für den Bereich zwischen Waterloo und Bernhard-Caspar-Straße gab es im NVP 2008 neben der Variante eines Ausbaus mit Mittelhochbahnsteigen an der Oberfläche auch Pläne für eine Tunnellösung. Bei letzterer wären zwei U-Bahn-Stationen entstanden. Die erste am Schwarzen Bären hätte aufgrund der vorherigen Ihmequerung recht tief gelegen und die heutige Haltestelle Lindener Marktplatz mit ersetzt. Die zweite hätte sich im Bereich Nieschlagstraße/Pariser Platz befunden.
Die Gebiete von Alt-Davenstedt, Davenstedt-West und Badenstedt-West sind noch nicht an die Stadtbahn angebunden. Hier gab es verschiedene Verlängerungsmöglichkeiten von der A-West-Strecke entweder ab Haltestelle Am Lindener Hafen über Davenstedter Straße bis Alt-Davenstedt oder ab Am Soltekampe über Davenstedter Markt und Davenstedt/West nach Badenstedt/West. 2014 verwarf die Region Hannover beide Verlängerungsmöglichkeiten aufgrund zu geringer Wirtschaftlichkeit (Kosten-Nutzen-Faktor in der wirtschaftlichsten Variante bei 0,6). Die Planung einer Stadtbahnanbindung wurde aufgegeben, stattdessen soll über eine verbesserte Busanbindung nachgedacht werden.

#### B-Strecke
In den anfänglichen Planungen aus den 1960er Jahren war der Bau einer Tunnelstation unter dem Welfenplatz vorgesehen. Die Station ist aus Kostengründen aber nicht gebaut worden. Der Ast nach Langenhagen sollte bis zum damaligen Bahnhof Langenhagen, dem heutigen Bahnhof Langenhagen-Pferdemarkt, führen und dort enden. Außerdem war in Vahrenwald eine kreuzungsfreie Verzweigung im Bereich Büttnerstraße vorgesehen. Der Ast nach Vahrenheide sollte bis Bothfeld führen und in einem Betriebshof in Lahe enden oder sogar bis Altwarmbüchen weiter führen.
Zwischen den Haltestellen Alter Flughafen und Wiesenau sollte eine neue Haltestelle Kugelfangtrift eingerichtet werden.

#### C-Strecke
Die U-Bahn-Pläne sahen das Aus für einige Strecken vor. Neben einer Verkürzung und teilweisen Neutrassierung des A-West-Zweiges im Bereich Badenstedt betrifft dies vor allem die C-Strecke. Im Westen war nur ein Ast geplant. Dieser wäre zunächst der heutigen C-Nord zwischen Steintor und An der Strangriede gefolgt und dann über Haltenhoffstraße und Herrenhäuser Kirchweg im Bereich Appelstraße auf die heutige C-West getroffen. Diese sollte über Stöcken/VW nach Garbsen führen, sodass die Strecken An der Strangriede–Nordhafen und Steintor–Appelstraße stillgelegt worden wären. Aufgrund dieser Planungen ist die Station Steintor lediglich zwei- und nicht, wie bei Verzweigungsstationen üblich, dreigleisig angelegt.
Den U-Bahn-Planungen zufolge wäre der C-Tunnel östlich der Station Braunschweiger Platz nach Norden neben die Eisenbahnstrecke nach Lehrte verschwenkt. Dort hätte man die U-Bahn bis zur Kreuzung mit der Karl-Wiechert-Allee geführt und dann auf der heutigen Trasse nach Roderbruch und weiter nach Misburg gebaut. Die Strecke durch die Kirchröder Straße bis nach Kirchrode wäre stillgelegt worden.
Misburg sollte über die Roderbruchstrecke der C-Ost an das Stadtbahnnetz angeschlossen werden. Im Anschluss an die heutige Endstation Roderbruch sollte die Strecke durch die sogenannte Vogelsiedlung führen, dann den Mittellandkanal überqueren und bis Misburg Meyers Garten führen. Die Region Hannover entschied sich stattdessen für den Anschluss Misburgs über die A-Nord-Strecke.
Als in den 1990er Jahren die D-Süd-Strecke geplant wurde, gab es die Idee, die Strecke südlich der heutigen Haltestelle Stockholmer Allee nach Westen abknicken zu lassen und als Hochbahn an der Expo-Plaza vorbei über das Gelände der Expo 2000 zu führen. Hiergegen sperrte sich die Deutsche Messe AG, die keine Haltestellen auf ihrem Gelände haben wollte.
Im NVP 2008 war für die C-Ost zwischen den Haltestellen Kantplatz und Uhlhornstraße eine Verknüpfung mit der S-Bahn-Station Hannover-Kleefeld vorgeschlagen worden. Dieser Vorschlag wurde nicht weiter verfolgt.
Zur Anbindung des Maschinenbaucampus in Garbsen an die Stadtbahn hat die Region 2014 eine Machbarkeitsstudie erstellen lassen. Darin wurde der Neubau einer Zweigstrecke von der Haltestelle Friedhof Auf der Horst (zum Fahrplanwechsel 2017/2018 in Schönebecker Allee umbenannt) zum Maschinenbaucampus sowie eine weitere Verlängerung der Zweigstrecke bis Berenbostel bei gleichzeitiger Realisierung der Nordstadtspange untersucht. Für die Zweigstrecke zum Maschinenbaucampus war eine Pendellinie vorgesehen. Bei einer weiteren Verlängerung bis Berenbostel sollte die Linie 5 nicht mehr nach Stöcken, sondern nach Berenbostel fahren, während die über die Nordstadtspange verlängerte Linie 11 den Zweig nach Stöcken übernommen hätte. Keine der untersuchten Varianten hatte ein positives Nutzen-Kosten-Verhältnis. Stattdessen soll der Maschinenbaucampus jetzt mit Shuttlebussen an die Linie 4 angebunden werden.

#### D-Strecke
Nach den ursprünglichen Planungen aus den 1960er Jahren sollte ein vierter Tunnel die anderen drei Tunnel halbkreisförmig verknüpfen. Er sollte in der Relation Goetheplatz (Rampe) – Steintor – Hauptbahnhof – Berliner Allee – Sallstraße – Bahnhof Bismarckstraße – Lindemannallee (Rampe) – Bischofsholer Damm verlaufen. Beim D-Tunnel handelte es sich lediglich um eine Vorsorgeplanung, die nicht wie die anderen drei Tunnel zur alsbaldigen Realisierung vorgesehen war. Eine Notwendigkeit für ihn wurde erst dann gesehen, wenn die damals geplanten Großsiedlungen Heisterberg (westlich von Ahlem) und am Kronsberg verwirklicht worden wären. Während am Kronsberg später im Zuge der Expo 2000 ein neues Wohnviertel gebaut wurde, wurde der Heisterberg nie bebaut.
Als Hannover 1990 den Zuschlag für die Expo 2000 bekam, wurden die Pläne für den D-Tunnel wieder aktuell. Dabei wurden auch alternative Streckenführungen diskutiert: (…) Hauptbahnhof – Emmichplatz – Braunschweiger Platz (Rampe) – Bischofsholer Damm sowie (…) Hauptbahnhof – Emmichplatz (Rampe) – Hindenburgstraße – Zoo. Nach einer längeren politischen Debatte wurde damals aus zeitlichen und finanziellen Gründen zunächst auf einen Tunnelbau verzichtet und die neue D-Süd-Strecke stattdessen an die C-Strecke angeschlossen.

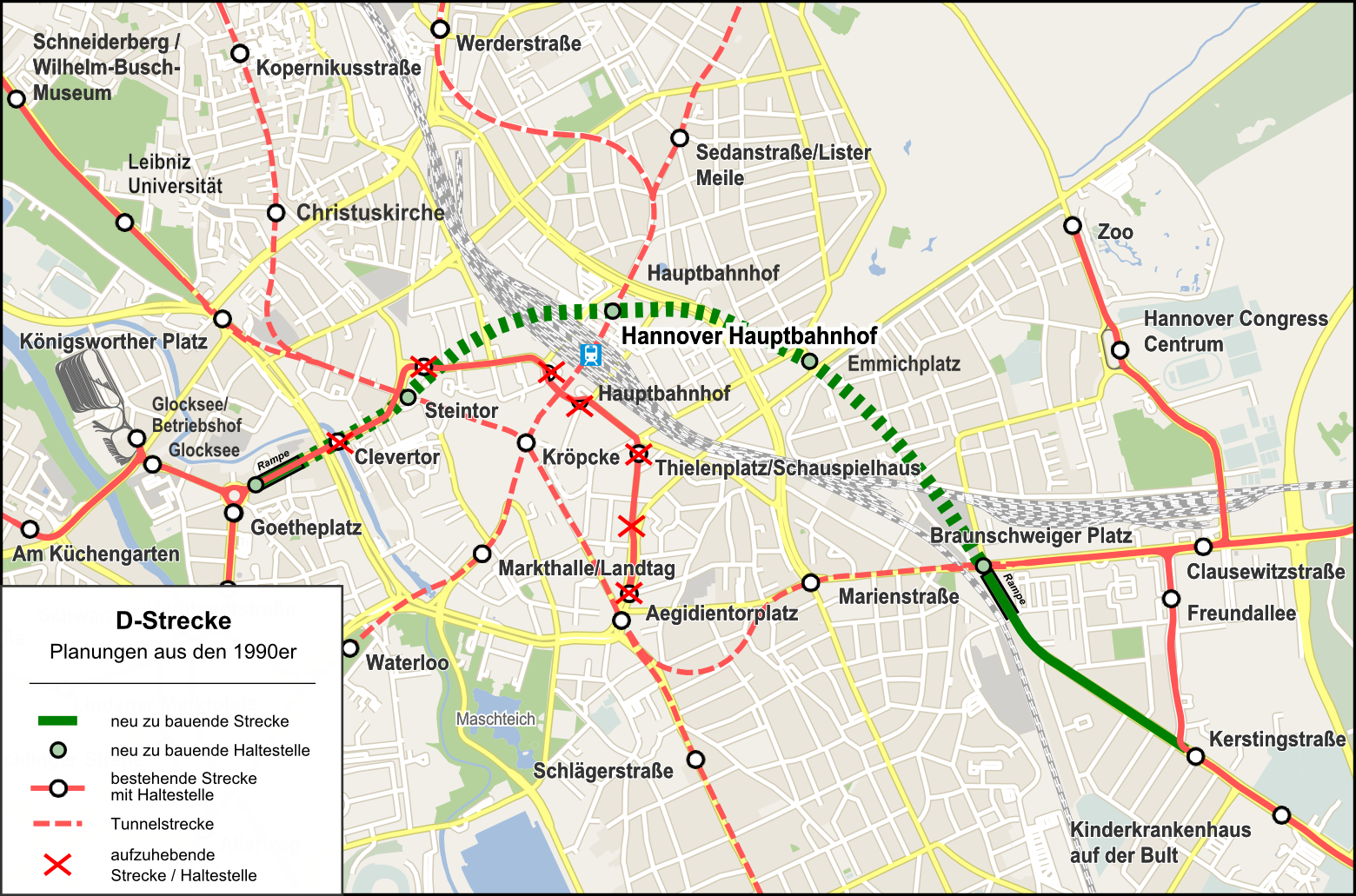
Alternative Braunschweiger Platz
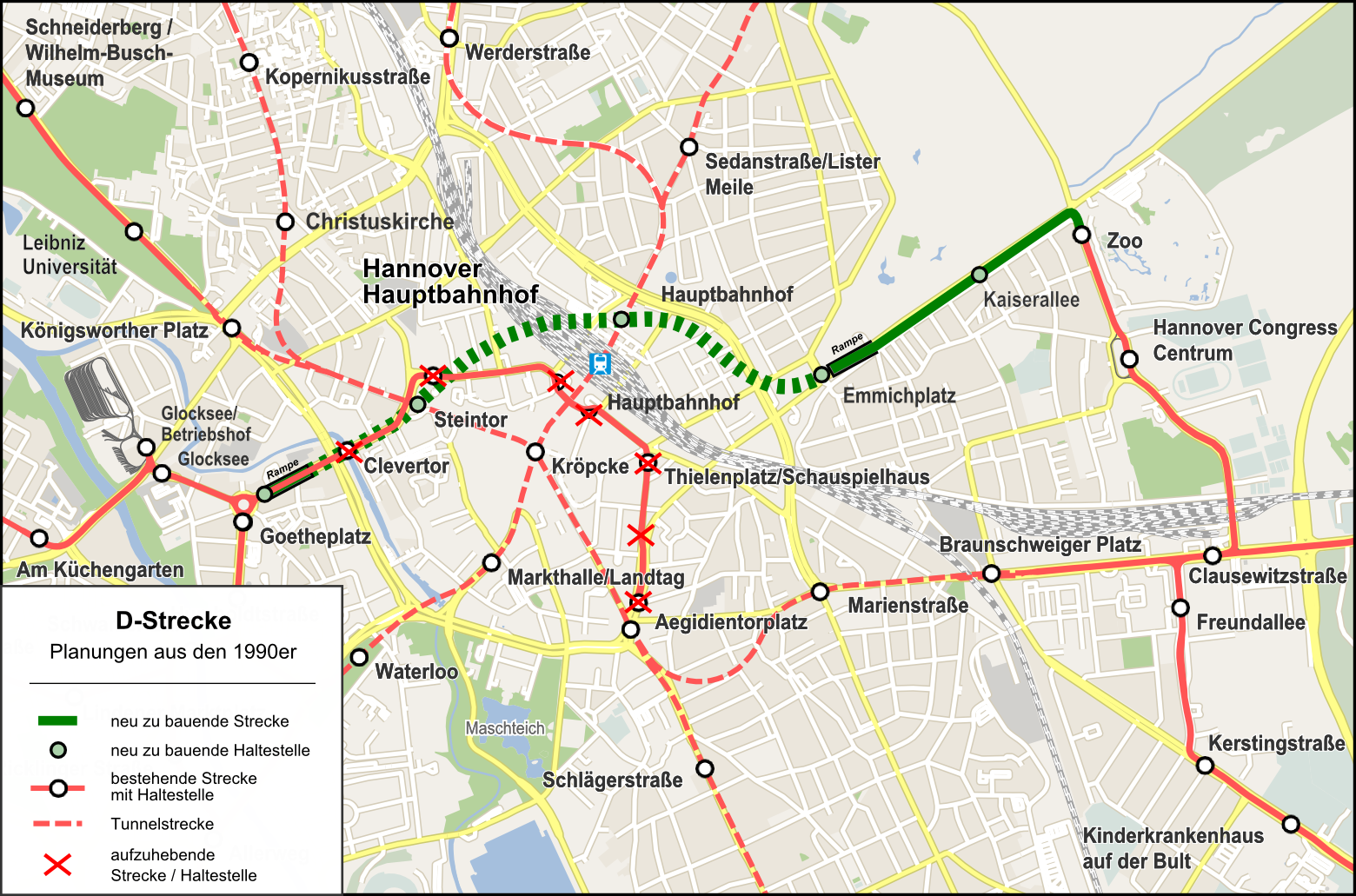
Alternative Zoo

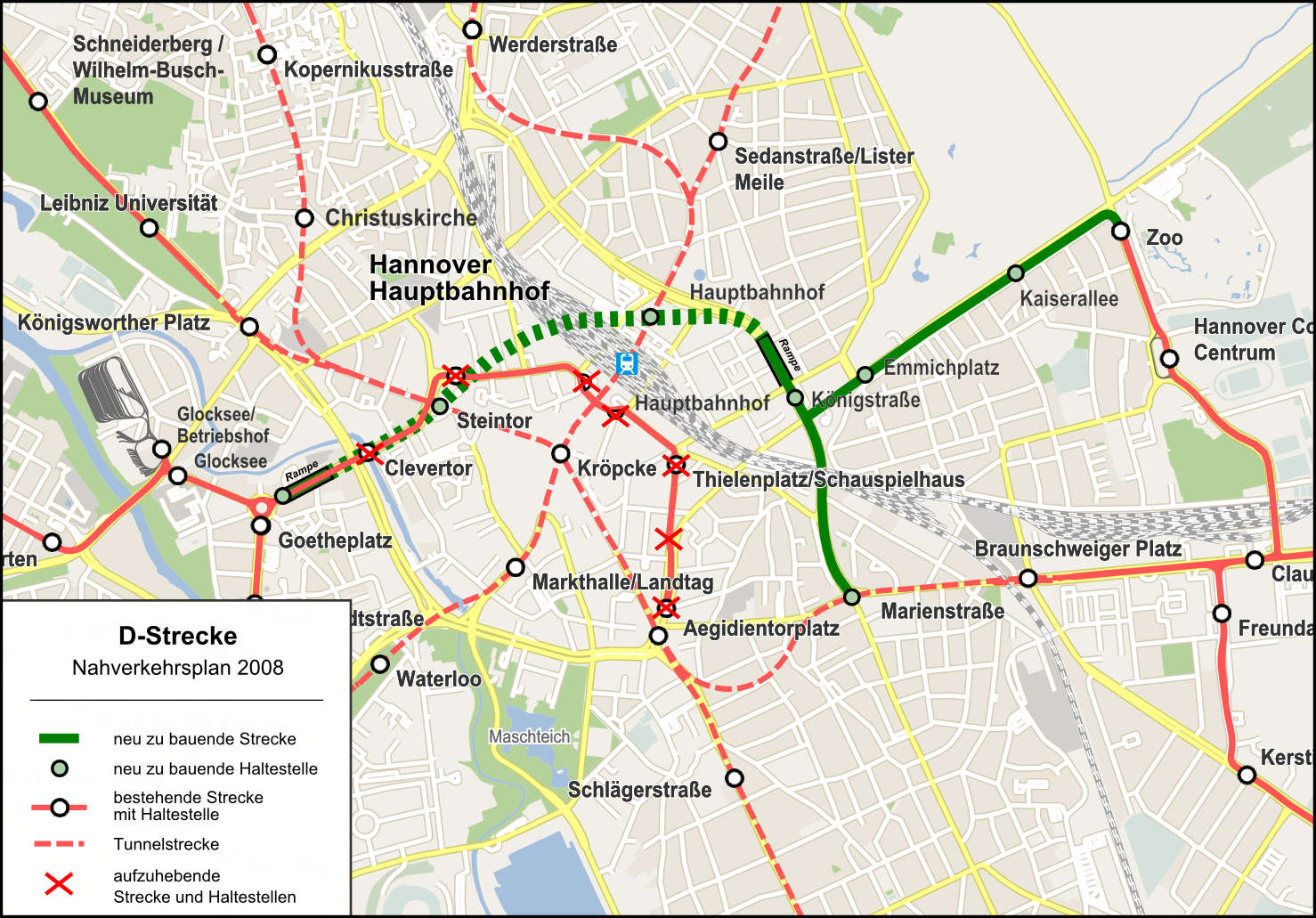
Projekt aus dem Nahverkehrsplan 2008

Im Nahverkehrsplan 2008 wurde zur Lösung der oben beschriebenen Probleme der Bau eines kurzen Tunnels vorgeschlagen. Dieser sollte entweder wie bei den alten Planungen in der Goethestraße beginnen und über die U-Bahn-Station Steintor zur bereits im Rohbau existierenden tiefen −3-Ebene der Station Hauptbahnhof geführt werden. Alternative hierzu wäre eine oberirdische Station Steintor mit einem danach beginnenden Tunnel. Die Strecke würde nach dem Hauptbahnhof noch ein kurzes Stück im Tunnel weitergeführt werden und an der Berliner Allee mittels einer provisorischen Rampe (Tunnelfortsatz mit aufgelegter Rampe, wie bei den Rampen-Vorleistungen Hammersteinstraße und Vahrenwalder Platz) wieder an die Oberfläche kommen. Am Platz der Kaufleute (Kreuzung Schiffgraben) würde eine Haltestelle mit Hochbahnsteig entstehen. Danach würde sich die Strecke verzweigen. Ein Strang würde zur Station Marienstraße geführt werden und dort enden. Der andere würde über Schiffgraben und Hindenburgstraße zum Zoo geführt werden und dort an die bestehende Strecke angeschlossen werden. Die Gebiete im Bereich des Schiffgrabens bekämen so eine Anbindung an die Stadtbahn. Diese Variante würde mehr als 200 Millionen Euro kosten. Für eine Fortführung des Tunnels bis zur Marienstraße waren im Jahr 2006 Kosten in Höhe von circa 300 Millionen Euro veranschlagt worden, bei einer Verlängerung bis zur S-Bahn-Station Bismarckstraße weitere 100 Millionen Euro.
Während die Region die Tunnellösung offiziell als nicht finanzierbar abgelehnt hat, gibt es in einigen Parteien in Stadt und Region sowie in der Bevölkerung nach wie vor Stimmen, die den Bau des D-Tunnels favorisieren. Im Nahverkehrsplan 2015 werden die Strecken vom Platz der Kaufleute bis Zoo und bis Bismarckstraße weiterhin freigehalten.

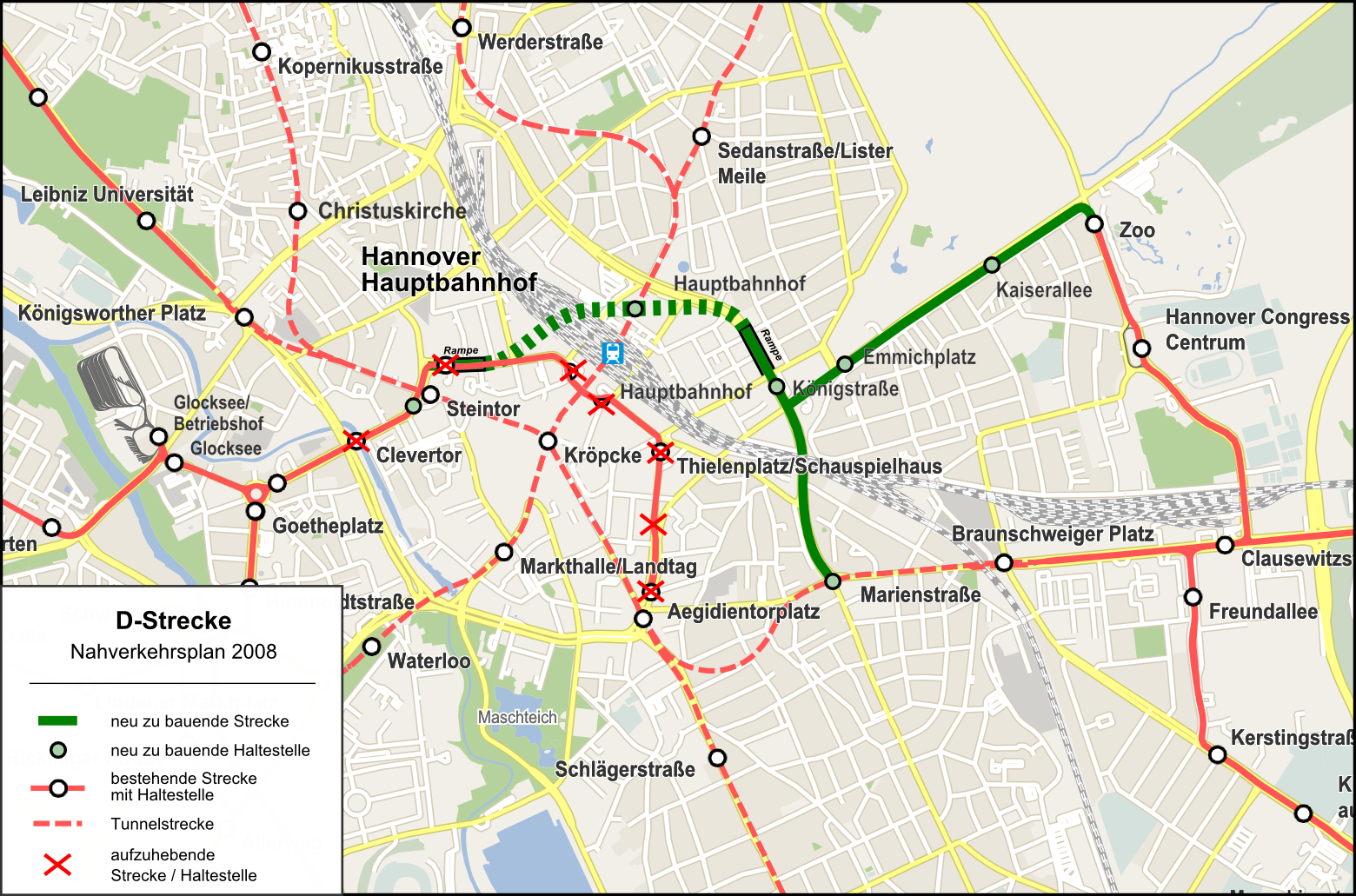
Alternative mit der Station Steintor an der Oberfläche

Gegner einer Tunnellösung, wie der Verkehrsclub Deutschland (VCD), haben stattdessen eine oberirdische Trassierung durch die Bahnhofsunterführung der Lister Meile vorgeschlagen (sogenannter Posttunnel zwischen Hauptbahnhof und früherer Hauptpost, jetzt Ernst-August-Galerie). Haltestellen mit Hochbahnsteigen würden am Anfang der Lister Meile neben dem Hauptbahnhof im Posttunnel sowie am Raschplatz hinter dem Bahnhof in Mittellage auf der Berliner Allee entstehen. Es wurde argumentiert, dass diese Lösung kostengünstiger sei, ein oberirdisch geführter Nahverkehr die City belebe und ein sichtbares ÖPNV-Angebot auch im Hinblick auf den Klimaschutz sinnvollen Umstieg auf Busse und Bahnen ins Bewusstsein dringen könne. Eine Haltestelle Hauptbahnhof an der Oberfläche sei besser erreichbar als die unter dem Raschplatz liegende U-Bahn-Station.

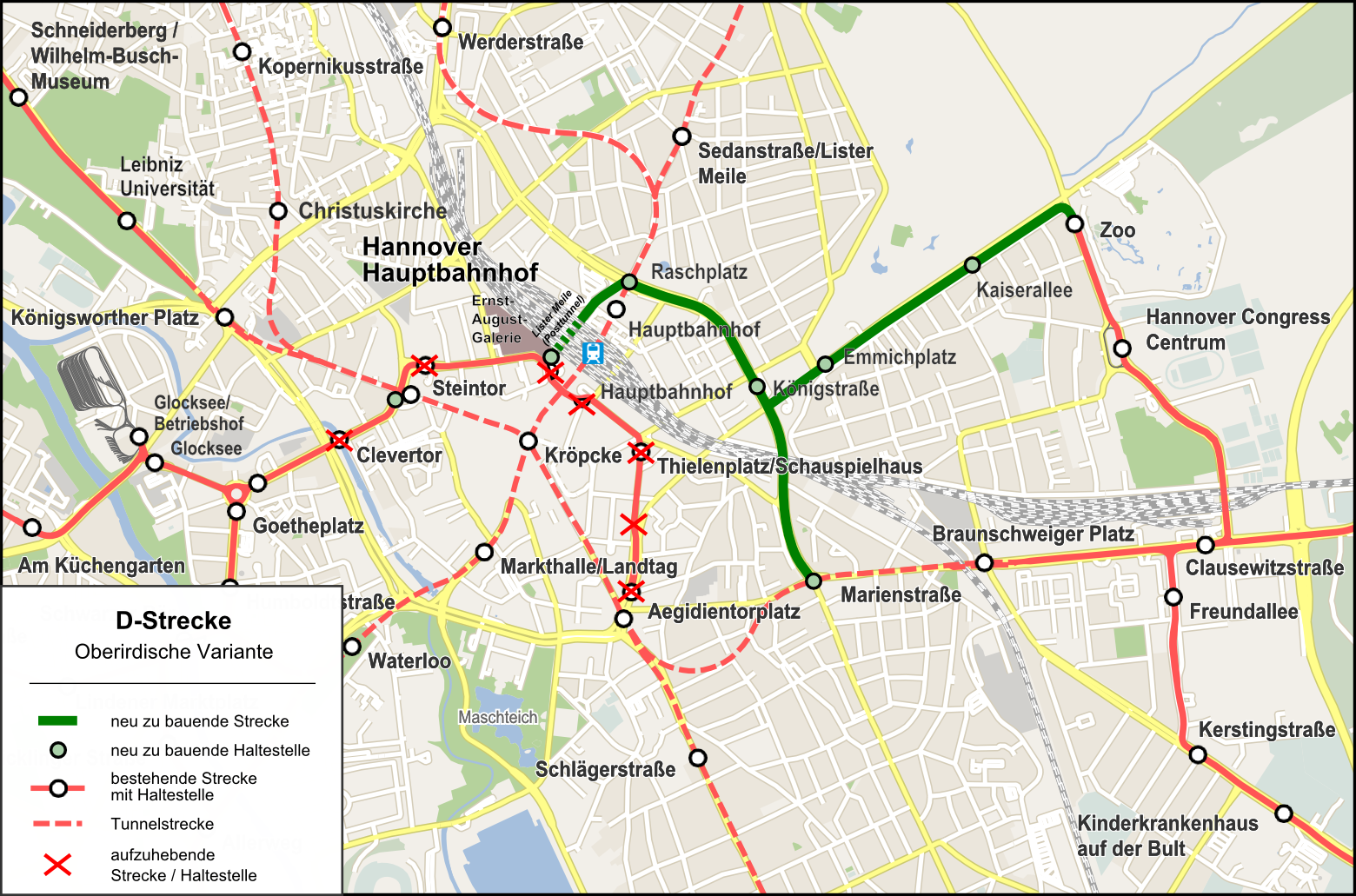
Variante an der Oberfläche

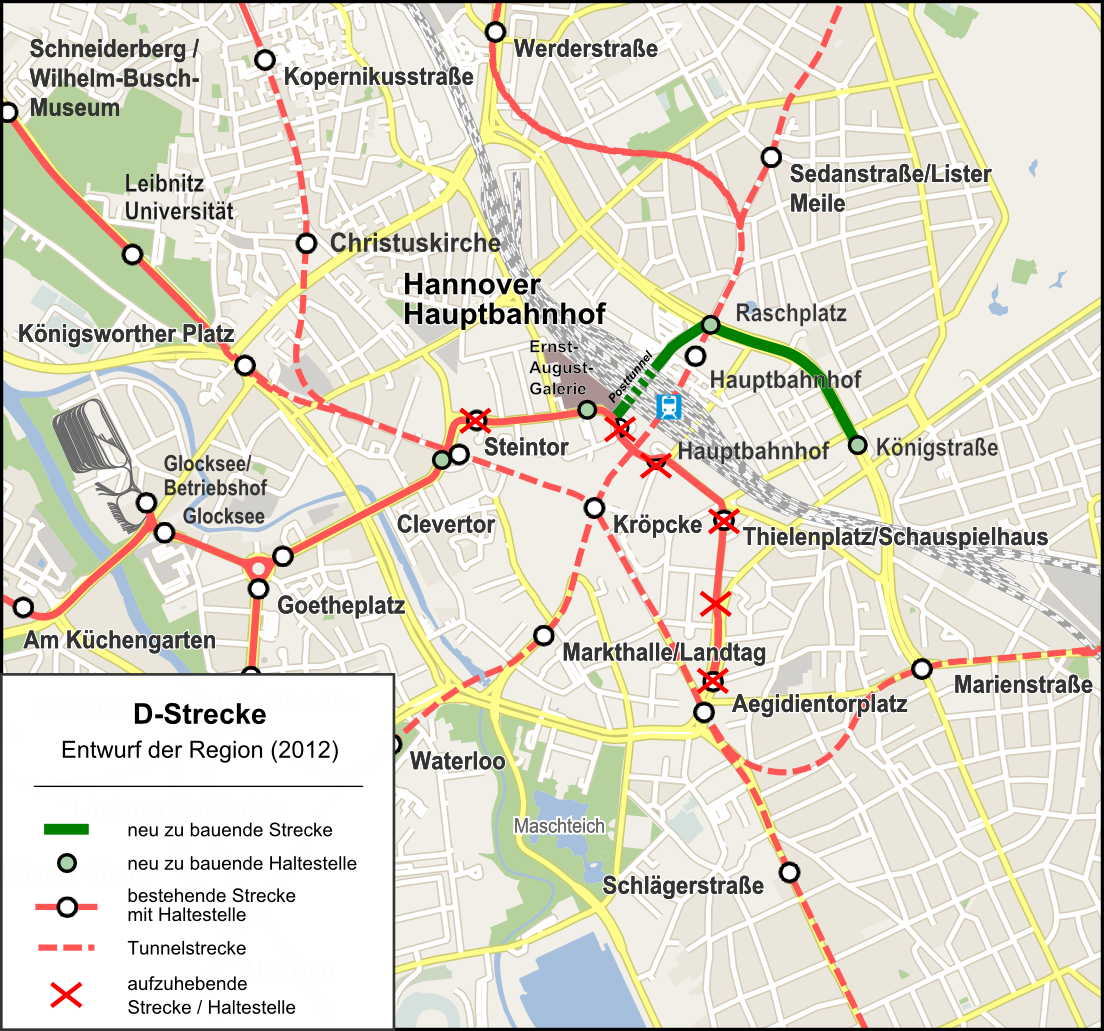
Ursprünglicher Entwurf mit Endhaltestelle am Platz der Kaufleute

Die Region hatte am 4. Oktober 2012 ihren Entwurf für den oberirdischen Ausbau der Innenstadtstrecke in Hochflurtechnik vorgestellt. Die Endstation war danach auf der Berliner Allee am Platz der Kaufleute vorgesehen. Die Haltestelle Hauptbahnhof (Ernst-August-Platz) soll in die Kurt-Schumacher-Straße vor die Ernst-August-Galerie gesetzt werden und nicht mehr wie zunächst geplant in die sogenannte Posttunnelunterführung der Lister Meile. Auf der Berliner Allee sollte am Raschplatz eine neue Station den Umstieg zur U-Bahn-Station der A- und B-Linien erleichtern. Die Raschplatz-Hochstraße sollte nach diesen Plänen abgerissen werden. Der Ausbau sollte einschließlich Hochstraßenabriss insgesamt 63 Millionen Euro kosten.
Gegen diese Pläne erhob sich von mehreren Seiten Kritik, insbesondere erschien fraglich, ob der Abriss der Hochstraße vom Land gefördert werden würde. Nachdem deutlich wurde, dass es für die Kosten des Hochstraßenabrisses keine Landesförderung geben würde, entschloss sich die Region, auf den Abriss zu verzichten und die Strecke bereits auf der Lister Meile in Höhe des Zentralen Omnibusbahnhofs enden zu lassen.
Im Frühjahr 2025 kam die Region Hannover mit der Idee auf, zur Entlastung der C-Strecke und zur Bereitstellung neuer Kapazitäten die Linie D-Süd in einem Tunnel durch die Sallstraße zu führen. Bereits 1992 wurden mehrere Trassen zur Anbindung des EXPO-2000-Geländes an die Innenstadt untersucht. Ein Gutachten von Ingenieur-Consult Haas & Partner GmbH mit dem Titel Bewertung von Stadtbahnvarianten zur Erschließung des Kronsberges (2010) und der EXPO 2000 untersuchte und bewertete verschiedene Vorschläge, in der die Anbindung einer Oberflächenstrecke von der Berliner Allee durch einen Tunnel in der Sallstraße bis zur Lindemannallee ebenfalls enthalten war. Das Gutachten schloss mit der Feststellung: „Der Bau des D-Tunnels (Variante 6.2) ist aus betrieblichen und verkehrlichen Aspekten sowie aus Gründen einer zukunftsorientierten Stadtbahnnetzplanung und dem Bereitstellen zusätzlicher Leistungskapazitäten und -reserven unbedingt sinnvoll.“ Die im Gutachten beschriebene Variante 5 stellte 1992 schon die 2025 erneut angedachte Strecke dar, bei der eine (provisorische) Rampe in der Berliner Allee zwischen Schiffgraben und Lavesstraße die ab dem heutigen Endpunkt Hauptbahnhof verlängerte Projekt 10/17-Strecke in die –3-Ebene der Station Marienstraße führen würde. Im Juni 2025 beschloss die Region Hannover, ein erneutes Gutachten durch ein externes Büro zur Neubewertung dieser Tunnelstrecke auszuschreiben. Im Grunde folgte diese Tunnelstrecke der bereits 1992 bis 1994 detailliert ausgearbeiteten Trasse der 3. Ausbaustufe des D-Tunnels. Darin wären der Umbau der Station Marienstraße zu einer Kreuzungsstation sowie der Neubau der Stationen Krausenstraße, Bertha-von-Suttner-Platz sowie Bahnhof Bismarckstraße enthalten.

#### Niederflur-Ergänzungsnetz
Anfang der 1990er Jahre diskutierte man über eine Umrüstung des Netzes auf Niederflurfahrzeuge bzw. ein ergänzendes Niederflur-Straßenbahnnetz. Demgemäß sollte die Strecke von Limmer über den Aegi hinaus am Maschsee vorbei zur Stadionbrücke verlängert und die damalige Zoostrecke durch die Königstraße um einen Ast über Bödekerstraße und Ferdinand-Wallbrecht-Straße zum Niedersachsenring ergänzt werden. Gegen eine vollständige Umrüstung sprachen vor allem die Kosten für die Umrüstung der vorhandenen Hochbahnsteige, insbesondere in den Tunnelstationen, deren Bahnsteige und Unterbauten teilweise tragende Elemente sind.
Die Niederflurpläne wurden anlässlich der Planungen für einen Hochbahnsteig in der Limmerstraße 2009 wieder aufgegriffen. Es wurde darüber diskutiert, ob die Linie 10 auf ein Niederflursystem umgestellt werden könnte. Die ÜSTRA hatte daraufhin ein Gutachten in Auftrag geben lassen, das die Möglichkeiten und Kosten eines ergänzenden Niederflurnetzes untersuchen sollte. Das Gutachten bezifferte die Mehrinvestitionen in Fahrzeuge, Werkstatt und Haltestellen verglichen mit dem herkömmlichen Hochflursystem auf 8,5 Mio. Euro, die jährlichen Mehrbelastungen im Betrieb beliefen sich danach auf 900.000 Euro. Eine von der Region beauftragte Arbeitsgruppe kam zu dem Ergebnis, dass ein gesondertes Niederflursystem jährliche Mehrkosten von 500.000 bis 1.000.000 Euro im Vergleich zum Hochflursystem verursachen würde. Die Region hat sich daraufhin für den Ausbau der Strecke im bestehenden Hochflursystem entschieden, was ins Projekt ZehnSiebzehn mündete.